# Apicultura

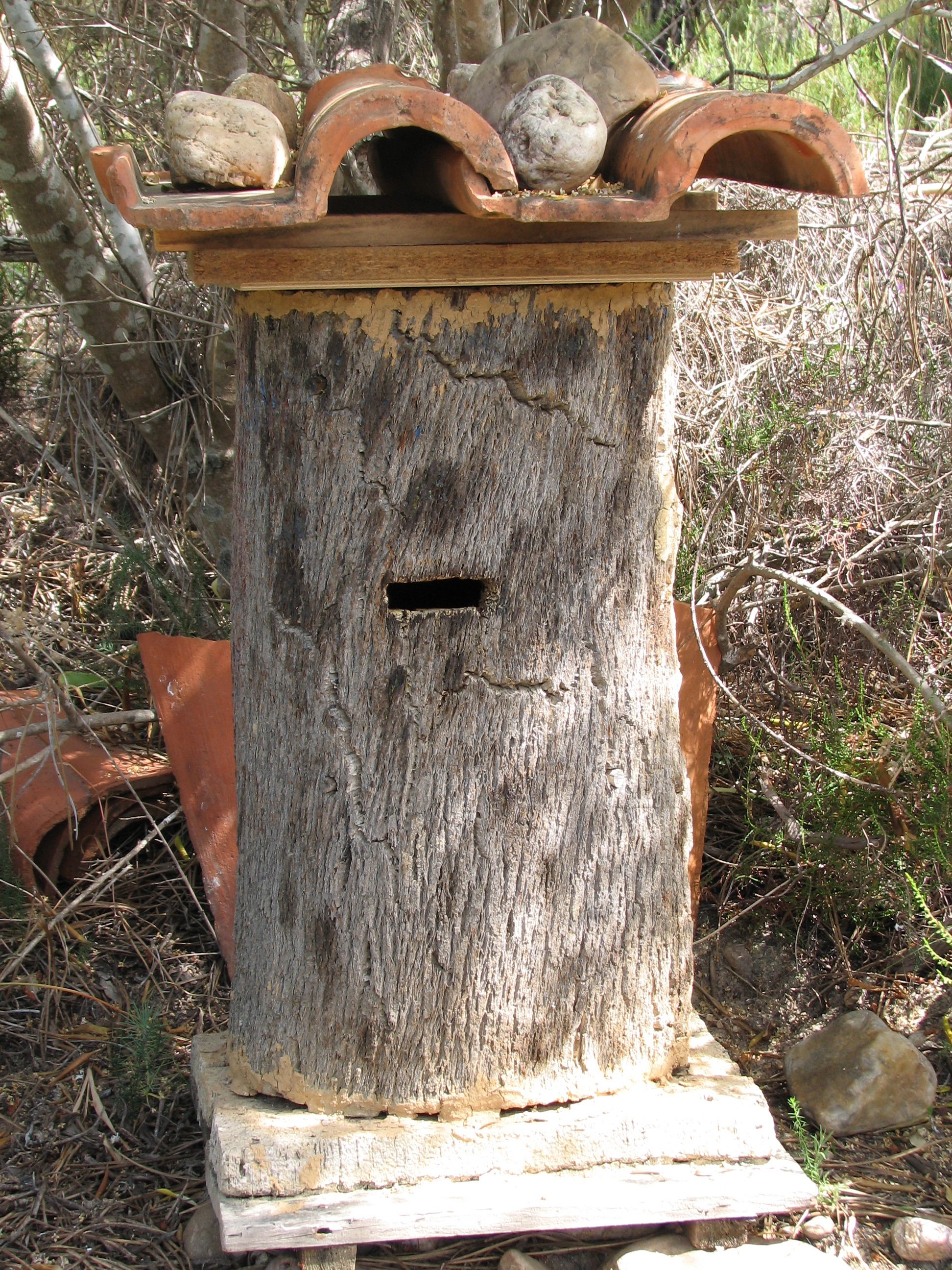
Cortiço - colmeia tradicional

Coletor de mel retratado há 8000 anos em uma pintura de caverna próximo a Valência, Espanha

Apicultura é a  ciência, ou arte, da criação de abelhas com ferrão. Trata-se de um ramo da zootecnia. A criação racional de abelhas para o lazer, ou fins comerciais, pode ter como objetivo, por exemplo, a produção de mel, própolis, geleia real, pólen, cera de abelha e veneno, ou mesmo fazer parte de um projeto de paisagismo, no Brasil não é possível porque as abelhas africanizadas são mais defensivas e requer uma distância mínima de 400 metros  de qualquer aglomeração de pessoas e animais. Além disso, as abelhas são importantes polinizadoras.

## Histórico
Foram encontrados pedaços de âmbar transparente envolvendo abelhas em pesquisas arqueológicas. As teorias dizem que já existiam abelhas há 42 milhões de anos, idênticas às atuais. Mas o que se têm de fato, é o relato do uso do mel pelas civilizações mais antigas traçadas pela história, sendo uma delas os Sumérios.
Há registro gráfico de arte rupestre representado abelhas datando do neolítico em caverna na área onde hoje fica Valência (Espanha). Outra representação antiga está gravada na tumba da Ramessés IX, no Egito, essa datando de 1 100 a.C.
Na obra de Eva Crane (Honey, a Comprehensive Survey), encontramos informações de que os sumérios, que se estabeleceram na Mesopotâmia por volta de 5 000 a.C., já usavam o mel. Dos textos sumérios que sobreviveram até os nossos dias são conhecidas duas passagens que falam a respeito do mel.
Três mil anos depois, esta região seria conhecida por Babilónia. Os Babilónios já usavam o mel também na medicina. Posteriormente, os hititas invadiram a Babilónia. No código hitita, por volta de 1 300 a.C., aparecem as primeiras referências em uma legislação que regula algo a respeito de mel e abelhas.

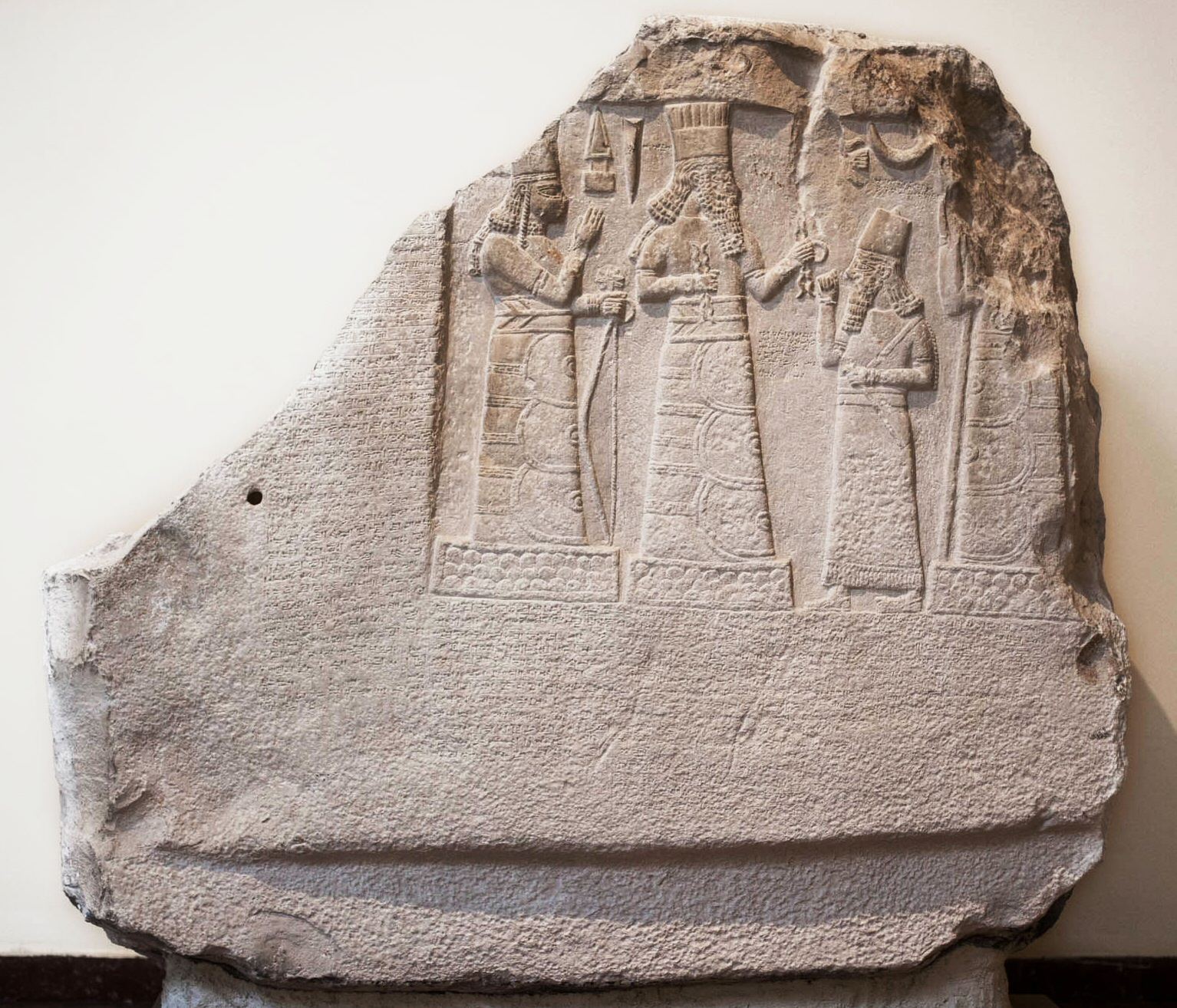
Gravação em pedra mostrando Samasresusur rezando para os Deuses Adade e Istar com inscrições em escrita cuneiforme sobre apicultura na Babilônia

Por volta do ano 3 400 a.C., o soberano do Alto Egito uniu seu reino ao Baixo Egito. Desde a primeira dinastia, em 3 200 a.C., adoptaram-se as abelhas como símbolo do faraó do Baixo Egito. O mel era muito usado pelos antigos egípcios, especialmente pelos sacerdotes, tanto nos rituais e cerimónias como para alimentar animais sagrados.
Representações de humanos recolhendo mel de abelhas selvagens datam de 10.000 anos atrás. A apicultura em vasos de cerâmica começou há cerca de 9.000 anos no norte da África. A abelha-europeia é mostrada na arte egípcia de há cerca de 4.500 anos. Colmeias simples e fumaça eram usadas e o mel era armazenado em jarros, alguns dos quais foram encontrados nas tumbas de faraós como Tutancâmon. Não foi senão no século XVIII que a compreensão europeia das colônias e da biologia das abelhas permitiu a construção da colmeia móvel para que o mel pudesse ser colhido sem destruir toda a colônia.
Em algum momento, os humanos começaram a tentar domesticar abelhas silvestres em colmeias artificiais feitas de troncos ocos, caixas de madeira, vasos de cerâmica e cestos de palha ou "saches". Vestígios de cera de abelha são encontrados em fragmentos de potes no Oriente Médio, começando por volta de 7000 aC.
As abelhas foram mantidas no Egito desde a antiguidade. Nas paredes do Templo do Sol de Niuserré Ini da Quinta Dinastia, antes de 2422 AC, os trabalhadores são retratados soprando fumaça nas colmeias quando estão removendo favo de mel. Inscrições detalhando a produção de mel são encontradas no túmulo de Pabasa da XXVI dinastia egípcia (c. 650 aC), descrevendo o derramamento de mel em jarros e colmeias cilíndricas. Vasos selados de mel foram encontrados nos túmulos dos faraós, como Tutancâmon.
Na Bíblia, no Antigo Testamento, há informação suficiente para concluir que na Terra Prometida dos hebreus, “regada por leite e mel”, o mel era amplamente usado. Em vários textos bíblicos, o mel também é citado em diversas passagens do Antigo Testamento, sendo mencionado em alguns salmos:
Quão doces são as tuas palavras ao meu paladar! Mais do que o mel à minha boca. (Salmo 119:103)
O temor do Senhor é límpido e permanece para sempre; os juízos do Senhor são verdadeiros e todos igualmente, justos. São mais desejáveis do que ouro, mais do que muito ouro depurado; e são mais doces do que o mel e o destilar dos favos. (Salmo 19:9-10)
No livro dos Provérbios, o mel é mencionado pelo autor como um medicamento, o que demonstra que os hebreus já utilizavam esta substância não só com fins alimentares mas também terapêuticos:
Palavras agradáveis são como favos de mel: doces para a alma e medicina para o corpo. (Provérbios 16:24)
Em sua poesia de Cântico dos Cânticos, Salomão, o mesmo autor da maioria dos Provérbios, faz outra menção ao mel, incluindo-o como um dos mais excelentes produtos da época:
Já entrei no meu jardim, minha irmã, noiva minha; colhi a minha mirra com a especiaria,
comi o meu favo com o mel, bebi o meu vinho com o leite. Comei e bebei, amigos; bebei fartamente, ó amados. (Cânticos 5:1)
Acredita-se na existência de apicultura sistemática já na pré-história, pois a própria actuação de Aristeu que, conforme narra Virgílio inspirado na Mitologia grega, teria sido o primeiro apicultor e cultivou abelhas melíferas em carcaças de animais mortos, leva-nos à ideia de que existe uma grande possibilidade de os personagens mitológicos terem sido seres humanos que se destacaram por serem inteligentes, habilidosos ou bem dotados, com o tempo eles teriam se tornado lenda.
Pela época do historiador Hesíodo, contemporâneo de Homero, a apicultura sistemática já era um fato, pois se menciona o “simblous, ou simvlus”, que era um tipo de colmeia construída por mãos humanas.
Escavações feitas em Festo, na ilha de Creta, por companhias arqueológicas italianas, trouxeram à luz colmeias de barro que pertenceram à época minoica, 3 400 a.C., bem anterior a Hesíodo e Homero. Outros achados destas escavações revelam o alto estágio da apicultura desta época. Entre eles estão duas jóias de ouro; uma delas mostra duas abelhas, datada de 2 500 a.C., e foi encontrada nas escavações da antiga cidade de Cnossos.
Homero, o poeta, na sua consagrada Odisseia, fala sobre uma mistura de mel e leite, chamada “melikraton”, que era considerada uma excelente bebida; menciona também que as filhas órfãs de Píndaro eram alimentadas pela deusa Vénus (Afrodite) com queijo, mel e vinho, os mesmos alimentos usados por Circe, a feiticeira, que fascinou os companheiros de Ulisses.
Foi Aristóteles quem primeiro fez estudos com métodos científicos a respeito de abelhas, “melissas”, utilizando colmeia cilíndrica feita com ramos de árvores entrelaçados com uma mistura de barro e estrume de vaca. Esta colmeia hoje é chamada de “anastomo” ou “cofini”, e em certas regiões da Macedônia ainda é usada.
No período pré-aristotélico, a apicultura já tinha em grande parte sido sistematizada, tanto assim que o grande legislador ateniense Sólon dedicou-lhe vários artigos da lei, o que comprova seu estágio avançado naquele tempo. Um dos artigos proibia a instalação de um novo apiário a uma distância menor que 300 pés (90 metros) de um apiário já existente.
A cesta cilíndrica usada como colmeia possuía alvado ou buracos por onde entravam as abelhas, na parte superior, boca, onde eram colocadas de oito a doze ripas de madeira, paralelas. Ao longo da parte inferior destas ripas era derramada cera derretida, bem no meio, e ao longo de seu comprimento. A partir deste fio de cera, as abelhas iniciavam a construção de favos paralelos que chegavam ao fundo da cesta. Estes foram os primeiros favos móveis de que se têm notícias.
Com favos móveis, Aristóteles conseguiu fazer observações valiosíssimas, das quais algumas sobreviveram até a descoberta do microscópio, outras até Langstroth, apicultor estadunidense do século XIX, o espaço abelha, e as medidas são válidas até hoje.

## Apicultura migratória

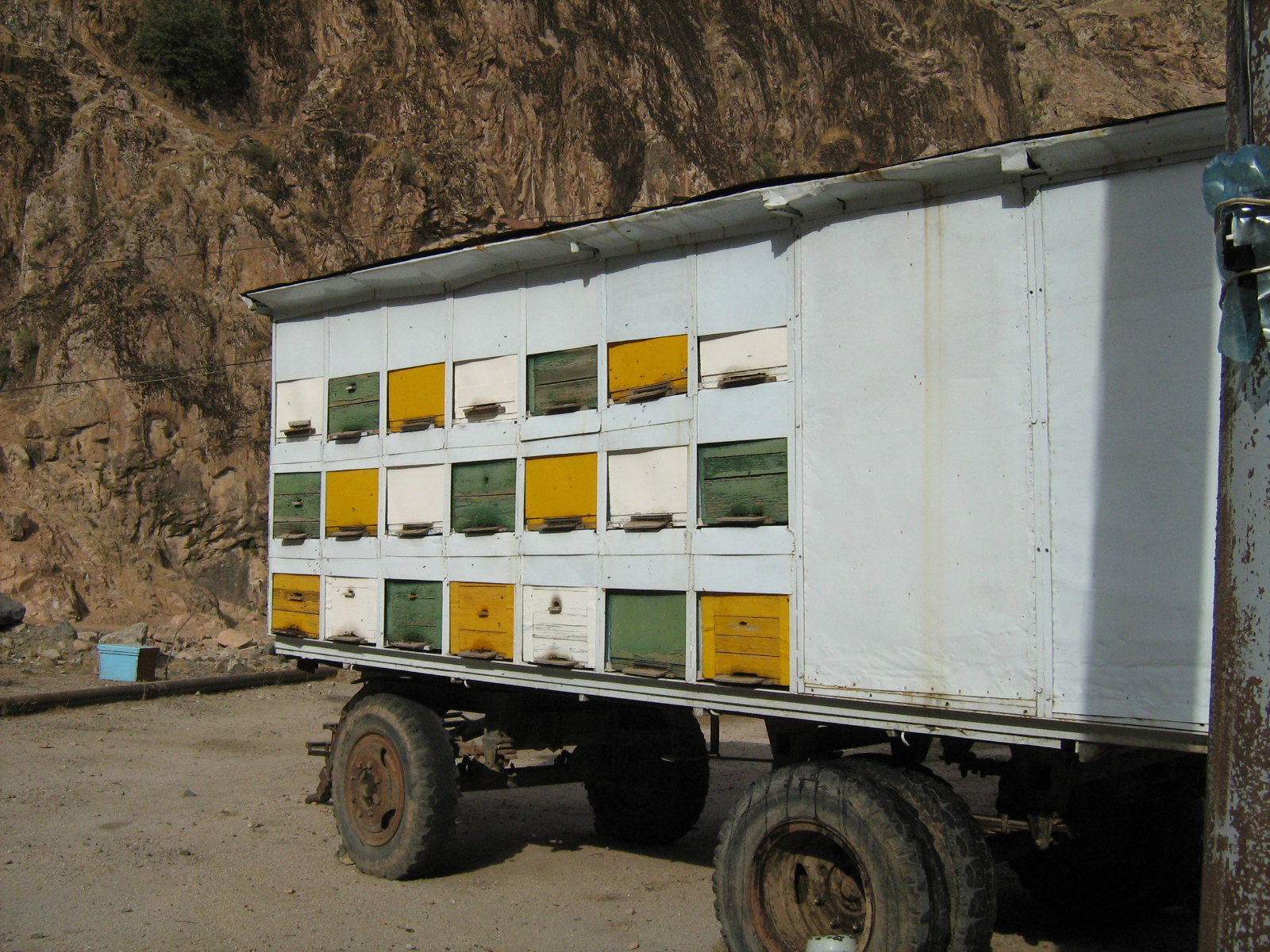
Reboque adaptado para transporte de colmeias para apicultura migratória

Nos pomares de laranja,maçã, uva e outras frutas cultivadas comercialmente é comum os agricultores contratarem apicultores para polinizarem as flores, a render grande produtividade, tanto de frutas, como de mel. Este tipo de atividade chama-se apicultura migratória, porque o apicultor descarrega um caminhão de colmeias no centro do pomar durante a floração, e depois retira as colmeias no fim da floração. Nestes casos a retirada dos enxames é importante, pois tratando-se de uma monocultura, as abelhas não terão alimento (néctar de flor) após a floração, e irão consumir todo o mel estocado dentro das colmeias.

## Colmeia
Colmeia é o nome dado a uma colônia de abelhas ou ao abrigo construído para ou pelas abelhas. As abelhas utilizam a colmeia para abrigar sua progenitura, criá-las e estocar o mel. As abelhas domesticadas têm suas colmeias construídas em apiários.
Uma colmeia geralmente possui 80 mil abelhas, cuja maioria são fêmeas (obreiras (português europeu) ou operárias (português brasileiro)). O número de fêmeas em relação aos machos é dado através do número de ouro (divina proporção). A colmeia evoluiu junto com o desenvolvimento da apicultura, de colmeias rudimentares às atuais colmeias modernas de construção padronizada. Seguindo determinados critérios as colmeias podem ser classificas por de algumas formas como: por sua técnica de construção, por sua disposição das alças (português europeu) ou melgueiras (português brasileiro) ou pela posição dos caixilhos na colmeia.

### Classificação das colmeias

#### Técnica de construção

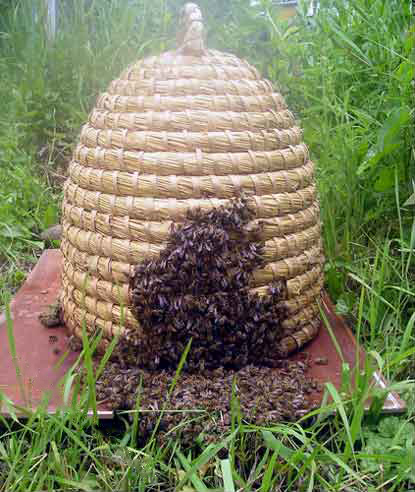
Colmeia tradicional de palha trançada

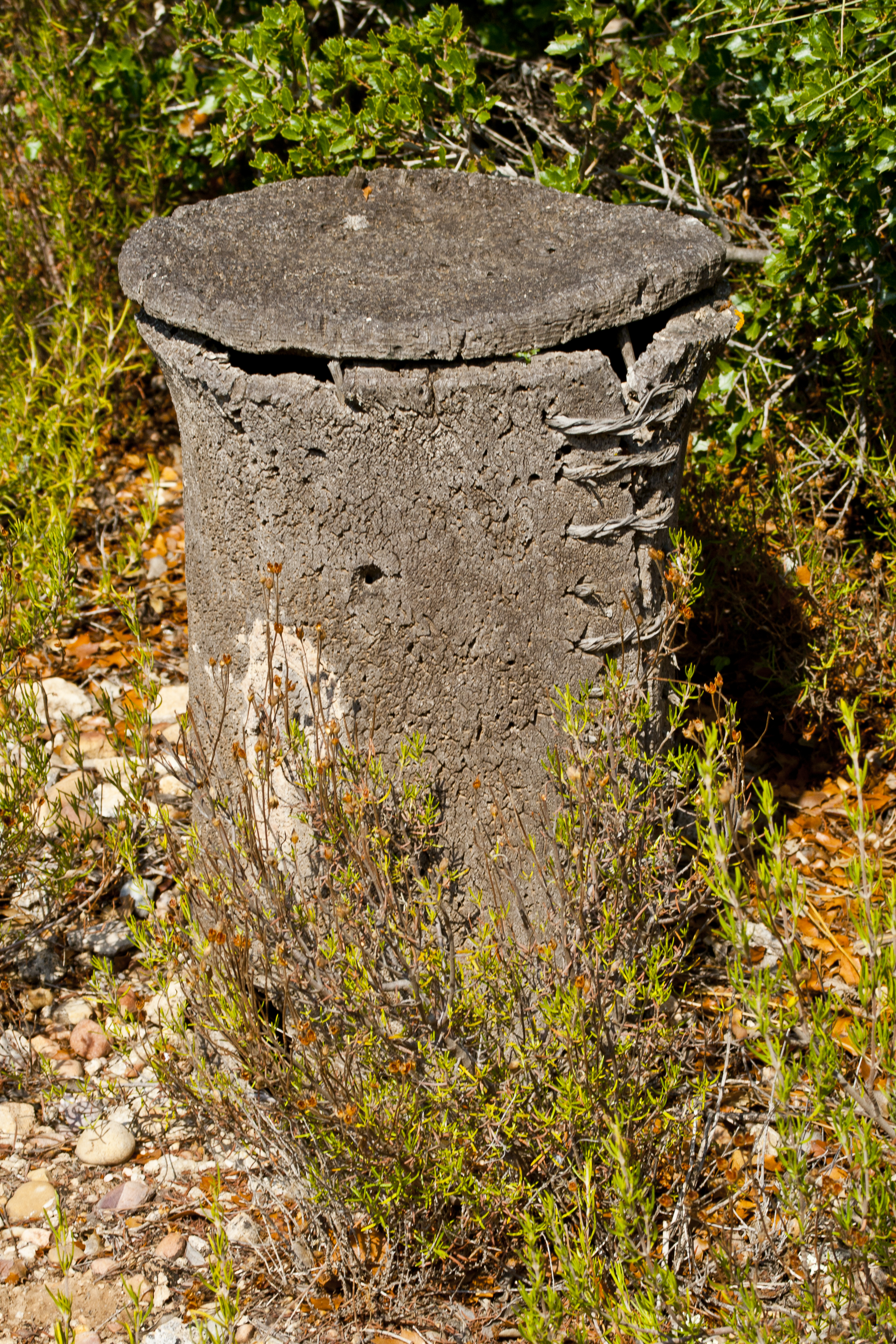
Colmena tradicional em Albacete(Espanha)

Quanto a técnica de construção as colmeias podem ser classificas em :
- Natural : Formadas naturalmente e ocupadas pelas abelhas, como em buracos em arvores, em rochas ou solo.
- Tradicional : Colmeias feitas pelo homem de forma rústica e totalmente artesanal sem os critérios padronizados de espaço para as abelhas.
- Racional :  Colmeia moderna padrão desenvolvida em pesquisas científicas usando conceito de espaço-abelha onde foi determinado uma dimensão de espaço livre na qual as abelhas não fecham com própolis nem usam este para construir favos, o espaço-abelha é um vão livre mínimo 6,35 mm (1/4") e no máximo 9,53 mm (3/8"). Adicionalmente as colmeias tidas como racionais, tem quadros (português europeu) ou caixilhos (português brasileiro) removíveis o que permite de retirar os favos sem danifica-los, centrifugar o mel, e devolver o favo intacto para a colmeia, com a vantagem da intercambiabilidade dos favos(caixilhos) entre as caixas(colmeias). O espaço-abelha também disciplina a construção dos favos na posição de encaixe dos caixilhos, permitindo que o apicultor remova centenas de favos em poucos minutos e recoloque-os de volta depois o que permite o aumento na eficiência e produtividade da apicultura.

#### Disposição das melgueiras ou alças
Quanto a disposição das melgueiras (área ou o corpo da caixa que contem os favos destinados ao acúmulo de mel), as colmeias podem ser classificadas em :
- Horizontais : Colmeias de projeto horizontal que não prevê a inclusão de melgueiras adicionais sobre o ninho. Estas colmeias têm capacidade limitada dado a impossibilidade de expansão. Esta dificuldade resolvido atualmente nas colmeias tipo Layens onde foram implemendas melgueiras. Neste tipo de colmeia as a tendência natural nas abelhas separar a cria e estoque de mel, ocorrendo que muitos favos de mel possuem cria, por isto não são muito usados na apicultura comercial. São colmeias horizontais a Colmeia Kenniana, Colmeia Tanzania e Colmeia Layens.
- Verticais : Nesta colmeias a capacidade pode ser estendida pela adição de sobre ninhos ou melgueiras ilimitada, sobre o ninho (câmara de criação) conforme é necessário. Este projeto aproveita a tendência natural das abelhas de separarem as crias na parte inferior da colmeia e o mel na parte superior. São colmeias verticais a Colmeia Langstroth, Colmeia Schenk, Colmeia Schirmer, Colmeia Curtinaz, Colmeia Dadant, Colmeia Lusitana e muitas outras.

#### Disposição dos caixilhos ou quadros
Quanto a disposição dos caixilhos na colmeia, eles podem ser perpendiculares ao lado do alvado (abertura de acesso das abelhas) ou pode ser paralelos ao alvado, o que confere uma diferença no fluxo de ar e distribuição térmica no interior da colmeia, neste aspecto teremos:
- Frias : As colmeias ditas como frias possuem os caixilhos perpendiculares ao lado da abertura da colmeia, logo o fluxo de ar pode percorrer mais facilmente pelo espaço entre os caixilhos esfriando mais a colmeia. Algum apicultores acreditam que este tipo de colmeia seria mais adequado aos climas quentes, embora colmeias frias sejam muito usadas e adotadas pois países de clima frio como a  Colmeia Langstroth nos EUA. São colmeias frias a Colmeia Langstroth, Colmeia Curtinaz (reversível).
- Quentes : As colmeias ditas como quentes possuem os caixilhos paralelos ao lado da abertura da colmeia, logo o fluxo de ar interior da colmeia é dificultado, ficando apenas os caixilhos mais próximos do alvado expostos mais ao frio. Algum apicultores acreditam que este tipo de colmeia seria mais adequado aos climas frios. São colmeias quentes a Colmeia Schenk, Colmeia Schirmer, Colmeia Curtinaz (reversível).

### Colmeias padronizadas
- Colmeia Langstroth: Foi desenvolvida pelo norte-americano Lorenzo Langstroth e é o modelo de caixa mais utilizado no Brasil.[16] No Brasil as dimensões da colmeia Langstroth foram padronizadas em norma publicada pela ABNT NBR 15713:2009 - Apicultura - Equipamentos - Colmeia tipo Langstroth.[17]
- Colmeia Schenk:  Foi desenvolvida pelo brasileiro Emílio Schenk
- Colmeia Schirmer: Foi desenvolvida pelo brasileiro Bruno Schirmer
- Colmeia Curtinaz : Foi desenvolvida pelo brasileiro Ascindino Curtinaz e é usada nos estados do Sul do Brasil, sua principal característica é ser uma colmeia quadrada onde a largura é igual ao comprimento, isto permite que os caixilhos podem ser colocados paralelos ou perpendiculares ao alvado, que confere a possibilidade de reverter em configuração fria ou quente.
- Colmeia Dadant: Foi desenvolvida pelo franco-americano Charles Dadant, popular em alguns países na Europa mas de uso não significativo no Brasil.
- Colmeia Lusitana: Colmeia de tamanho pequeno, desenvolvida pelo padre Manuel Tavares de Sousa, necessitando do uso de várias alças. Usada principalmente no norte de Portugal.

- Colmeia Reversível: Colmeia de tamanho pequeno, usando uma mais meia alças (melgueira). Usada principalmente no centro e sul de Portugal.[18]

Como exemplo da diversidade de padrões de colmeias ainda em uso no Brasil, na região de São Lourenço do Sul, no Rio Grande do sul entre os apicultores a colmeia Schenk é a mais usada (36%), seguida pela Langstroth (34%),  Curtinaz (28%), a colmeia sem padrão representa 1,26%, e a colmeia Schirmer tem menos de 1% de utilização.

#### Outras colmeias
- Colmeia Smith: A colmeia Smith foi desenhado por W. Smith, um apicultor Escocês. É uma colmeia estilo a colmeia de Langstroth cuja câmara de cria mede 463 mm por 416 mm, usando os caixilhos padrão inglês, de projeções curtas e geralmente com separação Hoffman. O alvado está no lado longo da colmeia, os caixilhos são colocados perpendicularmente ao alvado (a exposição ao frio), se você quiser ter uma exposição quente é necessário modificar o chão para ter a entrada no lado mais curto , o que é feito no norte da Escócia.
- Colmeia Layens: Esta colmeia deriva das colmeias horizontais, consiste em uma única câmara de cria de maior volume, onde não se diferencia a zona de cria e a zona de armazenamento de mel, ainda que as abelhas tendem a colocar o mel nos lados externos dos ninhos.
- Colmeia de barras superiores (Top Bar Hive) : São colmeias horizontais onde não são usados os quadros de caixilhos, são usados apenas uma barra superior onde as abelhas fixam seus favos e os desenvolvem livremente o que resulta em favos em um formato semicircular. Usada em alguns países da África dados sua construção mais simples e econômica. No Quênia, esta colmeia é construída com as laterais inclinadas (chamada de colmeia Quênia). Já na Tanzânia são construídas com laterais retas (chamada de colmeia Tanzânia).
- Colmeias de núcleos ou Núcleos : São colmeias menores destinadas a iniciar a criação de um novo núcleo, seja por um exame que foi recolhido ou um novo enxame que esta sendo produzido pela divisão de uma colmeia.

## Equipamentos para apicultura
Existem muitos equipamentos quem podem ser usados na apicultura e há muitos acessórios disponíveis em lojas especializadas como as vestimenta de proteção, luvas, fumigadores, coletor de pólen, apanhadores de zangões, alimentadores, protetores de realeira, gaiolas de transporte, centrífuga e garfo desoperculador etc. Contudo alguns são básicos e necessários seja para a apicultura doméstica ou comercial como a vestimenta de proteção, fumigador,ferramentas etc. Outros equipamentos como os desoperculadores automáticos, centrífuga de cera dos opérculos, ou fusores de cera só fazem sentido em uma grande escala comercial, pois o pequeno apicultor pode adaptar e usar recursos simples compatíveis com sua escala de produção.

### Vestimenta de proteção

#### Roupa de proteção

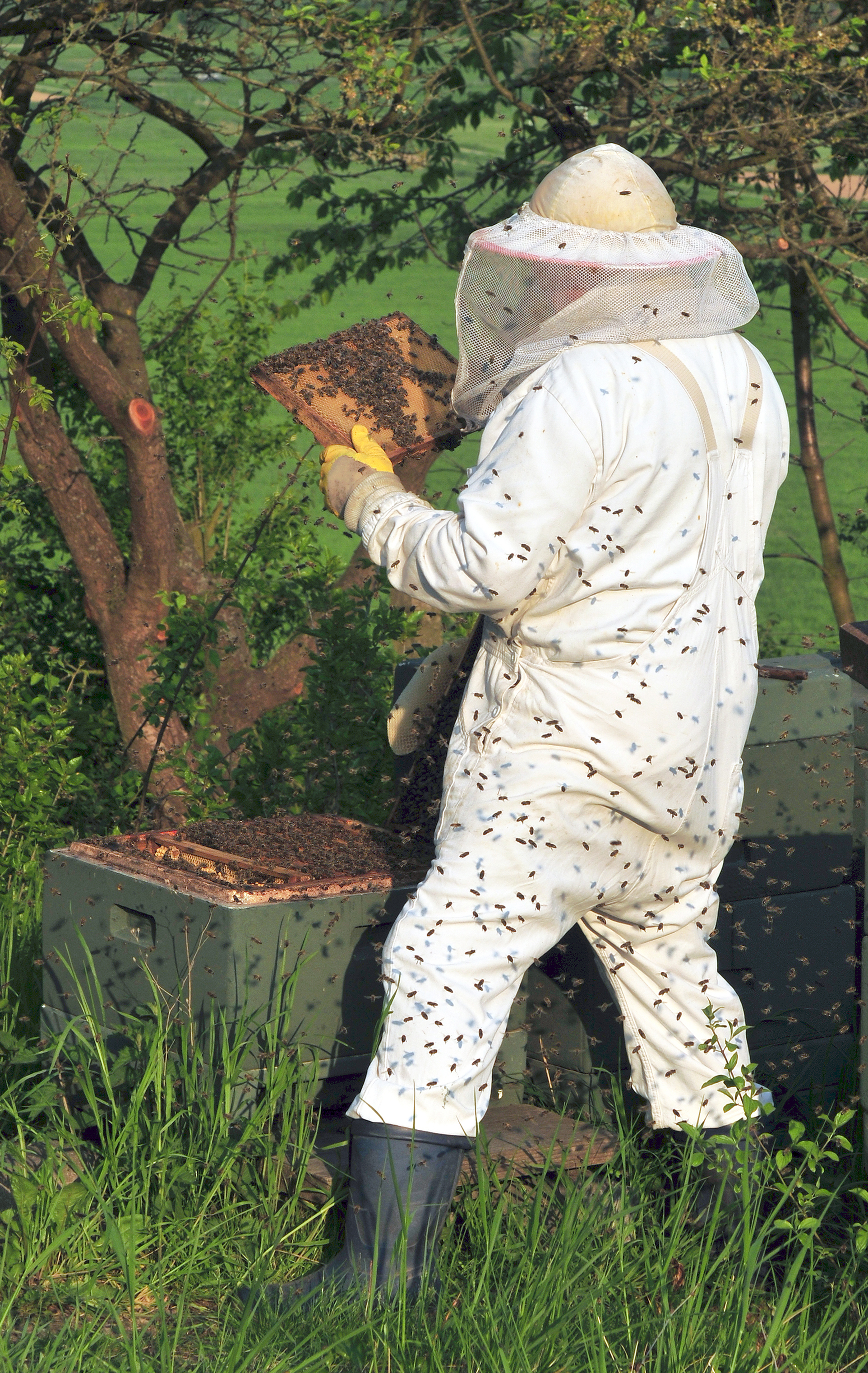
Apicultor protegido das ferroadas das abelhas pelo uso de vestimenta apropriada.

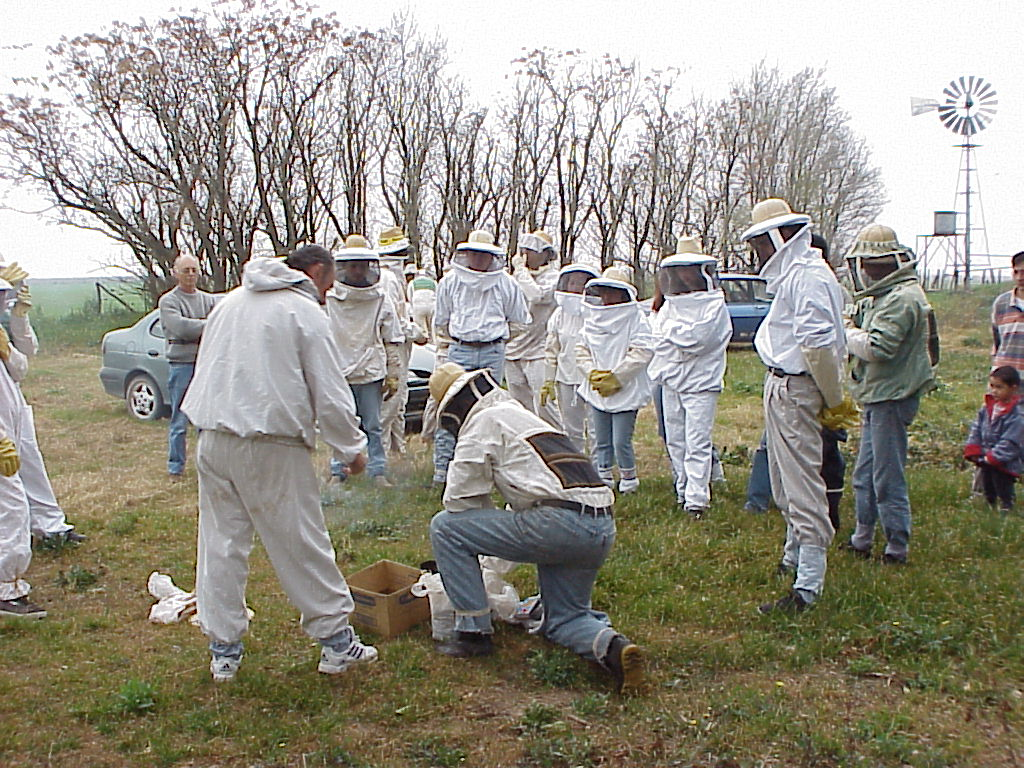
Apicultores vestidos com seus trajes

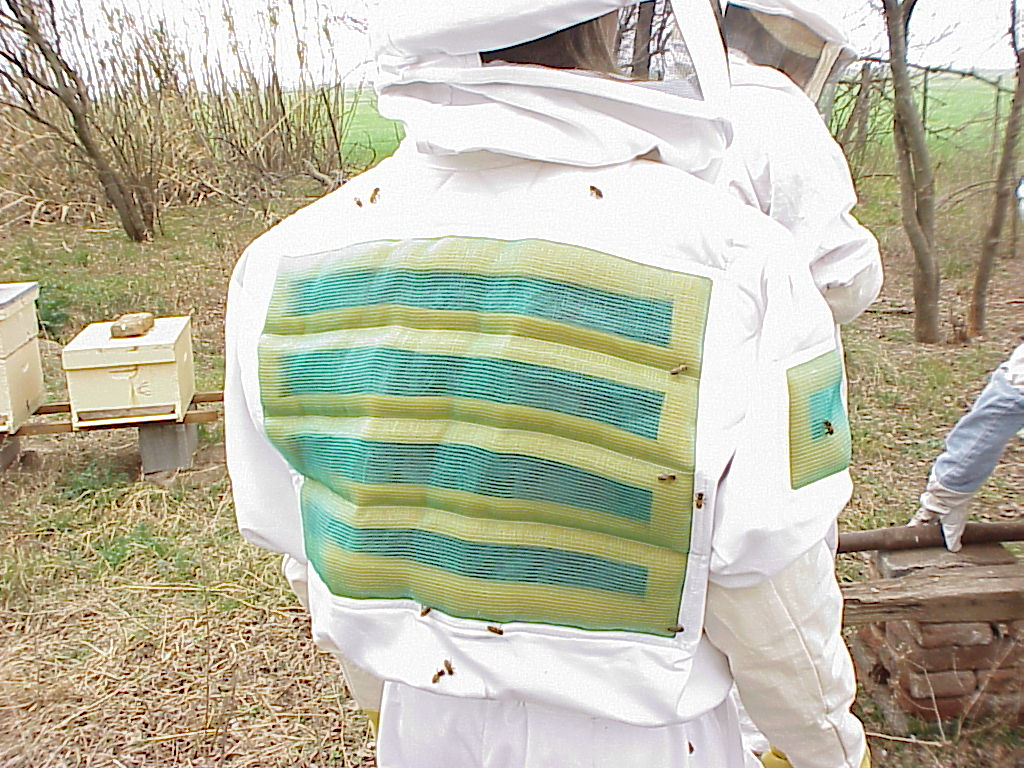
Aberturas de ventilação em um traje de apicultor

A maioria dos apicultores usam alguma roupa de proteção. Apicultores novatos geralmente usam luvas e um roupa fechada, chapéu e um véu com capuz, enquanto apicultores experientes, por vezes, optam por não usar luvas porque inibem manipulações delicadas. O rosto e pescoço são as áreas mais importantes para proteger, por isso a maioria dos apicultores usam, pelo menos, um véu.  A abelhas defensivas são atraídas pela respiração, e uma picada na face pode levar a muito mais dor e inchaço do que uma picada em outro lugar, enquanto uma ferroada em uma mão nua geralmente o ferrão pode ser rapidamente removido por raspagem (com a unha) para reduzir a quantidade de veneno injetado.
As roupas de proteção são geralmente de cores claras (mas não fortemente coloridas) e de um material suave. Isso proporciona a diferenciação máxima de predadores naturais da colônia (como ursos e gambás) que tendem a ser de cor escura e peludos.
As picadas retidas no tecido da roupa continuam liberar um feromônio de alarme que atrai a ação agressiva e mais ataques pungentes. Lavar as roupas regularmente e enxaguar as luvas no vinagre minimiza atração.
Para climas quentes as roupas de proteção podem se adicionar aberturas de ventilação em várias áreas do peito e costas protegidas com uma tela ou tecidos duplos.

#### Máscara
A máscara protege a cabeça e o rosto do apicultor cuja frente há normalmente tecido que permita a visibilidade, como um véu ou uma tela, que pode ser de materiais diferentes como  metal, poliéster ou plástico. O objetivo é a proteção e separação do rosto das ferroadas das abelhas. Algumas máscaras são aramadas para separar do rosto pelo uso de um chapéu, outras a separação esta incorporada no capuz, dependendo do projeto do fabricante. Comumente a máscara e uma peça separada da corpo da roupa sendo sobreposta a este por uma tecido que protege o pescoço e fechado por meios de cordões.

#### Luvas

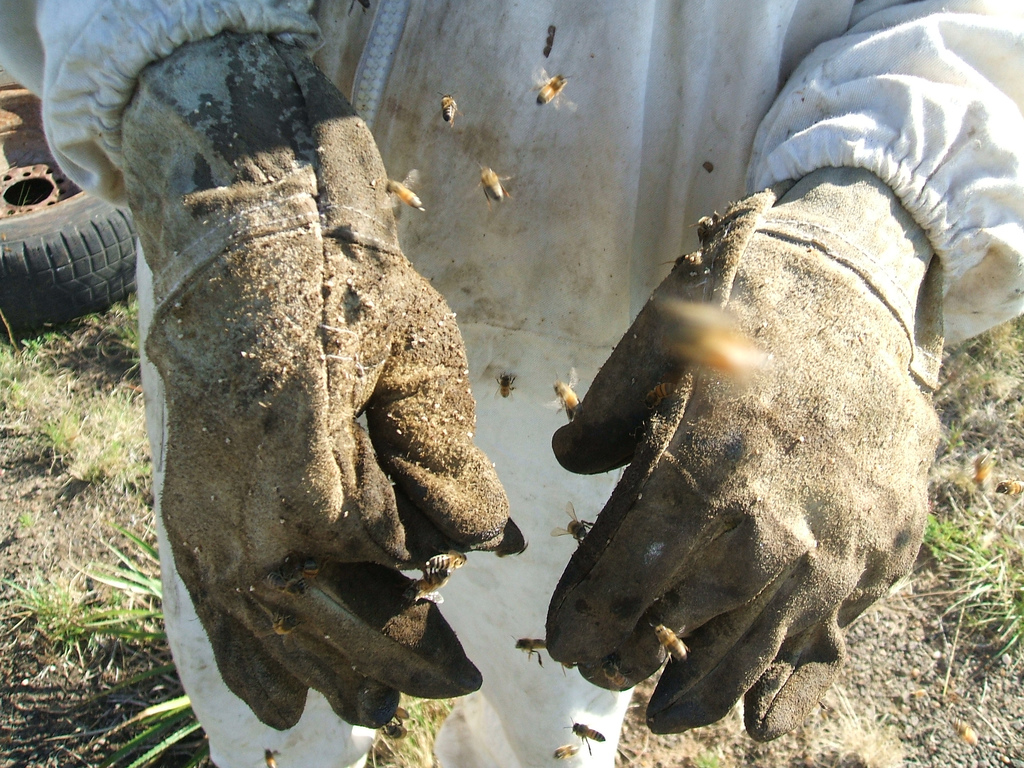
Luva de couro com ferrões abelhas

As luvas são tipicamente construídas de couro ou pelica de modo que os ferrões não possam transpassar. Estas sobrepassam das manga da roupa de proteção são apertadas nas suas extremidades por um elástico, para evitar que abelhas entrem nas luvas.

#### Calçados
Algumas pessoas usam botas de tecido especialmente concebidos, outros sapatos normais com caneleiras ou polainas com a finalidade de que as abelhas não ferroem as áreas dos tornozelos. Alguns utilizam  dois pares de meias e a barra das calças enfiadas dentro das meias.

### Fumigador

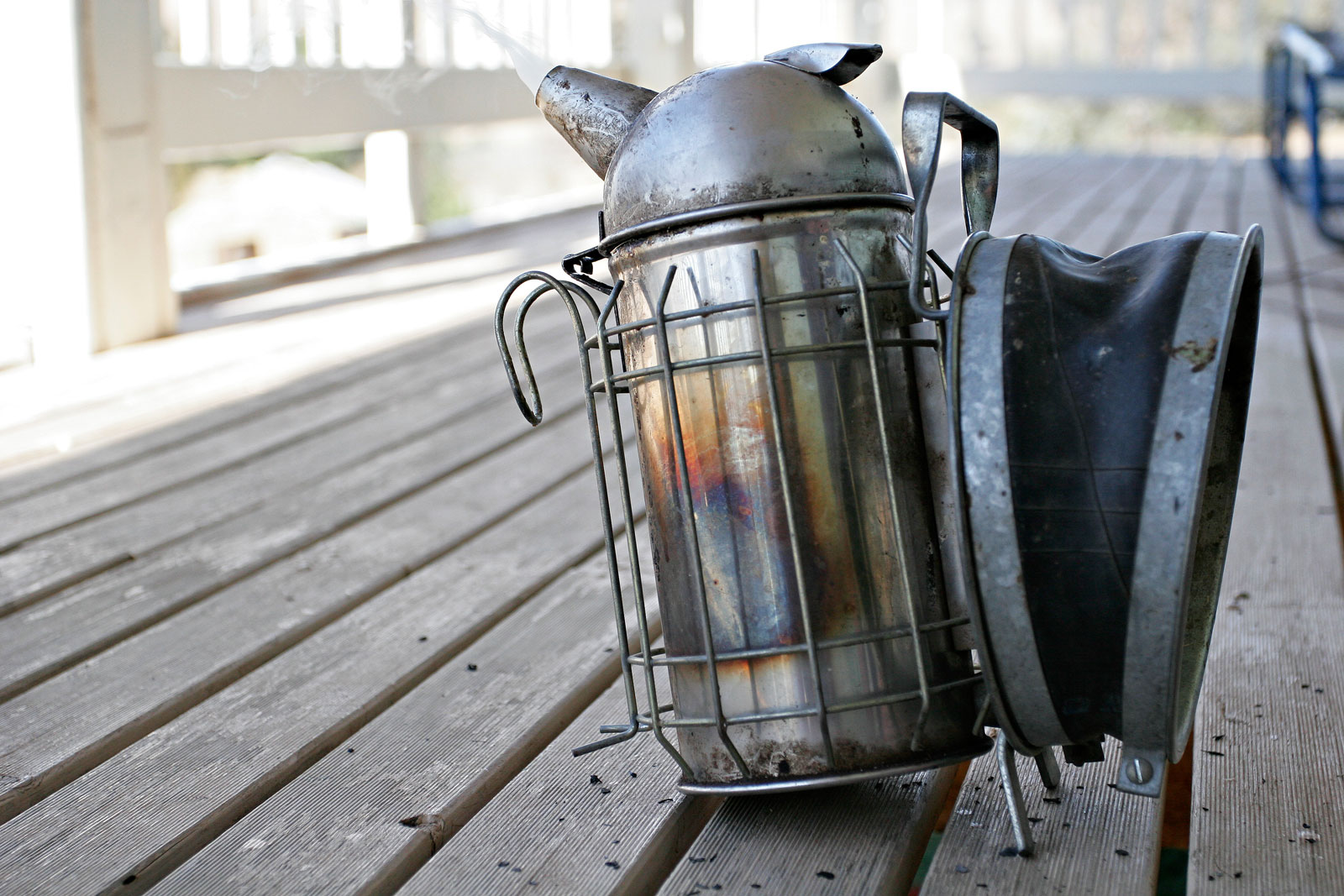
Fumigador com proteção de calor e um gancho

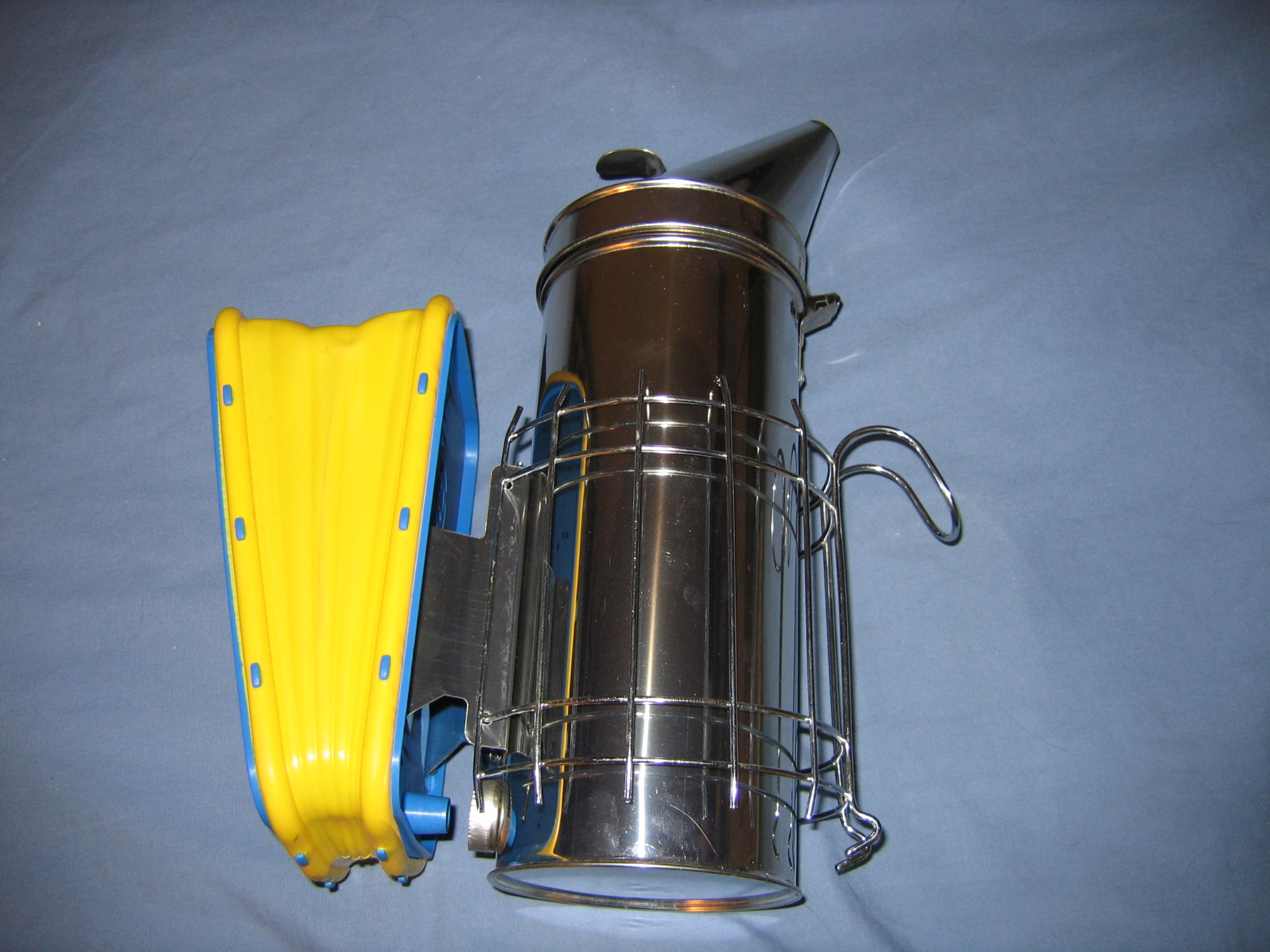
Fumigador

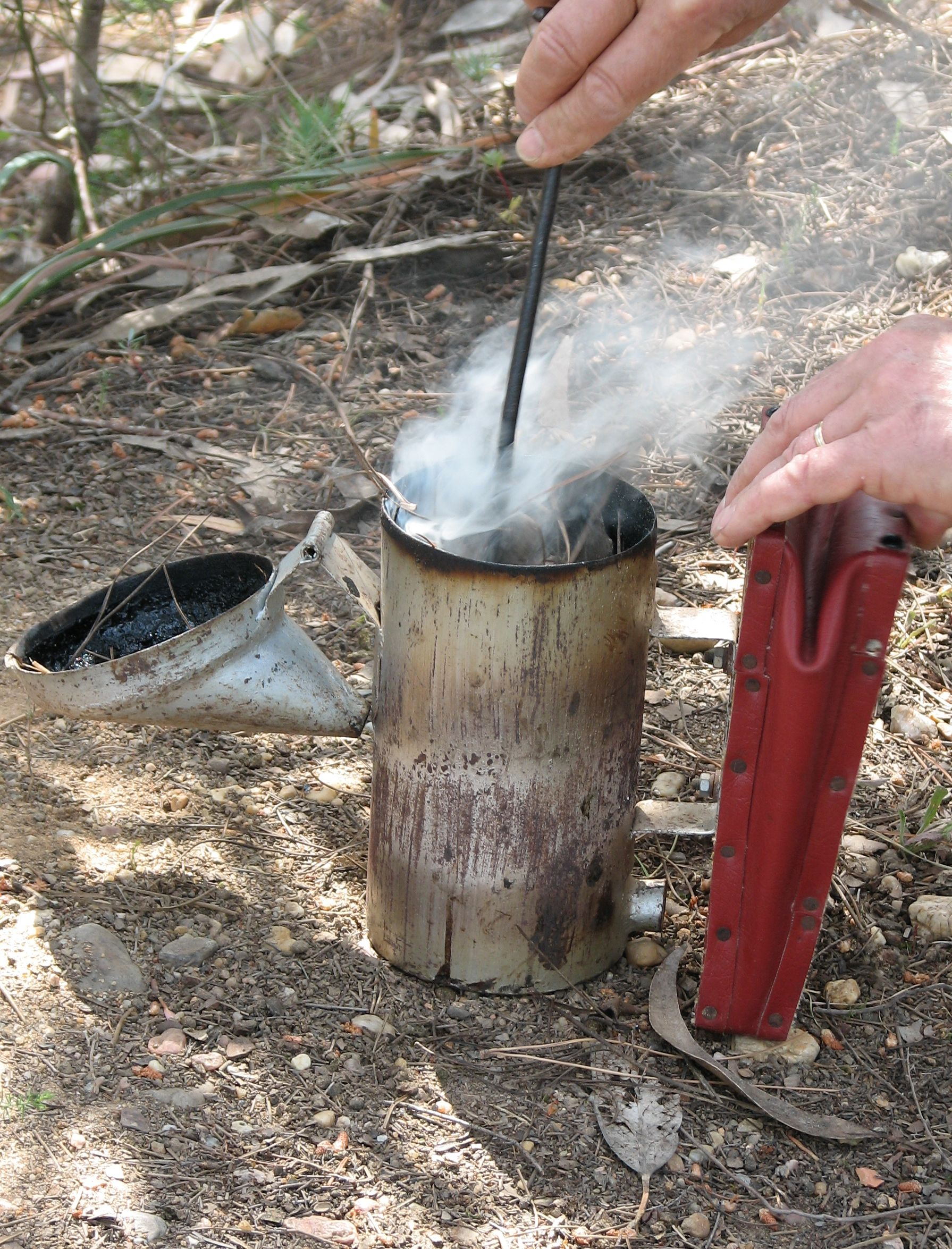
Fumigador em preparação para o uso

O fumigador é uma invenção de Moses Quinby em 1875. Tem a função de produzir fumaça, sendo esta essencial para um manejo seguro com as abelhas.  Os fumigadores consistem de um fole da qual o ar é soprado para dentro da câmara de combustão em que o apicultor queima combustíveis sólidos naturais. Existem modelos modernos que são vendidos sem fole manual, sendo este substituído por uma ventoinha eléctrica a bateria que é ativada por um interruptor. O fumigador manual é geralmente composto de tampa, fole, fornalha, grelha e bico.
O fumigador que hoje é utilizado pelos apicultores brasileiros foi desenvolvido no Brasil, a partir do modelo anteriormente utilizado, de dimensões menores, após o processo de africanização que as abelhas sofreram no País.  O modelo brasileiro por apresentar maior capacidade de armazenamento da matéria-prima a ser queimada, propicia a produção de fumaça por períodos mais longos, sem a necessidade frequente de abastecimento. O desenvolvimento desse fumigador, juntamente com outras técnicas de manejo foram fundamentais para a continuidade da apicultura no Brasil, pois viabilizou o manejo das abelhas africanizadas.
A alternativa antiga era soprar a fumaça de um cachimbo, por um tubo da boca a colmeia.
No mercado de hoje pode se encontrar fumigadores de diferentes tamanhos, formas e materiais. Todos usam o mesmo princípio de foles Os materiais mais comuns são feitos em chapa de aço zincado, de aço inoxidável ou de cobre.
A fumaça é terceira linha de defesa do apicultor. A maioria dos apicultores usam um dispositivo de fumigação projetado para gerar fumaça da combustão incompleta de vários tipos combustíveis. A fumaça acalma as abelhas, pois ela inicia uma resposta natural de alimentação em antecipação de possível abandono das colmeia devido ao fogo na redondeza.  A fumaça também mascara os feromônios de alarme lançados pelas abelhas de guarda ou quando as abelhas são esmagadas em uma inspeção. A confusão que se segue na colmeia cria uma oportunidade para o apicultor para abrir a colmeia e trabalhar sem provocar uma reação defensiva. Além disso, quando uma abelha consome mel distende o abdômen da abelha, supostamente, o que torna difícil fazer a flexão necessária  para ferroar, embora isso não tenha sido testado cientificamente.
A fumaça é de uso questionável em um enxame livre, porque enxames não têm estoques de mel para se alimentar em resposta. Normalmente fuma não é necessária, uma vez que enxames tendem a ser menos defensivos, como eles não têm estoques de mel ou ninhada para defender, e um enxame novo que se alimentou bem da colmeia.
Muitos tipos de combustível pode ser usada em um fumigador enquanto é natural e não contaminados com substâncias nocivas. Estes combustíveis incluem juta, barbante, estopa, acículas de pinheiro, papelão ondulado, grama seca, folhas secas, serragem de madeira ou madeira em decomposição. Apicultores da Índia, especialmente em Querala, muitas vezes usam fibras de coco que estão prontamente disponíveis, são seguras e de  custo insignificante. Alguns fornecedores de materiais para apicultura também vendem combustíveis comerciais como polpa de papel e algodão comprimido, ou mesmo latas de aerossol com fumaça. Outros apicultores usam flores de sumac (planta do genêro Rhus e família Anacardiaceae) como combustível porque produz muita fumaça e não tem odor.
Alguns apicultores estão usando "fumaça líquida" como uma alternativa mais segura e mais conveniente. É uma solução à base de água que é pulverizada sobre as abelhas a partir de uma garrafa de pulverização de plástico.
O torpor das abelhas também pode ser induzido pela introdução de ar refrigerado na colmeia, porém a aplicação de  dióxido de carbono refrigerado pode ter efeitos nocivos a longo prazo.

### Efeitos das ferroadas e medidas de proteção
Alguns apicultores acreditam que mais ferroadas um apicultor receba, menos irritação cada ferroada causa, e eles consideram importante para a segurança do apicultor ser picado algumas vezes por temporada. Apicultores têm altos níveis de anticorpos (principalmente a imunoglobulina G) reagindo à principal antígeno do veneno de abelha, fosfolipase A2 (PLA). Anticorpos estão relacionados com a frequência das ferroadas das abelhas.
A entrada de veneno de uma ferroada de abelha no corpo também pode ser dificultada e reduzida pela roupas de proteção que permitam ao usuário remover os ferrões e os sacos de veneno com um simples puxão na roupa. Embora o ferrão seja farpado,  é menos provável que uma abelha operária se aloje em uma roupa do que na pele humana.
Caso um apicultor seja ferroado por uma abelha, há muitas medidas de proteção que devem ser tomadas a fim de garantir que a área afetada não se torne muito irritada. O primeiro passo de precaução que deve ser tomado a remoção do ferrão sem apertar as glândulas de veneno que estão anexadas ao ferrão. Um arranhão rápido com uma unha é eficaz e intuitivo. Esta etapa é eficaz no sentido de assegurar que o veneno injetado não se espalhou, então os efeitos colaterais da picada são reduzidos. Lavar a área afetada com água e sabão também é uma boa maneira de parar a propagação do veneno. A última etapa que precisa ser feita é aplicar gelo ou uma compressa fria na área da ferroada.

### Formão apícola para manejo dos caixilhos

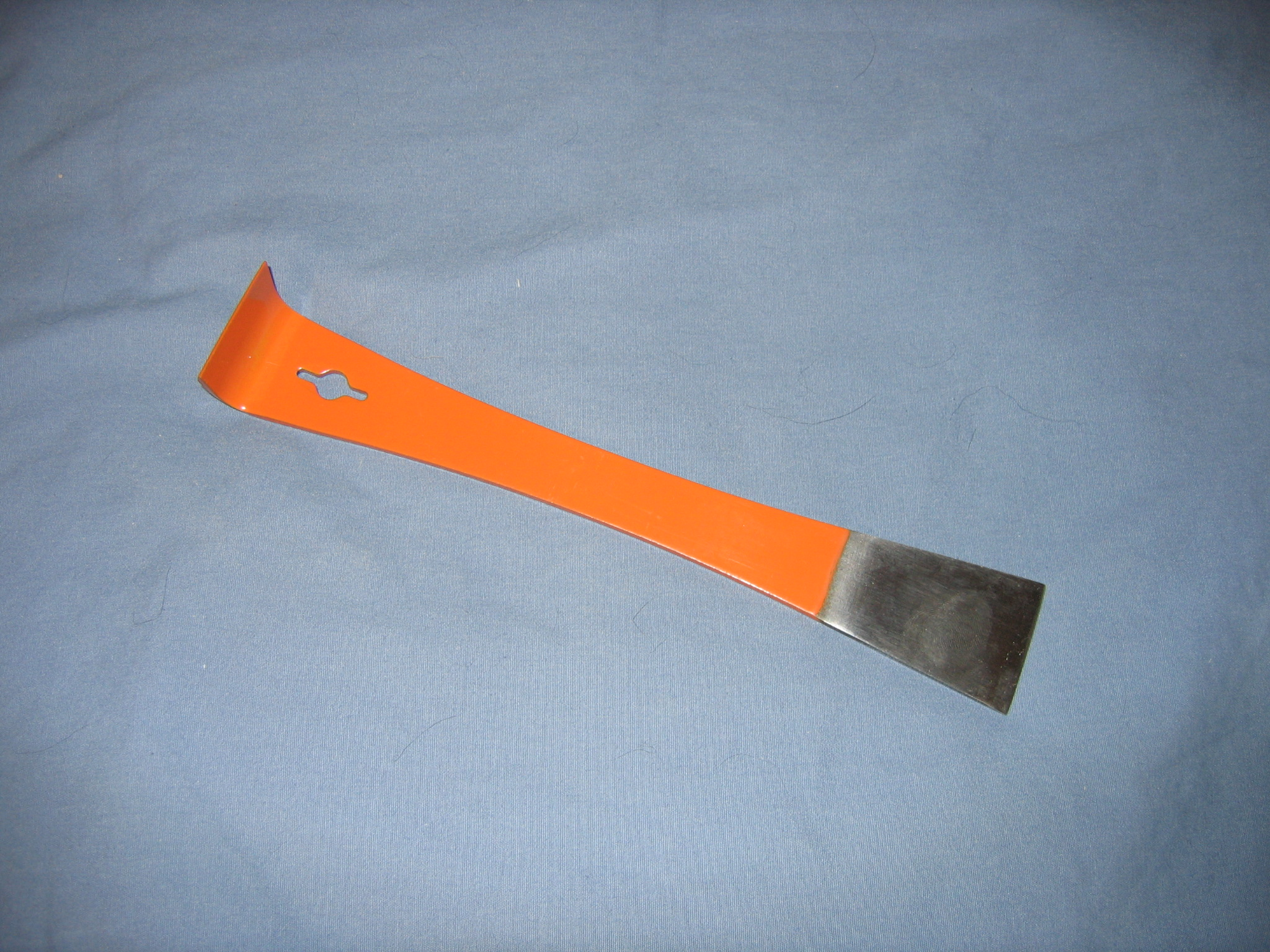
Formão apícola

Um formão com uma ponta de espátula e a outra curvada, que serve de alavanca para a manipulação de caixilhos com favos de mel. É um elemento importante, com uma extremidade é possível separar dois  já que as abelha fixam com própolis a colmeia e com a outra extremidade é usada para levantar as caixas com os favos que também está preso com própolis que as abelhas recolhem. Pode ser difícil remover um caixilho do interior de uma colmeia sem o do formão ou algo equivalente, as abelhas sempre unem todas as partes móveis da colmeia com própolis.

### Vassoura apícola

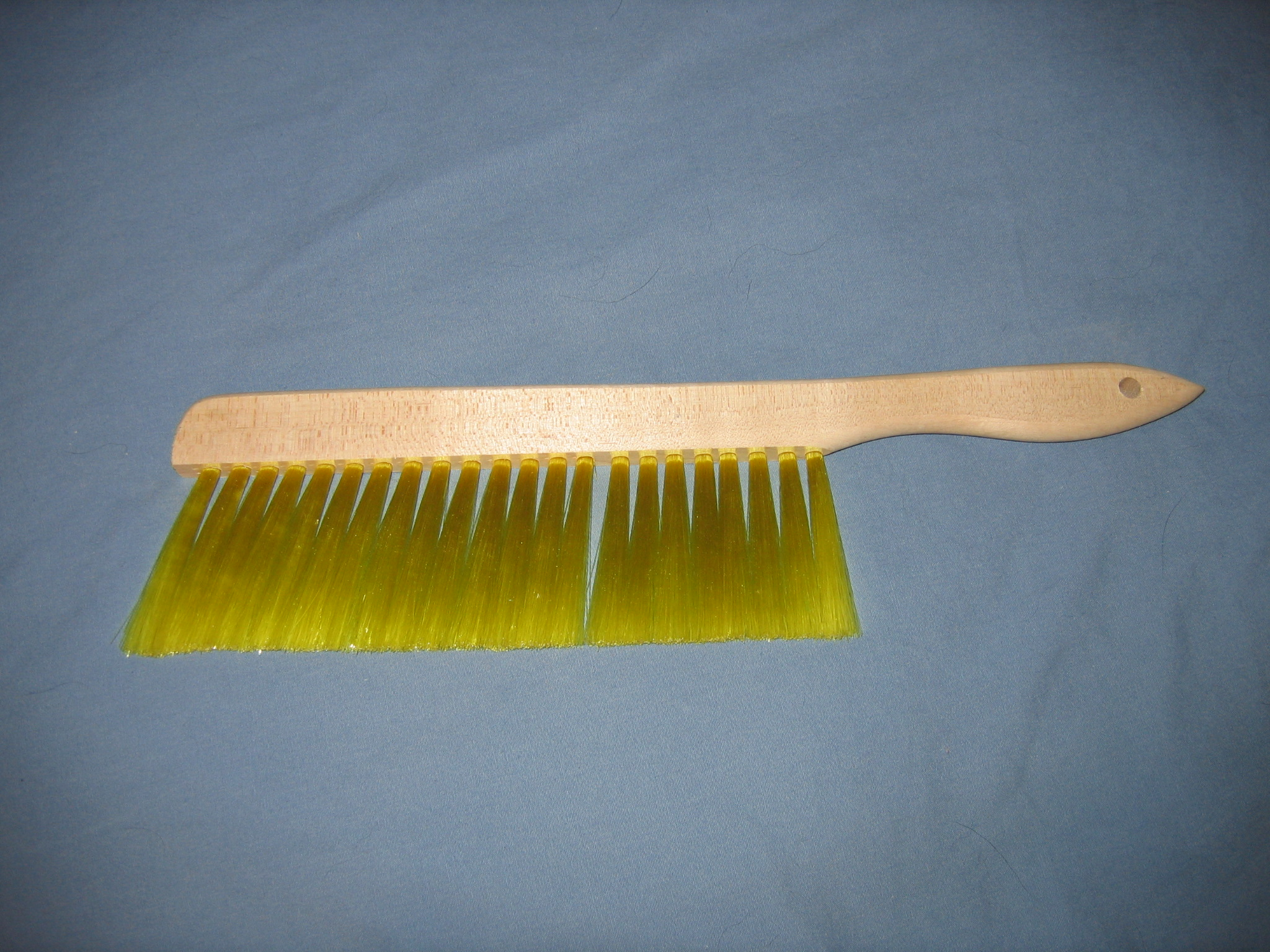
Vassoura apícola

Esta ferramenta de grande utilidade no momento da coleta dos caixilhos com mel, usada para varrer as  da abelhas aderidas favo, empurrando-as para a colmeia e assim evitando que sejam conduzidas  para a sala de extração de mel. O varrer sempre induz a agressividade das abelhas sendo então recomendado que a escova esteja molhada com água para acalmá-las.
Além de vassouras manuais estão disponíveis aparelhos separadores de abelhas formados por diversas escovas em duas versões, escovas estáticas ou motorizadas, no primeiro é o apicultor que desloca favo e esfrega contra escovas separando as abelhas e, no segundo caso é um pequeno motor que faz girarem as escovas apenas necessário colocar o favo no centro do aparelho para remover as abelhas.
As vassouras são construídos com vários tipos de materiais como cerda, palha ou plástico.

### Cera alveolada

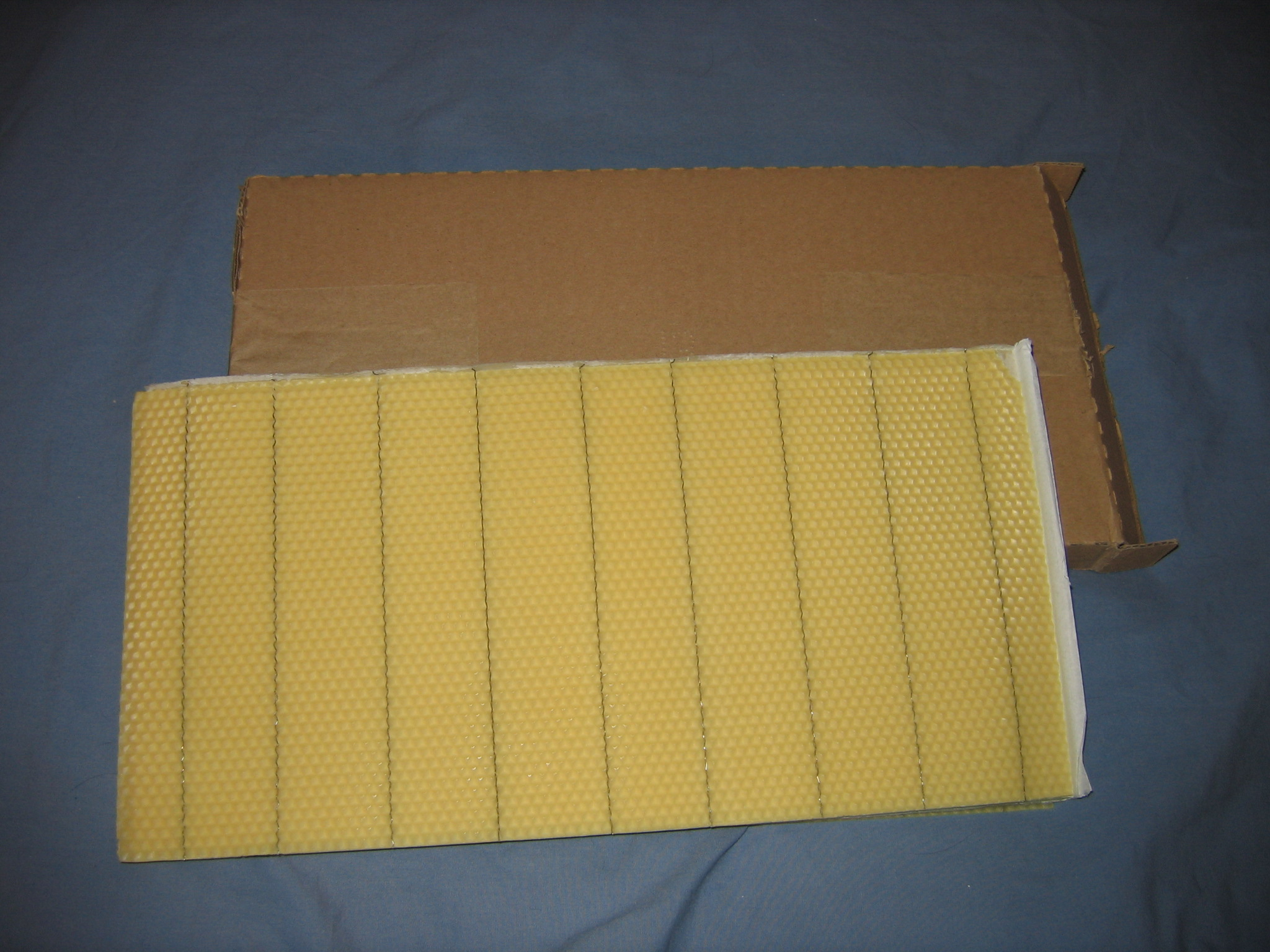
Cera alveolada

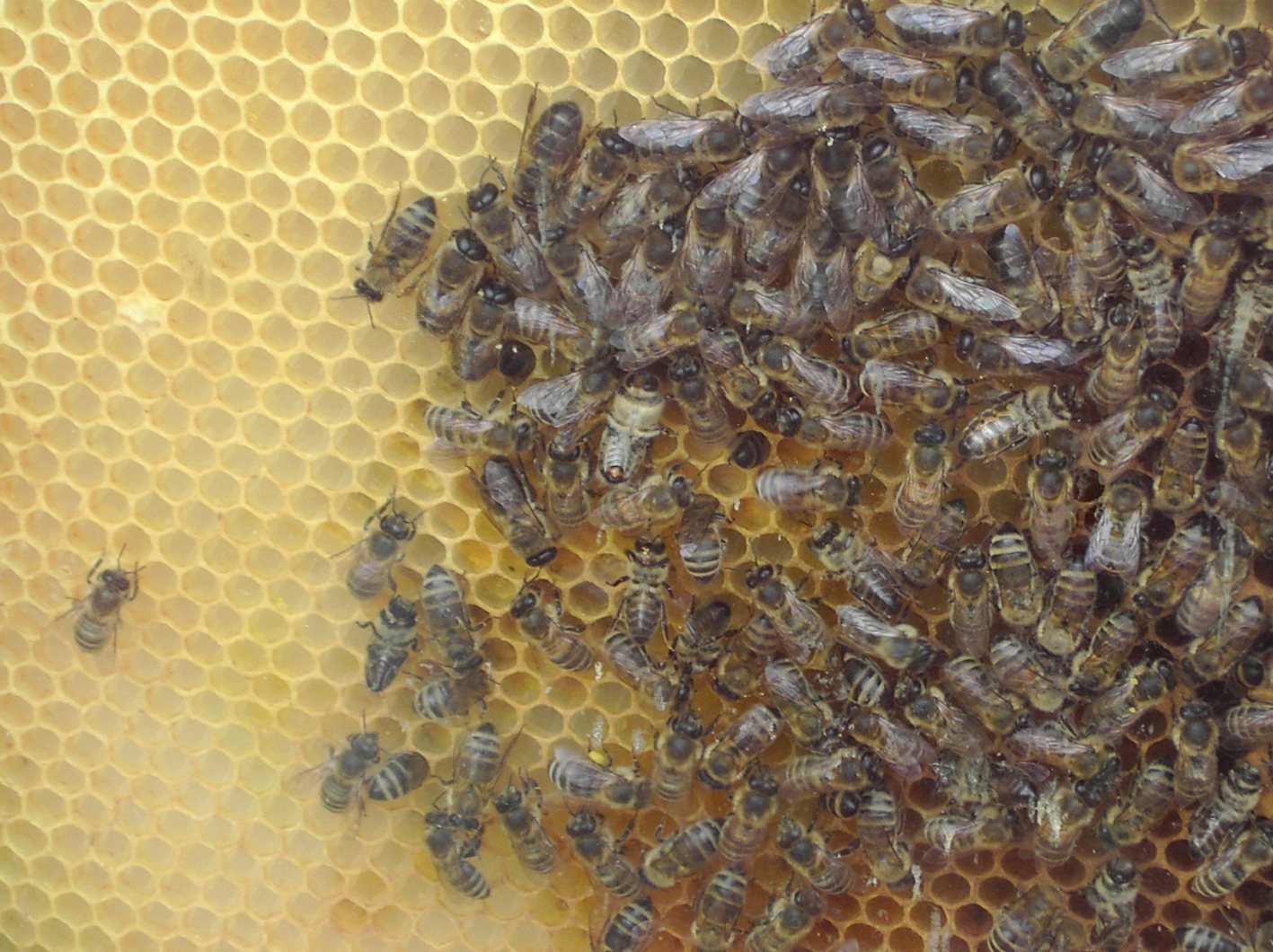
Cera alveolada sendo transformada em favo

A cera de alveolada é uma folha de cera de abelha com 2 ou 3 milímetros de espessura, que através de máquinas especializadas são gravados hexágonos a partir do quais a abelha constrói as células ou alvéolos usadas para reprodução ou para o depósito mel e pólen.
Esta lâmina é fixada dentro dos caixilhos de madeira, onde a abelha constrói favo usando a cera alveolada como num processo chamado de estiramento da cera. A lâmina de cera alveolada é fixada em arames horizontais ou verticais que cruzam o caixilho que é unido a este por um processo de fusão, que é realizada por aquecimento com um sistema de resistência eléctrica ou por passagem de uma corrente eléctrica de baixa tensão (12V) pelos arames, que aumentam a sua temperatura permitindo que a cera incruste e fixe ao longo dos arames. No mercado estão disponíveis lâminas alveoladas feitas de plástico que são recobertos com cera de abelha, embora o uso da lâmina de cera ser predominante pela sua aceitação imediata pelas abelhas e a facilidade para reutilização por fusão quando enegrecida pelo uso. As  lâminas de plástico necessitam um processo especial para o reúso quando enegrecidas, para evitar que seja danificado a gravação o inicial dos alvéolos.
A cera alveolada pode ser feita artesanalmente mediante moldes onde ser derrama a cera derretida e em seguida prensada no molde. A prensa mais comum é chamada tipo livro que consiste em duas partes com as gravações, fixadas uma na outra por dobradiças, podem ser construídos de silicone de grau alimentar, aço ou de cimento, sendo desejável alguma forma de arrefecimento caso seu uso seja prolongado onde a prensa aquece e as lâminas saem com defeitos e deve ser descartadas.
Existem máquinas específicas onde primeiro a cera é fundida, em forma de uma lâmina contínua, que subsequentemente é estampada por cilindros que contem a forma dos alvéolos. Esse maquinário pode ser de operação manual ou automatizado, quando o processo se torna industrial.

#### História
A primeira elaboração da cera alveolada impressa artificial foi feita na Alemanha em 1842 por Gottlieb Kretchmer. Foi feita com um par de rolos gravados, utilizando amido para evitar que a cera aderisse aos rolos. O dispositivo consistiu numa faixa de linho foi coberta com uma composição de cera e amido branco, sobre o qual foi impresso a base para os alvéolos quando foi passado por entre um par de rolos gravados.
Jean Mehring (Holandês) em 1857 elaborou da cera alveolada derramando cera  entre dois moldes de metal, e Amos Ives Root (Americano) em 1876 Ele foi o primeiro a usar uma prensa de rolos de metal para estampar a cera. Otto Schenk em 1872 produziu e mostrou que a base dos cortadores  de projeção para as paredes laterais e John Long (Americano) em 1874 produziu um produto similar. O D.S. Given (Americano) por volta de 1879-1881, utilizou a cera alveolada, produzida em uma prensa, com arames de fixação, porem não foi até 1892 que E. B. Weed (Americano) produziu uma lâmina de cera de grande comprimento em os rolos gravadores. Tudo esto avanço na fabricação de cera laminada alveolada é uma etapa que conduziu no século XX o que chamamos de apicultura moderna o que tornou possível esta ser uma atividade rentável, devido aos elevados rendimentos que podem ser obtidos a partir da colmeias.
Poderíamos dizer que a era atual de cera impressa começou por volta de 1891 na Bélgica com a introdução de cera alveolada de 920 células por decímetro quadrado, o que resulta uma distância de 4,6 centímetros e 4,7 centímetros a cada 10 células abelhas operárias. Todos os apicultores adotaram este tamanho da célula. Especialistas na época entenderam que era vantajoso produzir o maior número de abelhas possível na menor área possível do favo.
Ele publicou um artigo ma "Progress Apicole" em junho de 1893, defendendo o uso de células maiores na cera alveolada, como resultado dos experimentos descritos. Parece que o professor Baudoux queria melhorar o vigor das abelhas forrageiras, atingindo com maior um raio maior de ação e visitar e assim, uma multiplicidade de flores e obter mais néctar, mais tarde isto foi verificado que estava correlacionada com o comprimento da língua das abelhas(glosa).
Experimentou com o tamanho das células até o limite de 750 células por decímetro, os tamanhos das células, obtido por estiramento alveolada de alveolada. O professor Baudoux experimentou com diferentes tamanhos de células por decímetro quadrado de cera de abelha, 750, 740, 730, 710 e menos que 675. Ele também experimentou várias formas de medir as células e criou seu próprio sistema de medição.
O professor Baudoux era tão eloquente com suas experiências, e seu grau de convicção de que a fabricação de cera alveolada de começou a ser graduada e nunca mais parou. Nos anos 1920, 1930 e 1940 foram realizados a maior quantidade de trabalhos sobre o tamanho das células. Hoje em dia na cera alveolada de são usados 5,7 centímetros a cada 10 células de abelhas operárias como padrão padrão, também podendo ser impressos cera de alvéolos grandes. Em Espanha, a medida comercial é entre 5,2 -5,3 cm para 10 células que é a mesma que a medida nos favos naturais das abelhas operárias.
O professor Baudoux era um seguidor da chamada teoria de Lamarck acreditava que era possível melhorar a abelha permanentemente, dando a ela oportunidade de crescerem mais a cada geração. No entanto, um seguidor da teoria darwiniana ou  mendeliana, sabia que este conceito é incerto; e as próprios abelhas confirmam esta crítica (incluindo qualquer apicultor  pode comparar medindo os favos das abelhas silvestres), no início do século XIX, adota-se o tamanho das células naturais das abelha operárias.

### Carretilha de fixação do arame

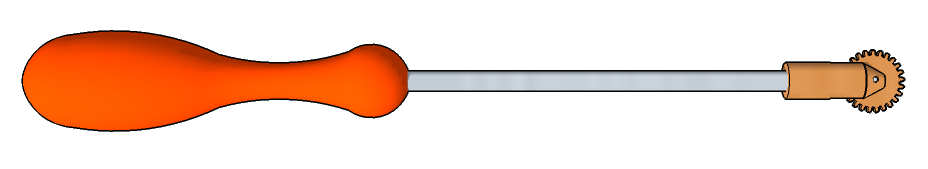
Carretilha de fixação do arame na cera alveolada

A carretilha de fixação do arame na cera alveolada é usada após a fixação das lâminas de cera nos caixilhos por aquecimento elétrico dos arames armados no caixilho. Esta dispositivo ajuda a melhorar a fixação da cera no arame é usado quando a cera já esfriou, passando a carretilha levemente sobre o arame e a cera fazendo a cera fixar sobre o arame.

### Grade excluidora de rainha

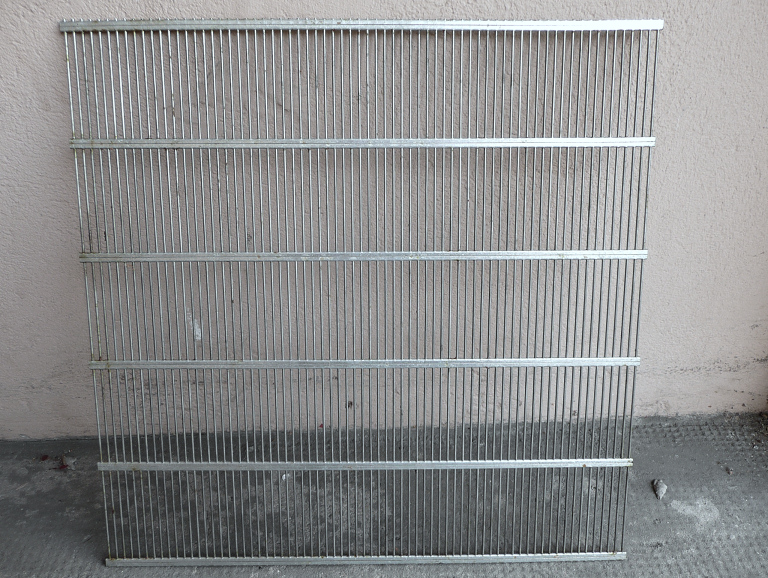
Grade excluidora de rainha

A grade excluidora de rainha é um item empregado na apicultura que permite separar a câmara de criação(ninho), onde a rainha realizou a postura do ovos e as larvas são criadas, das melgueiras onde as abelha constroem os favos onde mel é depositado. Desta forma não  são misturados os caixilhos de cria com caixilhos mel,  devido a grade excluidora confinar a rainha a caixa do ninho, não permitindo a passagem devido ao tamanho de seu abdômen, mas permite a passagem das abelhas operárias que sobem as melgueiras para o depósito mel. O objetivo do tela excluidora de rainha é manter afastado a rainha e a postura dos ovos nas melgueiras, o que poderia levar ao escurecimento do mel e também poderia complicar a extração de mel. O manejo deste dispositivo deve ser preciso porque a câmara de cria(ninho) pode ser preenchidas com mel e a rainha não terá lugar onde colocar seus ovos. Os materiais para a construção das grades excluidora são variados como chapas metálicas perfuradas, telas de arames metálicos ou plásticos.

#### História
A origem grade excluidora de rainha foi uma descoberta do Abbe Collin em 1865 na França (não pode ser determinado se eles foram construídos com fios paralelos como hoje ou através de orifícios). Que consiste em uma treliça plana com aberturas paralelas permitindo a passagem de abelhas operárias, mas não a rainha ou zangões. A medida adequada do espaçamento entre os fios deve ser 4,14 milímetros.
O uso da grade excluidora ainda é muito discutida por diferentes aspectos que esta pode afetar como a ventilação, danos as operárias, lentidão  no trabalho. Estudos mostram que a longevidade das abelhas operárias é reduzida em 45% quando as telas excluidoras são usados.
Os materiais de construção atualmente são telas feitas com fios muito duros. A foto mostra a tela de plástico recentemente disponível no mercado.

### Redutor de alvado

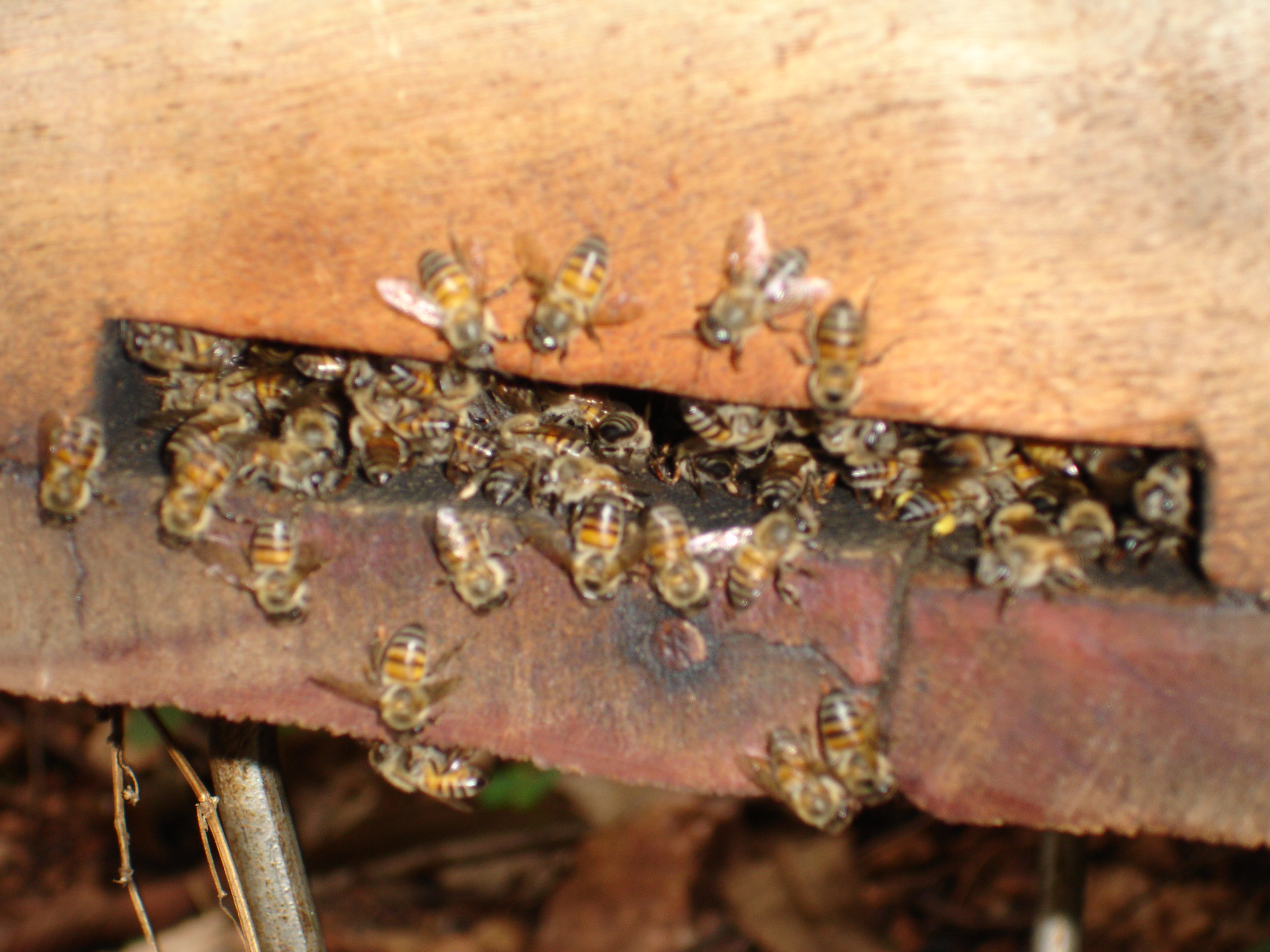
Abertuta ou alvado de uma colmeia

A abertura frontal de acesso a caixa é chamada de alvado, e fica entre o piso da caixa e a câmara de criação, por onde entram as para a colmeia.
Durante o inverno, pode ser conveniente que seja parcialmente fechada por uma proteção de madeira chamada redutor de alvado, como a mostrada na imagem, onde esta tem a opção de uma entrada central maior ou uma entrada lateral menor.
Nos meses mais quentes esta redução de alvado é removida para de facilitar a entrada, devido a colmeia duplicar ou triplicar a sua população de abelhas. A remoção também e necessária para que as abelhas possam ventilar adequadamente a colmeia, para os efeitos que podem desidratar o néctar das flores e produzir o mel.

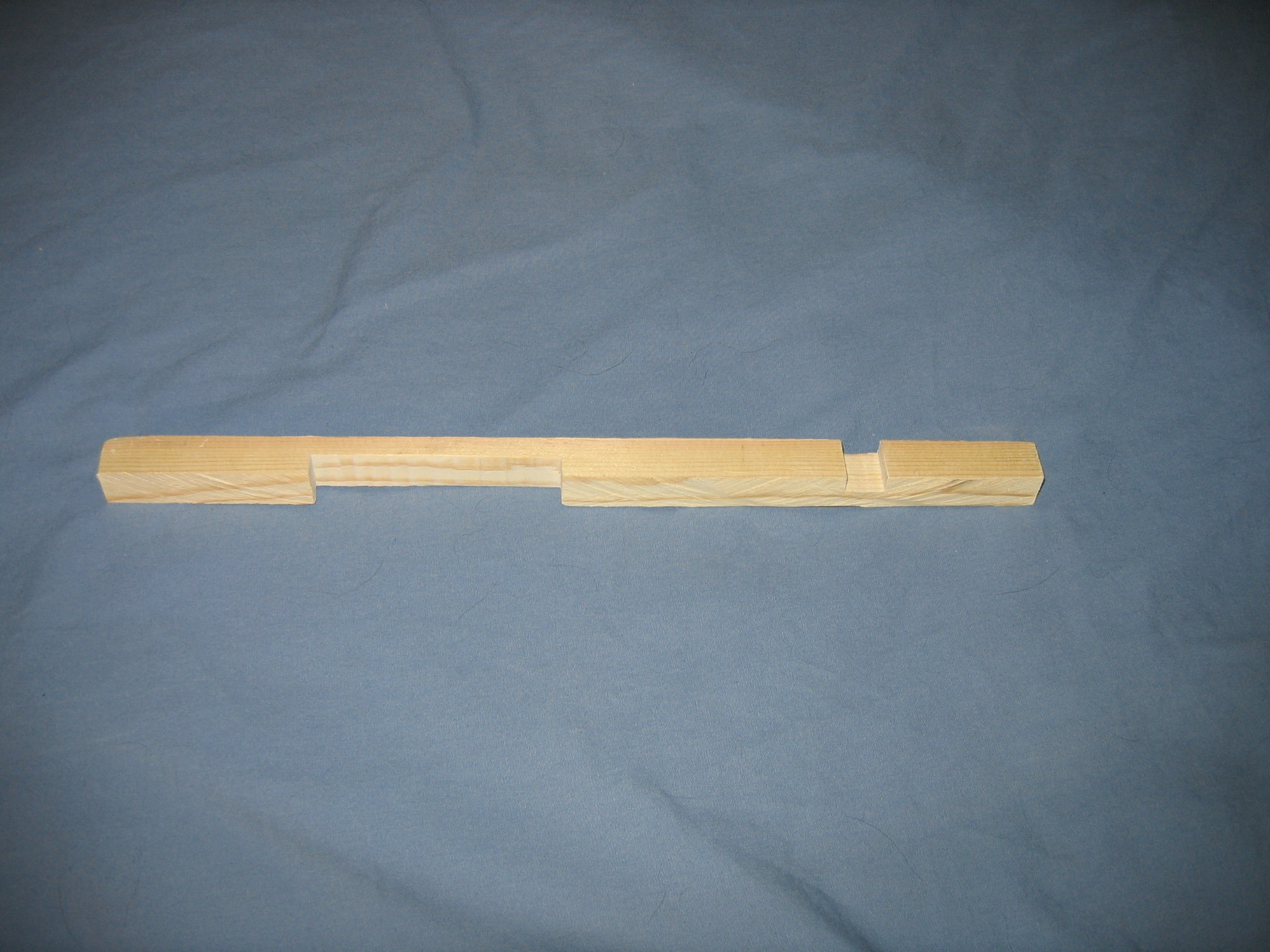
Redutor de alvado de madeira com duas opções de abertura

Também podemos observar o redutor de com furos maiores que 6 milímetros que permitem a passagem das abelhas e, geralmente, são construídos de metal, como mostrado na segunda imagem.
Se o apicultor não colocar o redutor de alvado, as abelhas durante a estação fria, podem erguer uma parede de própolis na entrada deixando algumas aberturas, para reduzir a entrada de ar frio no ninho de reprodução e se proteger de inimigos, tendo assim um melhor controle de temperatura da colmeia.

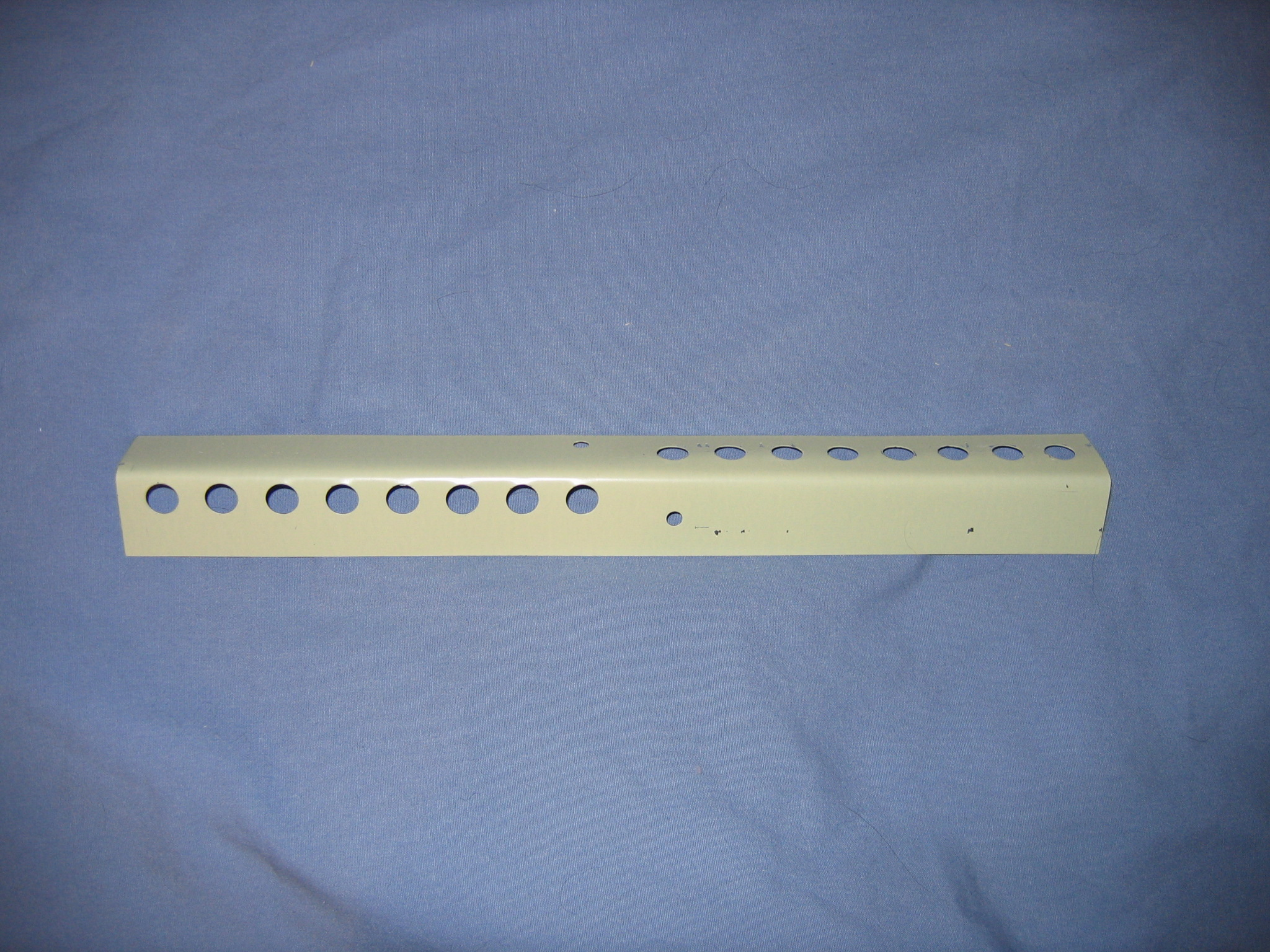
Redutor de alvado de metal feito com furos maiores de 6mm, que também impede a entrada de animais ou insetos maiores

### Coletor de pólen

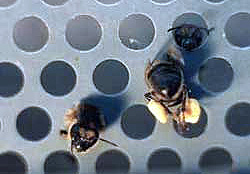
Detalhe do coletor de pólen com as abelhas

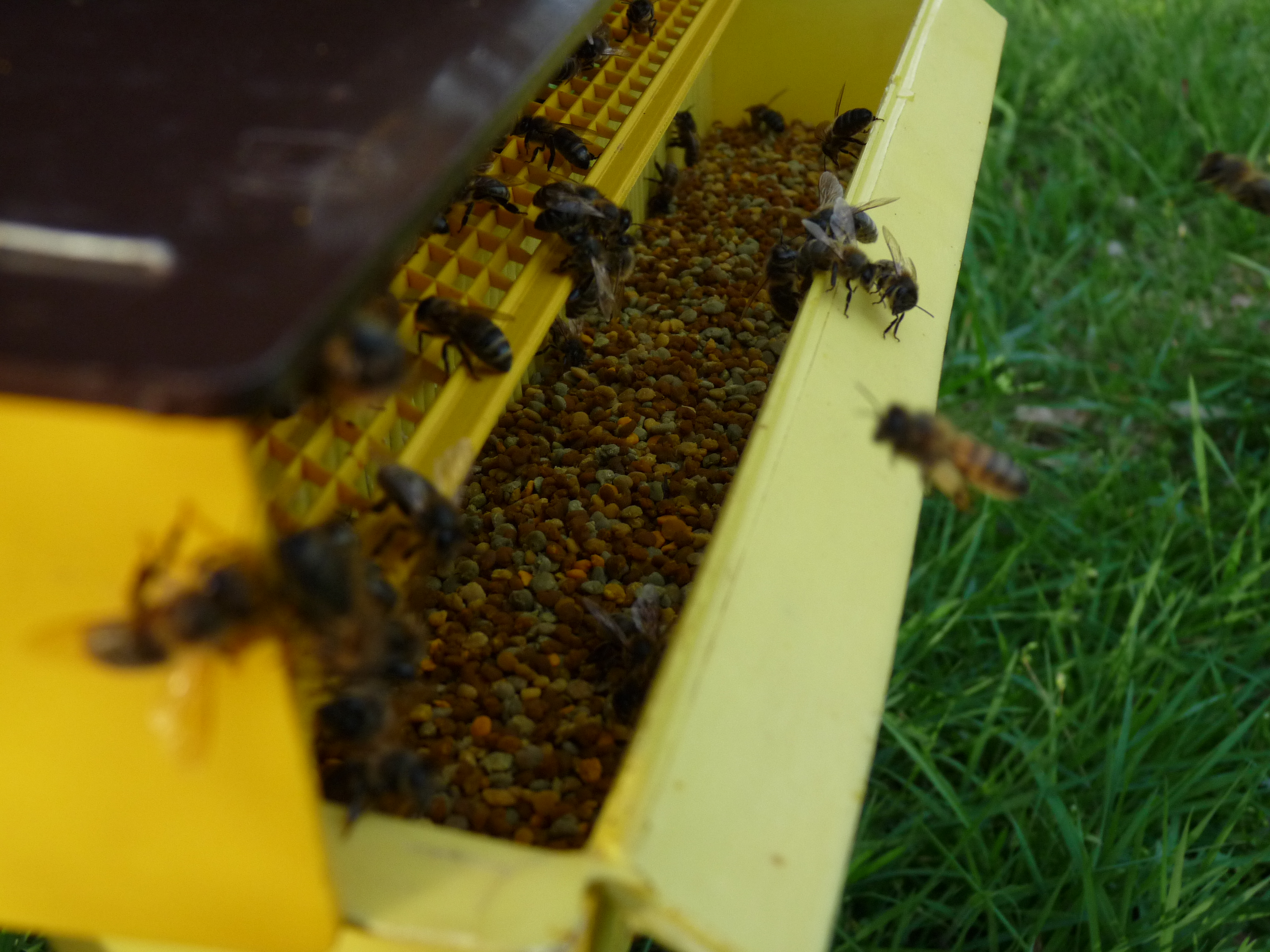
Coletor de pólen instalado na colmeia

Um coletor de pólen é um dispositivo que permite a retenção dos grânulos de pólen transportados no último par de pernas de abelhas operárias realizada em cestas formadas de pêlos para a colmeia. Este é constituído por uma folha de plástico com furos onde passarão as abelhas deixando a maior parte da sua carga no recipiente do coletor de pólen, permitindo a coleta pelo apicultor.
As grades são construídas para não danificar o corpo da abelha ao passar por ela, não se utilizam as grades de metal, dado a possibilidade que as arestas podem amputar as extremidades das asas ou pernas.
Ao coletar pólen devemos ter em conta que quando as abelhas encontram o coletor e este causa dificuldade, elas tendem a derivar para outras colmeias laterais. Para evitar deve ser colocado coletores em toda uma fileira de colmeias próximas. Também é importante garantir a entrada de ventilação suficiente para evitar a asfixia das abelhas.
Foi observado que ao colocar os coletores de pólen  as abelhas instintivamente tendem a diminuir o tamanho das bolas de pólen, demostrando a importância para a colônia do pólen. Se a grade reter todo o pólen, as abelhas não poderão alimentar corretamente as crias e a colônia seria enfraquecida rapidamente ou morreria.

#### Elementos
Os coletores são constituídos pelos seguintes elementos: grade, a caixa do coletor, tubos de escape zangões, malha fixa e telhado.
A parte básica é a tela que é geralmente feita de material plástico com orifícios de 5 ou 4,5mm, dependendo da espécie de abelha que se cria, deve ter diâmetro suficiente para passar um abelha operária mas ser suficientemente estreita para que as bolas pólen que carregam na face externa das patas traseiras. Abaixo da grade, uma tela  horizontal com malha de 3 mm, deixa passar o pólen  para a gaveta do coletor de pólen. O apicultor recolhe regularmente o conteúdo da gaveta.
O coletor de pólen têm orifícios laterais de maior diâmetro para permitir que os zangões que estão dentro da colmeia possam sair da caixa possuem dimensões um pouco maiores que as abelhas operárias e seria impedidos de passar pela grade. O telhado serve para evitar que a chuva molhe o coletor.

#### Tipos
Existem vários tipos de coletores de pólen. Dependendo da posição da grelha com relação à colmeia que distinguem-se em:
- Coletor de pólen colocado com a entrada em frente do alvado habitual.
- Coletor inferior instalados sob o corpo, em vez da base da colmeia.
- Coletor superior colocado em lugar das tampas de cobertura sobre o corpo ou sobre a melgueira.

Os dois primeiros são na entrada da colmeia, a última sendo acima da entrada, esta precisa ser fechada até as abelhas se acostumarem com a entrada a acima, o que acontece em um curto espaço de tempo. O último tipo é mais adequado para a colheita do pólen em locais húmidos.

### Coletor de própolis

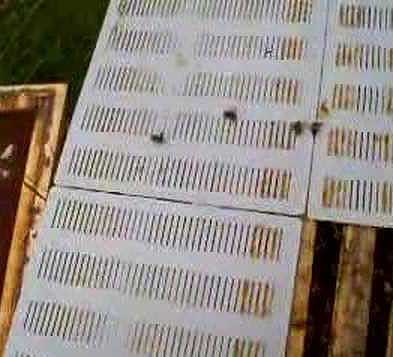
Coletor de própolis instalado

Para coleta de própolis usa-se um coletor de própolis desenvolvido para este fim que pode ser uma malha mosquiteira ou uma grelha  que cobre a parte superior da melgueira ou pela substituição de duas das laterais da melgueira por ripas espaçadas. A maneira tradicional de obtê-lo é raspar partes da colmeia onde se acumulam para imobilizar os caixilhos, a tampa ou outras partes.
Os coletores são baseadas que as abelhas fecham com própolis todos os espaços estreitos que têm uma medida que não as permite passar.

#### Formas de coleta
- Malhas
- Coletor inteligente
- Raspagem

A malhas devem ser colocadas sobre a última melgueira acima dos caixilhos. Uma malha simples tipo rede de mosquito é suficiente para as abelhas cobrirem lentamente os buracos com própolis trazidos das árvores ou recolhido em colmeias despovoadas.
Também é possível usar malhas plásticas com orifícios de diferentes formatos, alguns são rígidos e estão montados em prateleiras encontrados em diferentes tamanhos, algumas cobrem toda a superfície com uma só peça, em outros são necessárias várias peças.
Para separar a própolis as malhas, estão são colocadas no refrigerador e depois de várias horas torna-se frágil e sai facilmente, caso contrário, permanecem macia e pegajosa e não é possível separa-lo.
O chamado coletor inteligente é a substituição dos lados das melgueiras por várias ripas de madeira espaçadas alguns milímetros que podem ser facilmente removidos e a própolis depositados coletada, as ripas são substituídos por outros. A parte dianteira e traseira da melgueira são mantidas. O instinto das abelhas é ao detectar as aberturas estas são rapidamente fechadas, mesmo negligenciando outras tarefas, cobrir as aberturas significa para as abelhas evitam saques, evitando a chuva e os ventos.
Alternativamente pode-se raspar a própolis das bordas dos caixilhos, cobertura ou tampa ou qualquer outro lugar onde as abelhas o depositaram espontaneamente, que devem ser recolhidas da maneira mais higiénica possível para evitar a contaminação.

### Alimentadores apícolas

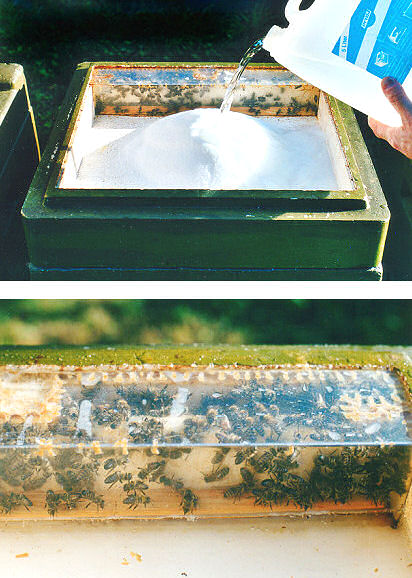
Alimentador sobre a colmeia, entre a tampa e os caixilhos

O alimentador apícola é frequentemente usado para alimentar com açúcar granulado ou xarope de açúcar em épocas do ano, quando não há ou não é suficiente a disponibilidade de néctar partir de fontes naturais, para atender às necessidades da colmeia. Existem vários estilos de alimentadores. Os alimentadores internos que encaixam dentro da colmeia como um caixilho. Alimentadores de alvado(entrada) são fixados na entrada da colmeia no plano inferior, com um recipiente (como um frasco invertido) cheio de calda. Alimentadores de teto de colmeia são da mesma forma que os alimentadores de alvado, mas são colocadas em cima da colmeia, mas debaixo da cobertura externa. Outros alimentadores de topo de colmeia consistem de um recipiente invertido com pequenos buracos na tampa, que são colocados, diretamente na parte superior dos caixilhos, ou em cima do orifício na tampa interior, onde furo na tampa permite o acesso das abelhas.

### Placa de escape
A placa de escape é colocada entre as caixas de cria e as melgueiras para tirar das melgueiras a maioria das abelhas. A placa de escape permite que as abelhas saiam das melgueiras para outras áreas da colmeia, mas torna difícil as abelhas para entrar novamente nas melgueiras. Existem vários modelos diferentes. A placa de escape colocada dias antes da coleta do mel e pode facilitar esta atividade, contudo este dispositivo não é comumente usado.

### Gaiolas para introdução e transporte de rainhas

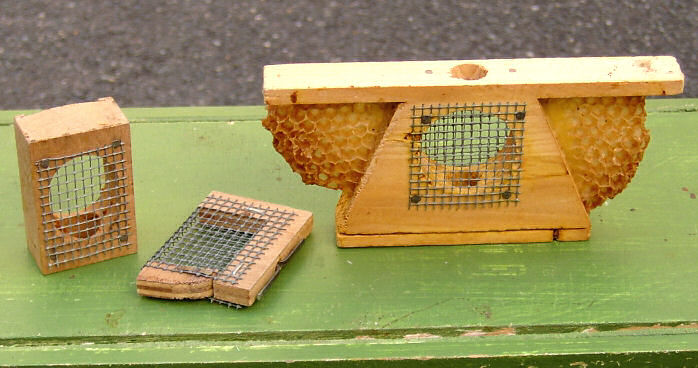
Exemplos de gaiolas para introdução e transporte de rainhas para novas colmeias

Algumas vezes o apicultor pode introduzir novas rainhas em uma colmeia, seja para melhorar a criação geneticamente ou para a multiplicação pela divisão de colmeias. Como as abelhas podem rejeitar inicialmente uma rainha nova introduzida, esta deve passar por um período de adaptação na colmeia até que a colmeias reconheçam seu feromônio como sendo de sua rainha. Para isto uma gaiola é necessária para proteger a rainha, após a adaptação que pode levar uns poucos dias a caixa é aberta e a rainha sai naturalmente e é aceita na colmeia. Esta gaiola normalmente é produzida pelo próprio apicultor com madeira e uma tela de metal ou plástica e que encaixe dentro de um caixilho ou substitua um caixilho. A imagem mostra algumas alternativas de caixas para introdução e transporte da rainha.

### Elementos para a fusão da cera
Os elementos para a fusão da cera pode ser de diversas formas e materiais, as fundições de cera podem ser de vários tipos.

#### Fusores de cera
Os fusores de cera podem ser de tipos variados. O método ótimo é através de vapor dentro de um recipiente. Caso seja um extrator centrífugo o vapor é adicionado por meio de uma caldeira.
Alguns fazem recipientes retangulares especiais e por aquecedores eléctricos produzem calor, onde a cera ao derreter desce por um plano inclinado do fundo do recipiente é coletada por saída.
Existem fusores aquecidos por energia solar, tomando mais tempo para derreter os favos. Podem derreter favos velhos em água quente, pois a cera tem um peso específico menor que a água sem flutuar, em seguida devendo ser filtrada com uma tela metálica para remover os contaminantes mais grossos. Finalmente a cera líquida é deixada esfriar o mais lentamente possível, em um recipiente com material isolante, para que as impurezas mais finas decanteêm no fundo. Após esfriar a parte inferior dos blocos onde a sujeira fina ficou é raspada e descartada.

#### Favos pretos
Os favos de cera da câmara de crias devem ser substituídos devido às sucessivas gerações nascidas a partir de casulos que as larvas das abelhas tecem para fazer sua metamorfose, o que torna cada vez menor o tamanho das células. Estes favos são denominados favos pretos. Então parte da cera pode ser recuperada pelo derretimento, que então poderá ser transformada em cera alveolada. Esta substituição é recomendada a cada 2 ou 3 anos. A cor preta também pode ser atribuída utilização da própolis pelas abelhas como um desinfetante na preparação de cada célula para a cria de uma nova abelha.

### Elementos para a extração do mel

#### Centrífuga de caixilhos para extração de mel

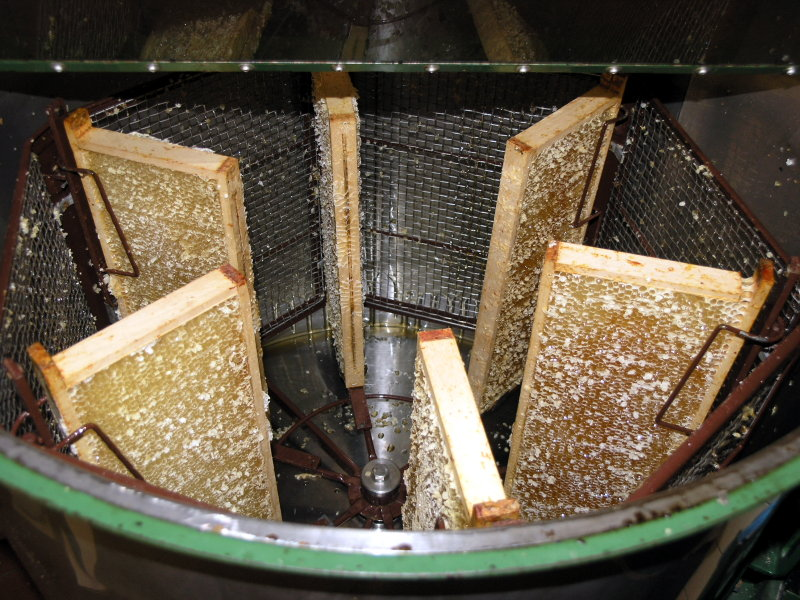
Centrifuga radial onde os caixilhos estão postos com os favos desoperculados

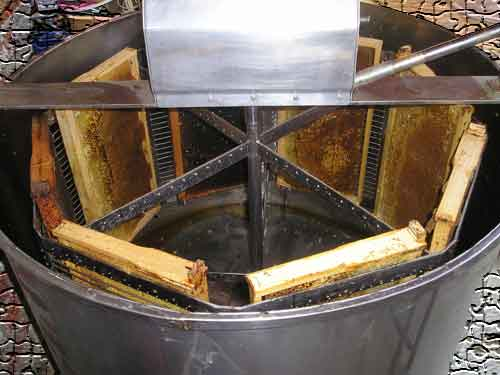
Centrifuga com os caixilhos em disposição não radial (face)

Para extração do mel normalmente é usado uma centrífuga, o inventor deste extrator centrífugo para aplicação apícula foi O inventor Francesco De Hruschka em 1883. A centrífuga pode ser de eixo horizontal ou vertical, no seu interior são colocados os caixilhos móveis com os favos de cera que contêm o mel, a rotação do eixo e os caixilhos gera uma força centrífuga que extrai das células hexagonais o mel que batem no tambor externo da centrifuga e escorrem para o reservatório. Na construção mais moderna os favos são colocados em posição radial e neste caso devem ser colocados com a parte superior do caixilho voltados para parte externa, dado um leve ângulo natural que as abelhas constroem os alvéolos nos favos (de 9 a 14o), levemente inclinados para cima, montado corretamente ela extrai o mel dos dois lados do favo em uma única operação. Nas construções mais antigas os caixilhos são colocados com a face voltada para o exterior, esta não exige um cuidado quanto ao ângulo do favo, mas cada lado deve ser centrifugado uma vez. Houve uma evolução neste tipo de máquinas ao longo do tempo, inicialmente  eram manuais e para dois ou quatro caixilhos.
Atualmente elas podem ter alta capacidade, para 80 a 120 caixilhos, para aumentar a produtividade e possuem controladores de rotação cestas, que permitem o carregamento rápido e potentes motores, sistemas de auto travagem e geralmente são construídos em aço inoxidável especial a indústria de alimentação.
Uma vez que o mel é recolhido no extrator ou um tanque de aço inoxidável, através de bombas de palhetas é enviado para decantadores, ou diretamente para os tambores.

#### Bombas de palhetas
As bombas são muito importantes, quando se trata de um volume significativo de produção, através delas o mel pode ser transferido de um recipiente para outro. Estas são de baixa rotação e um rotor com sistema de palhetas que permite fazer fluir por tubos um produto viscoso como o mel.

#### Faca ou garfo desoperculador

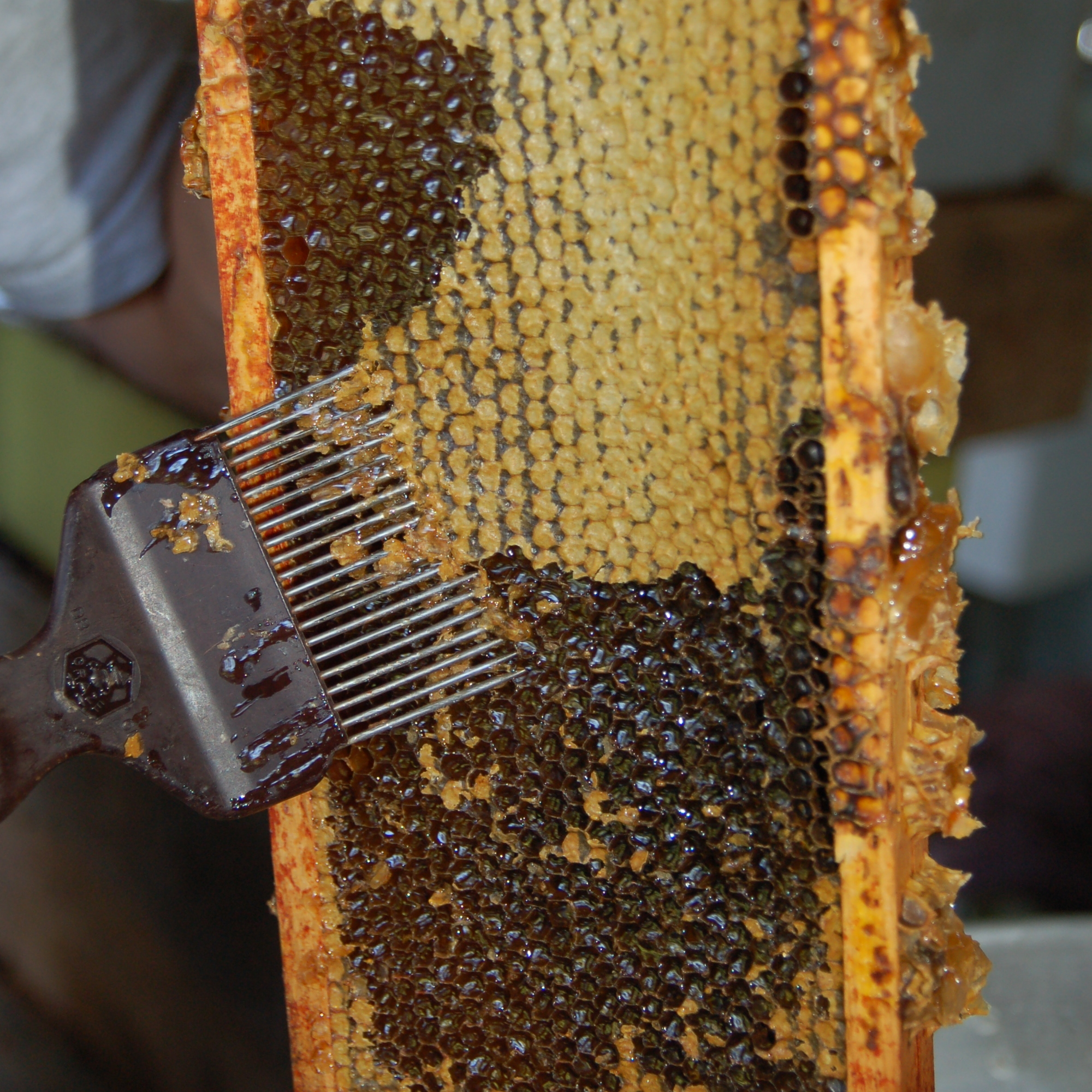
Garfo desoperculador manual

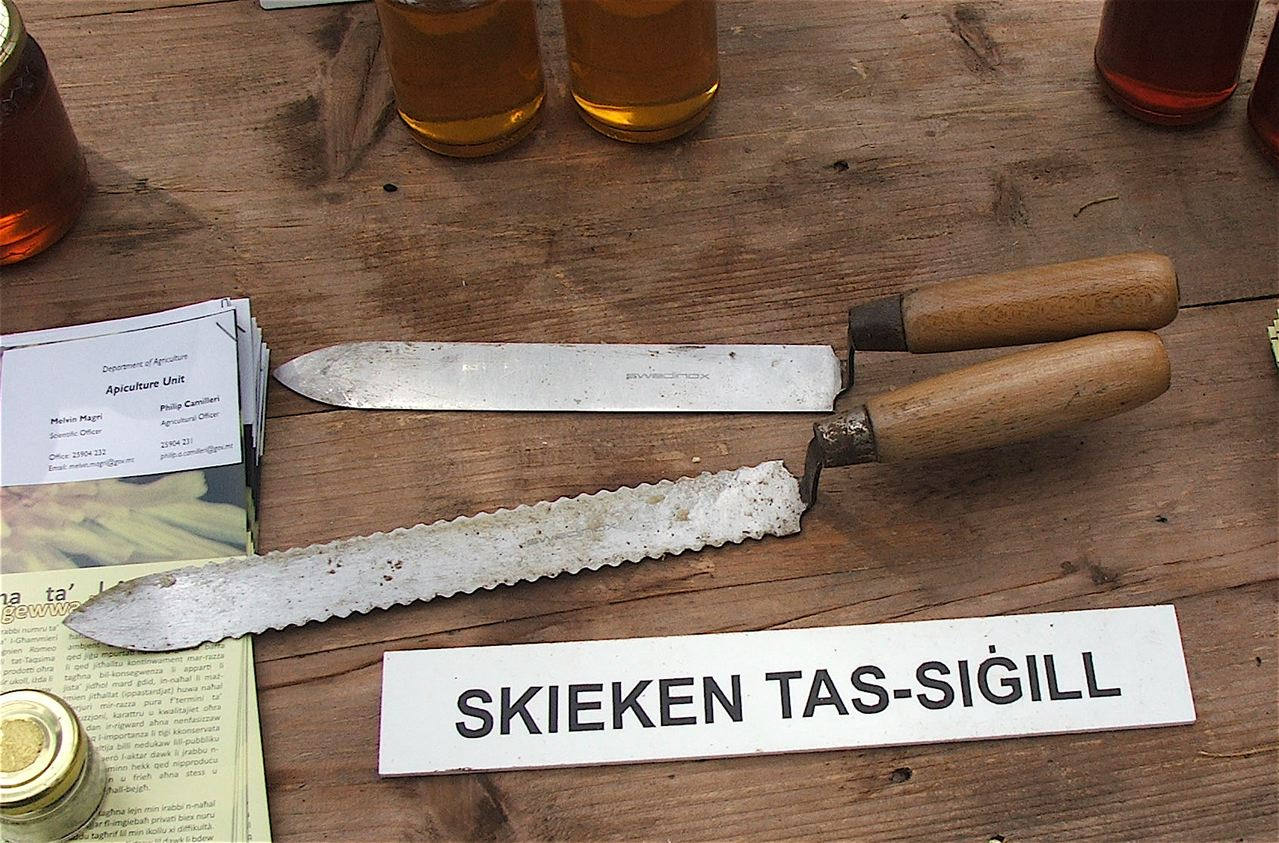
Faca desoperculadora manual

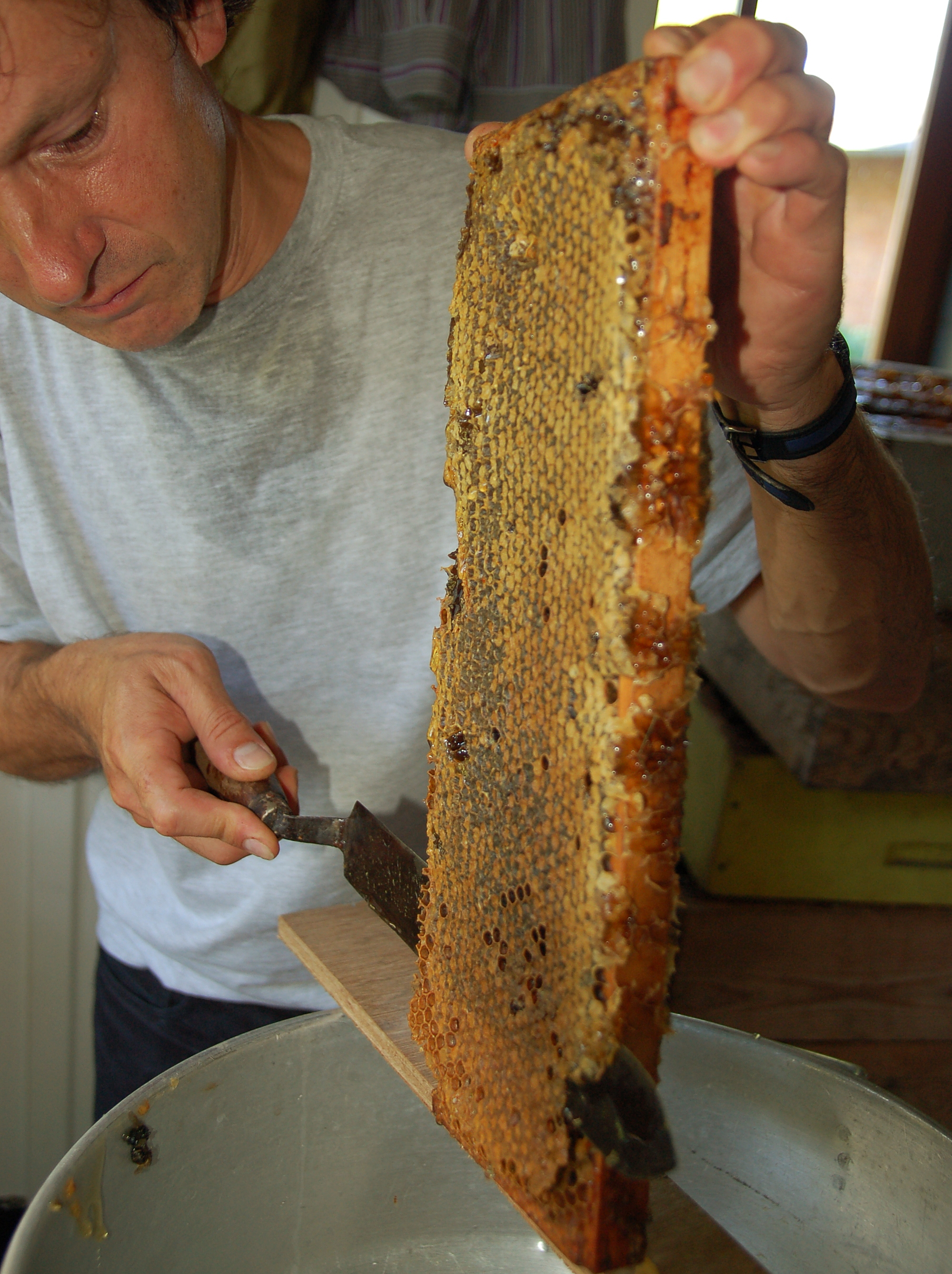
Faca desoperculadora manual em uso

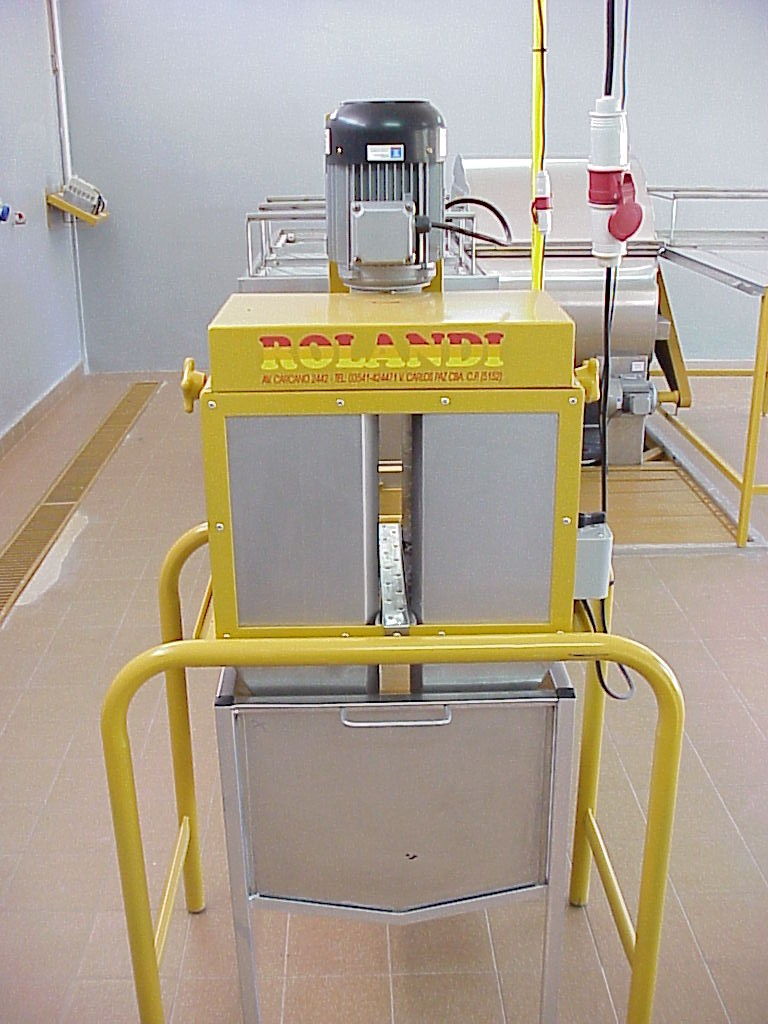
Máquina desoperculadora a frio

A faca ou garfo desoperculador serve para remover os opérculos que cobrem os alvéolos dos favos de mel maduros.  As abelhas quando enchem um alvéolo com mel, esse mel ainda tem uma grande percentagem de água (chamado mel verde) e não é próprio para coleta. Esta água com o auxilio do calor da colmeia evapora e quando chega a uns 18% de água (chamando mel maduro) ele fica mais espesso e as abelhas fecham os  alvéolos cobrindo-os com uma fina camada de cera, o opérculo. Quando se colhe o mel, é necessário retirar esses opérculos para que o mel escora dos favos por centrifugação. Esta remoção chama-se de desoperculação e faz-se com a ajuda de uma faca desoperculadora ou com um garfo desoperculador.
Existem vários tipos de facas desoperculadoras porém classificamos em dois tipos:
- Desoperculadores a quente.

A mais simples é a faca desoperculadora  ou o garfo desoperculador manual, que para ser usado deve ser continuamente aquecido em água quente para cortar facilmente a cera. Existe modelos onde é necessário maior produtividade, em que a faça é continuamente aquecida pela circulação de água quente no seu interior é passada seguindo a borda do caixilho que contém o favo de mel, removendo os opérculos. O garfo desoperculados manual exige movimentos mais curtos sobre o favo para remover os opérculos.
Existem desoperculadoras industriais a quente em que simplesmente se carrega os caixilhos e mecanismos móveis automaticamente desoperculam os caixilhos. Além de ser uma excelente ferramenta para remover todo o mel seco acumulado nos caixilhos.
- Desoperculadores a frio

Estas são as máquinas mais modernas, possuem dois rolos que rodam a alta rotação que retiram os opérculos ao passar sobre eles um fio ou correntes anexadas aos rolos, que em um único passe removem os opérculos de ambos os lados do favo ao mesmo tempo. Existem modelos tipo vertical ou horizontal.

#### Centrífuga para separação do mel da cera dos opérculos

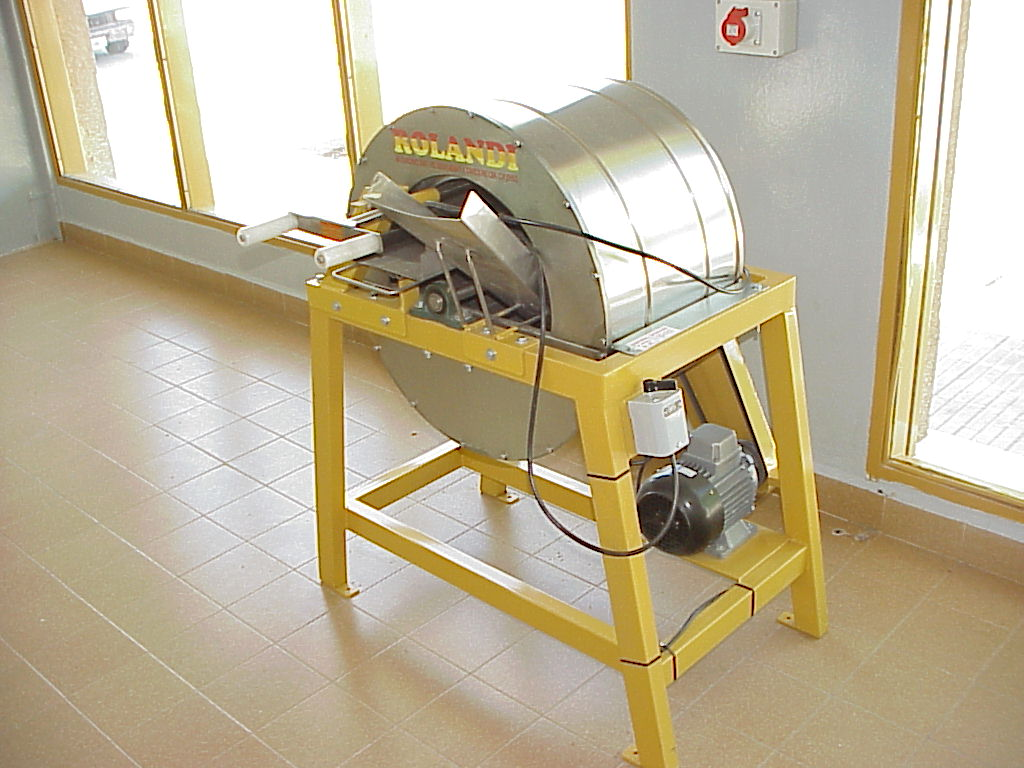
Centrífuga de cera de opérculos

Embora o mel aderido os opérculos pode ser separado por decantação, é um método demorado. Existem centrífugas construídas para acelerar o processo, estas são semelhantes ao extrator centrífugo de mel dos favos. Estas são carregadas de cera raspada dos opérculos e por centrifugação são naturalmente separadas e drenadas.

#### Bacia de escorrimento
Nesta panela os opérculos caem depois de passar pelas facas desoperculadora. No caso de uma faca à quente, a panela é muitas vezes uma máquina que separa por aquecimento o mel no opérculo da cera por ser alimentado com vapor de água para aquecimento da faca, por um sistema de caldeira. No caso de facas frias é simplesmente uma panela com uma grade de fundo permitindo uma melhor drenagem da cera do opérculo, que infalivelmente vem acompanhado com mel.

#### Sala de extração de mel

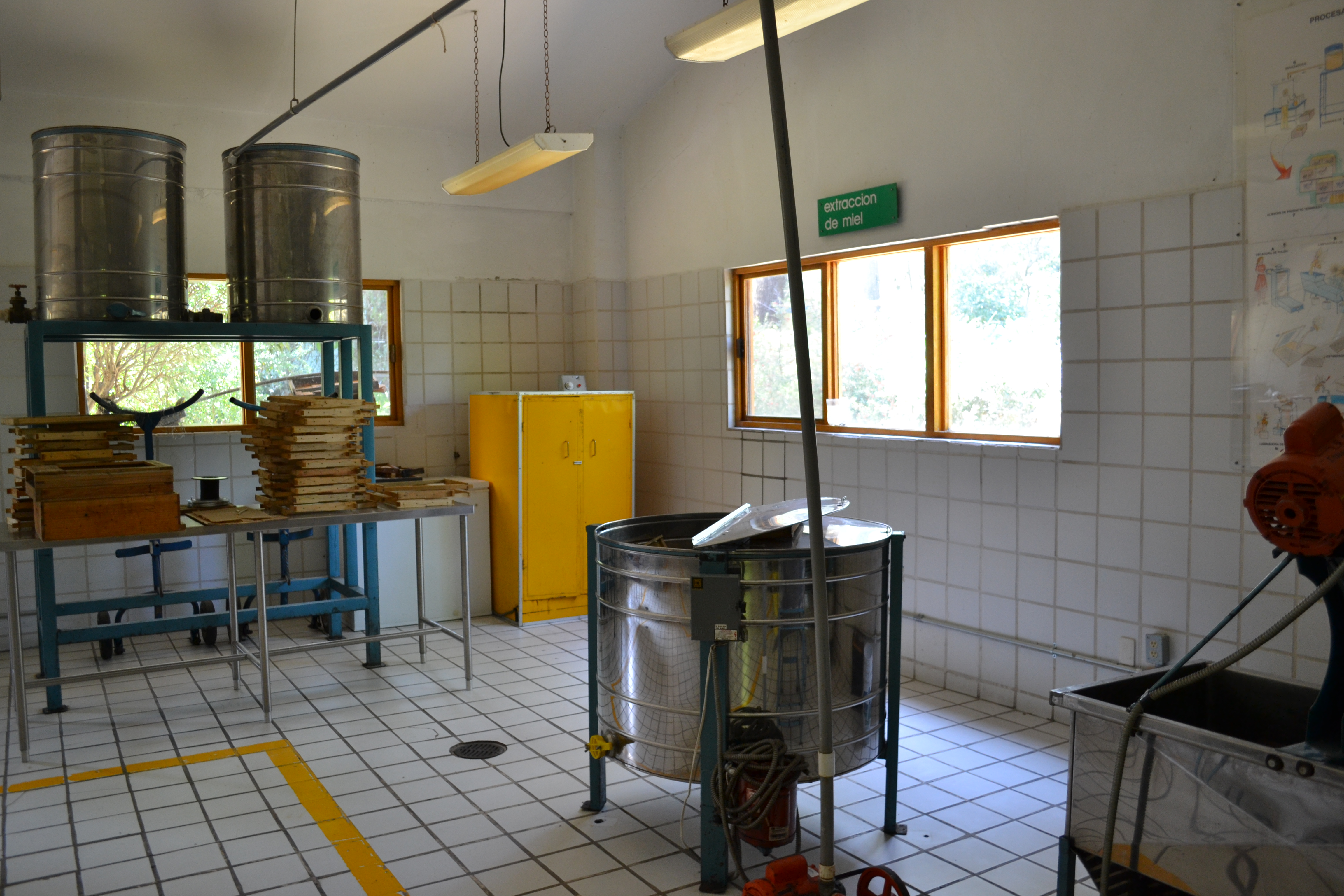
Uma sala de extração de mel

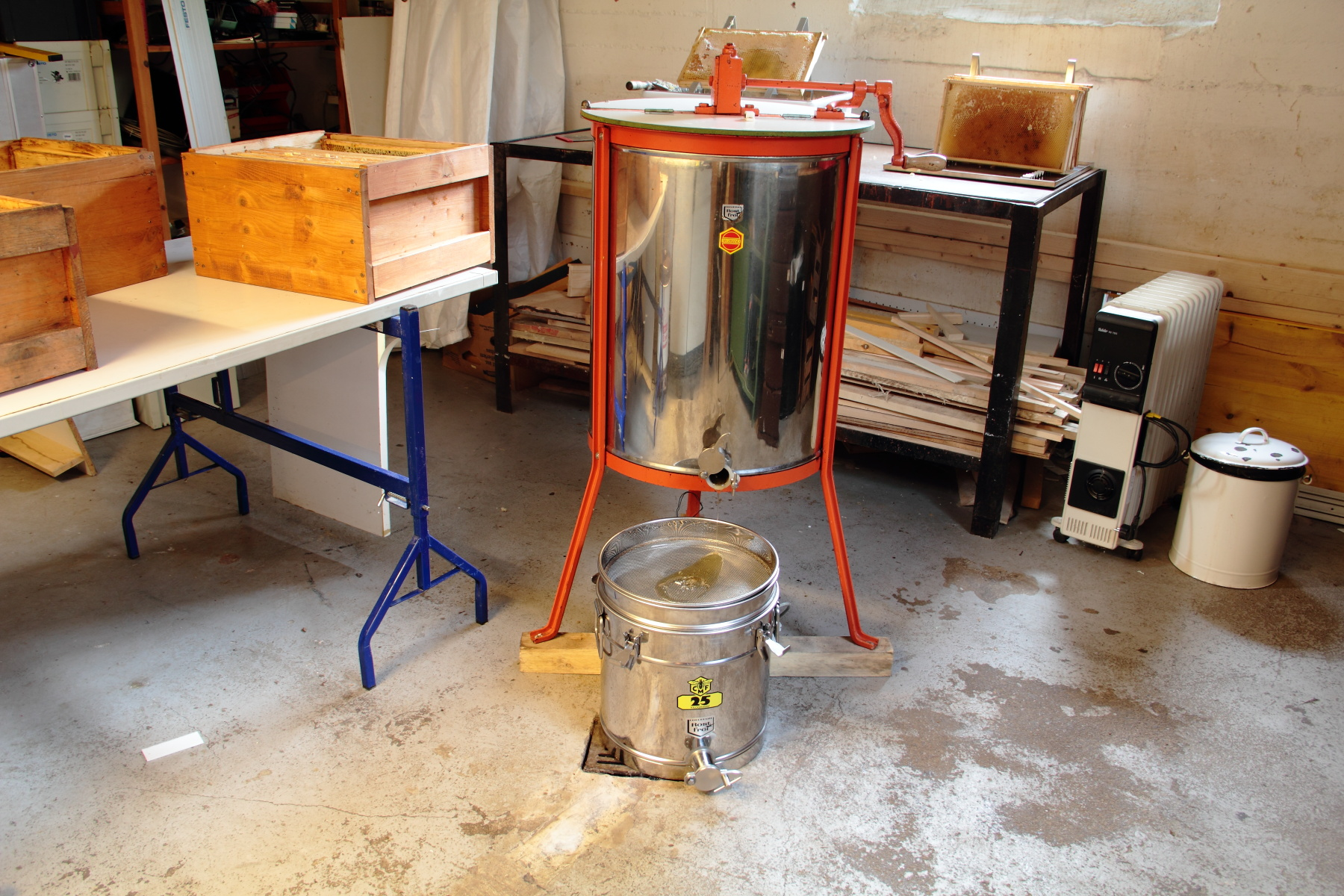
Uma sala de extração de mel

A sala de extração de mel é o local físico onde o mel é extraído. Normalmente construídas pelos próprios  apicultores para cumprir os regulamentos específicos de cada país. Devido aos custos, é desejável reunir pequenos apicultores em cooperativas para construir instalações que seriam impossíveis de realizar individualmente. As salas de extração de mel são padronizadas por diferentes países produtores de mel, com as regras muito estritas em matéria de gestão de boa colheita e extração de mel. O Apicultor deve buscar informações sobre os requisitos nacionais e regionais, pois alguns estados brasileiros tem regulamentação própria, para garantir que seus produtos possam ser comercializados sem restrições.

## Rotina do Apicultor
A manutenção de um apiário exige visitas frequentes do apicultor para as tarefas de remoção de mato perto das colmeias, revisão das caixas e colheita, dentre outros serviços no apiário, na preparação das colmeias e quadros, .
Durante a revisão o apicultor verifica se há excedente de mel para colheita, se a rainha está fértil (a produzir crias), se não há formigas, se não há traças, se existe cera em quantidade suficiente. Os favos serão levantados para verificar estes itens. O serviço é trabalhoso porque um apiário comporta aproximadamente 30 colmeias e cada ninho ou melgueira tem 10 quadros/favos e a colmeia poderá ter além de um ninho várias melgueiras. Apicultores profissionais podem ter centenas de colmeias espalhadas em dezenas de apiários. Assim o apicultor costuma trabalhar com um ajudante, e instalar o apiário sempre em local de fácil acesso para carro, ou caminhão.

### Identificação da rainha por cores

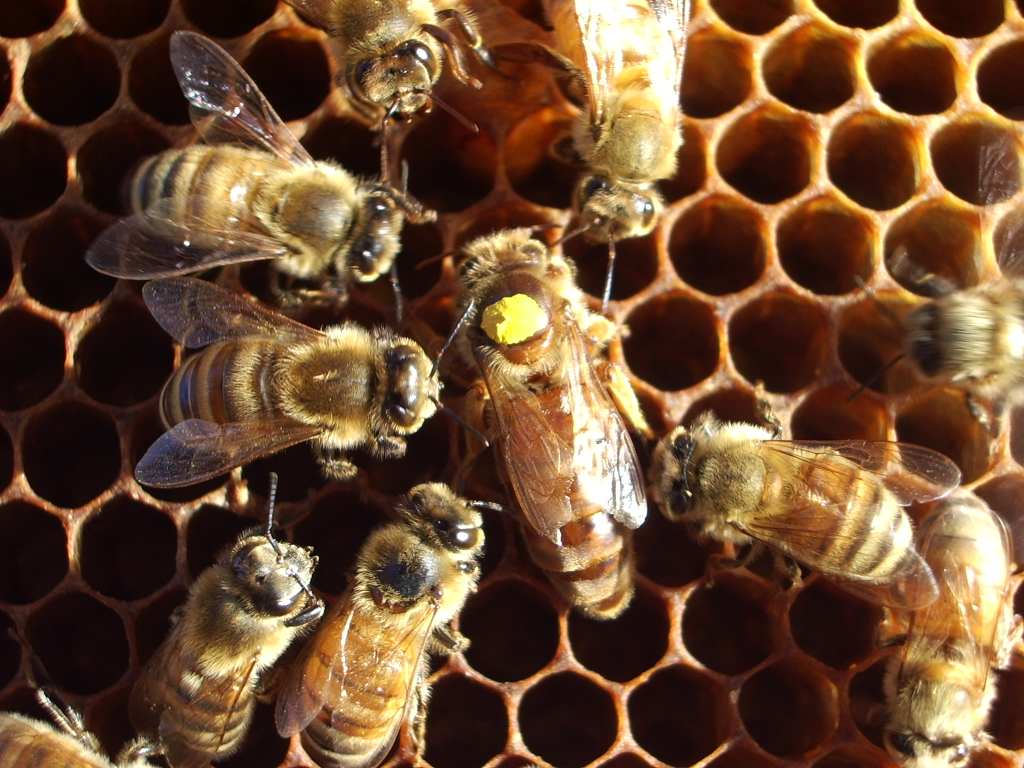
Abelha rainha marcada em cor amarela

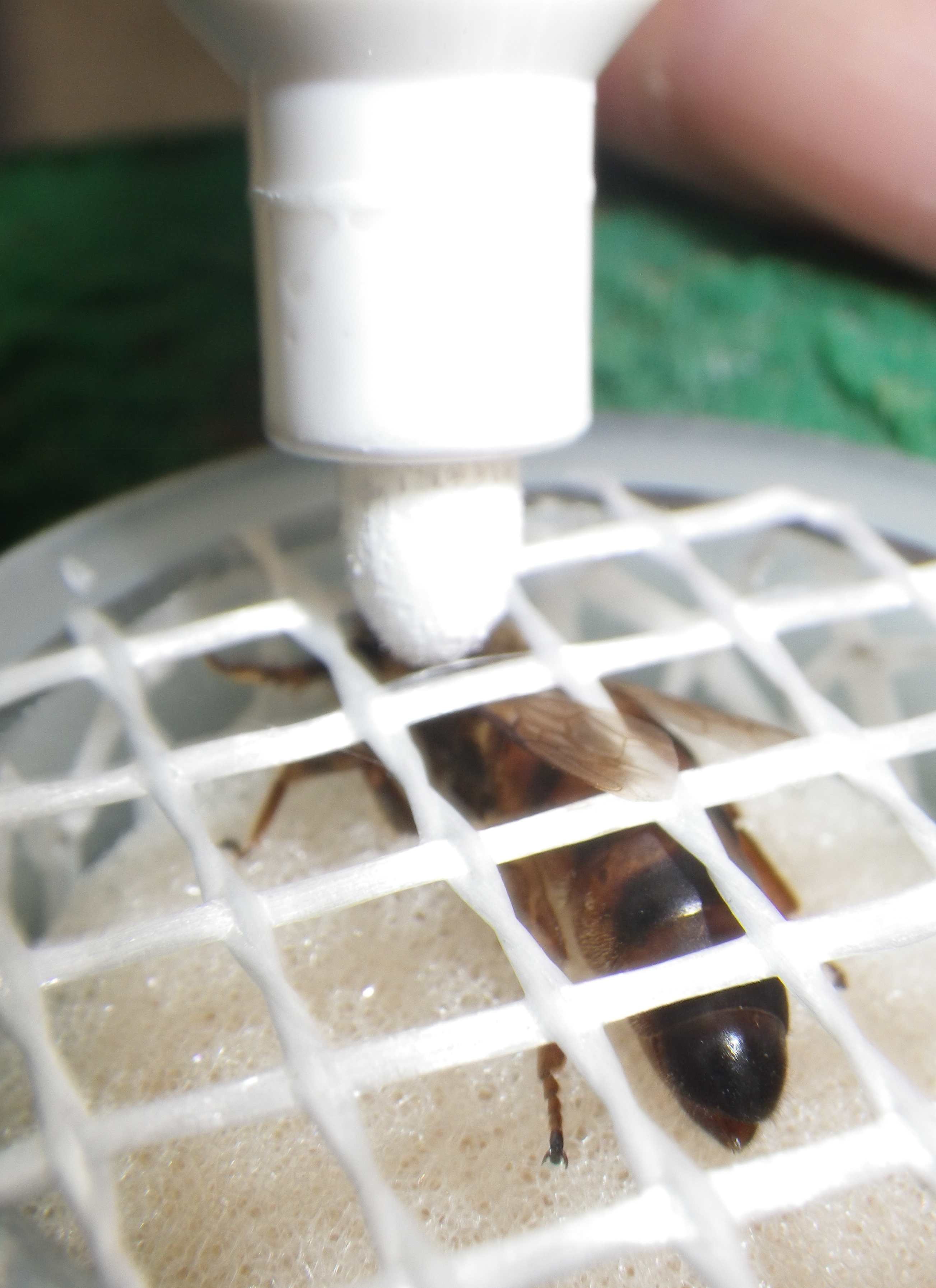
Abelha rainha presa em uma pequena gaiola sendo marcada em cor branca, correspondente a 2011

Para controlar a idade das rainhas na colmeia, já que isto é determinante para produtividade e controle da enxameação, os apicultores usam
marcar as rainhas, que são pintadas na parte superior do tórax com um código de cores de acordo com seu ano de nascimento. Assim pode-se manter o controle do ano em que nasceram e facilmente verificar qualquer alteração de rainha quando esta não estiver pintada ou a idade de uma rainha em uma colmeia. O código de cores usado para marcar é como segue: Branco para os anos terminados em 1 e 6; Amarelo para os anos terminados em 2 e 7. Vermelho para os anos terminados em 3 e 8. Verde para os anos terminados em 4 e 9. Azul para os anos terminados em 5 e 0. Alguns apicultores usam também uma identificação externa da caixa com este mesmo padrão de cores para facilitar mais a identificação. O quadro abaixo resume o código de cores.
| Cor      | Cor | Ano terminado em |
| Branco   |     | 1 ou 6           |
| Amarelo  |     | 2 ou 7           |
| Vermelho |     | 3 ou 8           |
| Verde    |     | 4 ou 9           |
| Azul     |     | 5 ou 0           |

## Colônias de abelhas

### Castas
Uma colônia de abelhas consiste de três castas de abelhas:
- Uma abelha rainha, que normalmente é a única fêmea reprodutora na colônia;
- um grande número de abelhas operárias fêmeas , tipicamente um número entre 30.000-50.000;
- um certo número de abelhas zangões macho, variando de milhares em uma colmeia forte na primavera para muito poucos durante a escassez ou estação fria.

#### Abelha rainha

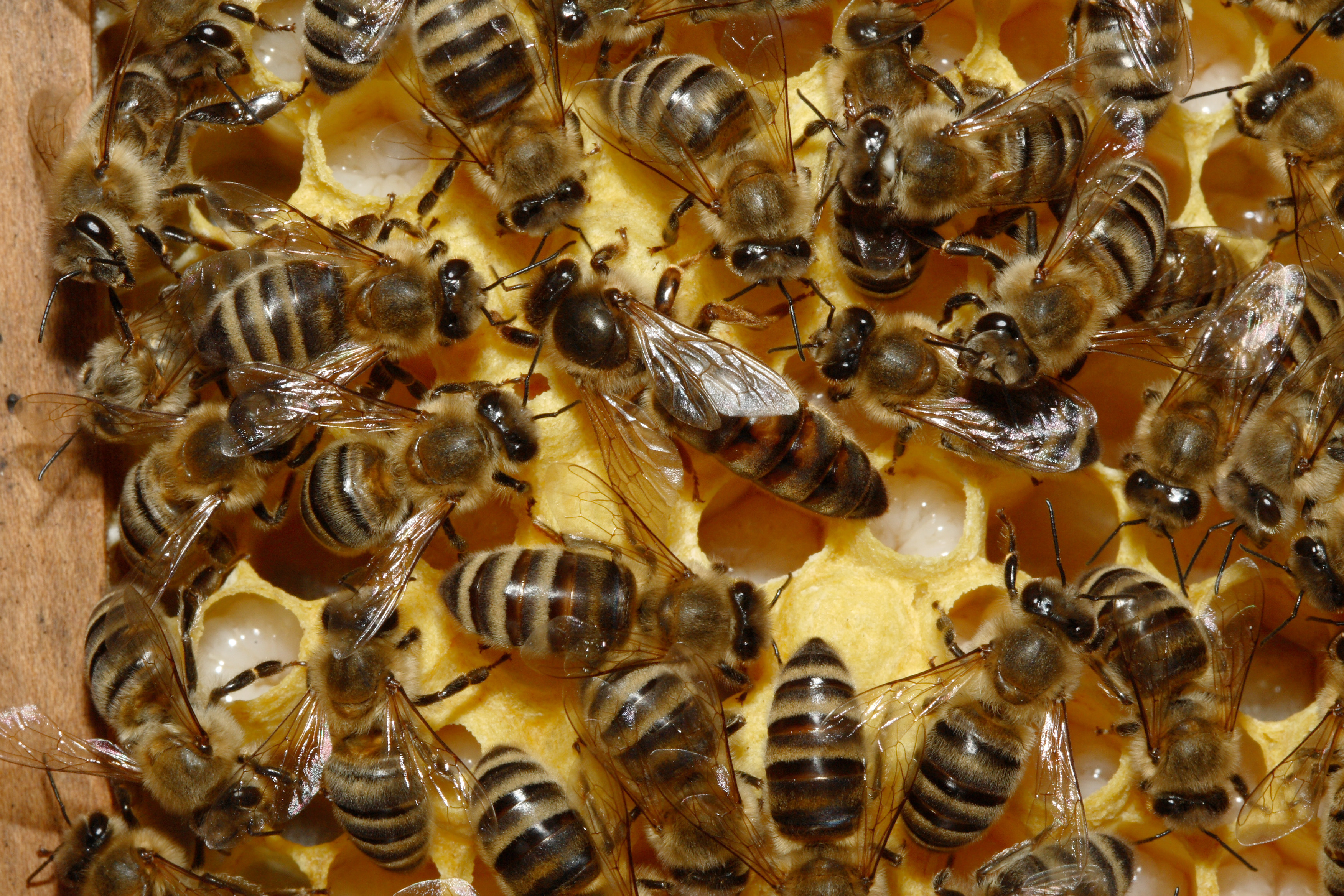
Abelha rainha (no centro)

A abelha rainha é a única fêmea sexualmente madura na colmeia e todas as abelhas operárias (do sexo feminino) e os zangões (do sexo masculino) são  sua prole. A rainha pode viver por até três anos ou mais e pode ser capaz de colocar o meio milhão de ovos ou mais, em sua vida. No pico da estação de procriação, ao final da primavera para o verão, uma boa rainha pode ser capaz de colocar 3.000 ovos em um dia, mais do que seu próprio peso corporal. Isso em uma condição excepcional no entanto; uma rainha prolífica pode em um pico por 2.000 ovos por dia, mas uma rainha média pode colocar apenas 1.500 ovos por dia. Uma rainha é gerada a partir de um ovo de uma operária normal, mas a larva é alimentada com uma quantidade maior de geléia real, do que uma abelha operária normal, resultando em um crescimento e metamorfose radicalmente diferente. A rainha influencia a colônia pela produção e disseminação de uma variedade de feromônios ou "substâncias rainha". Um desses produtos químicos suprime o desenvolvimento de ovários em todas as abelhas operárias fêmeas na colmeia e as impede de colocar ovos.

#### Acasalamento da rainha
A rainha emerge de sua célula de cria após 15 dias de desenvolvimento e ela permanece na colmeia por 3-7 dias antes de se aventurar em um voo de acasalamento. O voo de acasalamento é também conhecido como 'voo nupcial'. Sua primeira orientação de voo pode durar apenas alguns segundos, apenas o suficiente para marcar a posição da colmeia. Os voos subsequentes de acasalamento podem durar de 5 minutos a 30 minutos, e pode acasalar com um certo número de machos em cada voo. Ao longo de vários acasalamentos, possivelmente, ela acasalará com uma dúzia ou mais de zangões, a rainha recebe e armazena o  esperma, numa bolsa interna chamada espermateca,  suficiente para fertilizar centenas de milhares de ovos. Se ela não consegue sair da colmeia para acasalar, seja devido ao mau tempo ou estar presa em parte da colmeia, ela ficará  infértil para gerar abelhas operárias do sexo feminino e tornando-se uma rainha apenas geradora de zangões. A abelhas operárias algumas vezes  matam a rainha que não esta produzindo crias o suficiente, e criam outra rainha. Sem uma rainha pondo ovos adequadamente, a colmeia está condenada.
O acasalamento ocorre a uma certa distância da colmeia e, muitas vezes a várias centenas de metros no ar; acredita-se que isto separa os zangões  mais fortes dos mais fracos, garantindo que apenas os  mais rápidos e mais fortes conseguem transmitir seus genes.

#### Abelhas Operárias

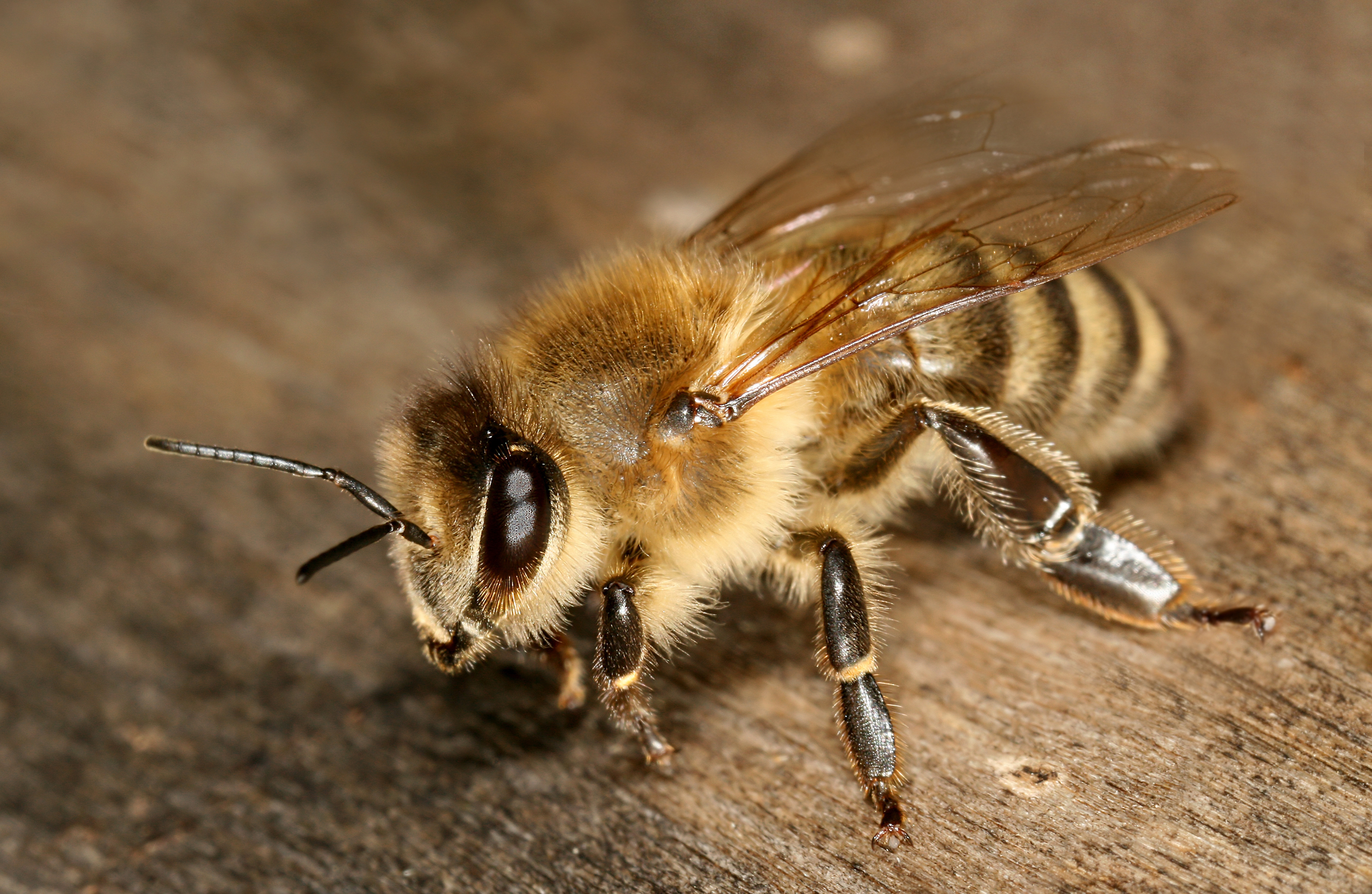
Abelha operária(fêmea) de Apis mellifera carnica

Quase todas as abelhas em uma colmeia são abelhas operárias do sexo feminino. No auge do verão, quando a atividade na colmeia é frenética e trabalho é continuo, a vida de uma abelha operária pode ser tão curta quanto 6 semanas; já no final do outono, quando pouco ou nenhuma cria está tratada e não o néctar sendo colhido, uma jovem abelha pode viver por 16 semanas, durante o inverno.
Ao longo de suas vidas, atividades das abelhas operárias são determinadas pela idade. Para as primeiras semanas de sua vida útil, elas executam tarefas básicas dentro da colmeia: limpar células de cria vazias, retirando as sujeiras e outras tarefas de manutenção, fazendo cera para a construção ou reparação de favos e alimentando larvas. Mais tarde, eles podem ventilar a colmeia ou guardar a entrada. Os trabalhadores mais velhos deixam a colmeia diariamente, se o tempo permitir, para coleta do néctar, pólen, água e própolis.
| Período           | Atividade                                                                           |
| ----------------- | ----------------------------------------------------------------------------------- |
| Dias 1 ao 3       | Limpar células de cria e incubação                                                  |
| Dias 3 ao 6       | Alimentar larvas velhas                                                             |
| Dias 6 ao 10      | Alimentar larvas novas                                                              |
| Dias 8 ao 16      | Receber nectar e pólen das abelhas de campo                                         |
| Dias 12 ao 18     | Fazer cera e construir favos                                                        |
| Dias 14 em diante | Guardar a entrada; coletar néctar, pólen, água e própolis; roubo de outras colmeias |

#### Zangões

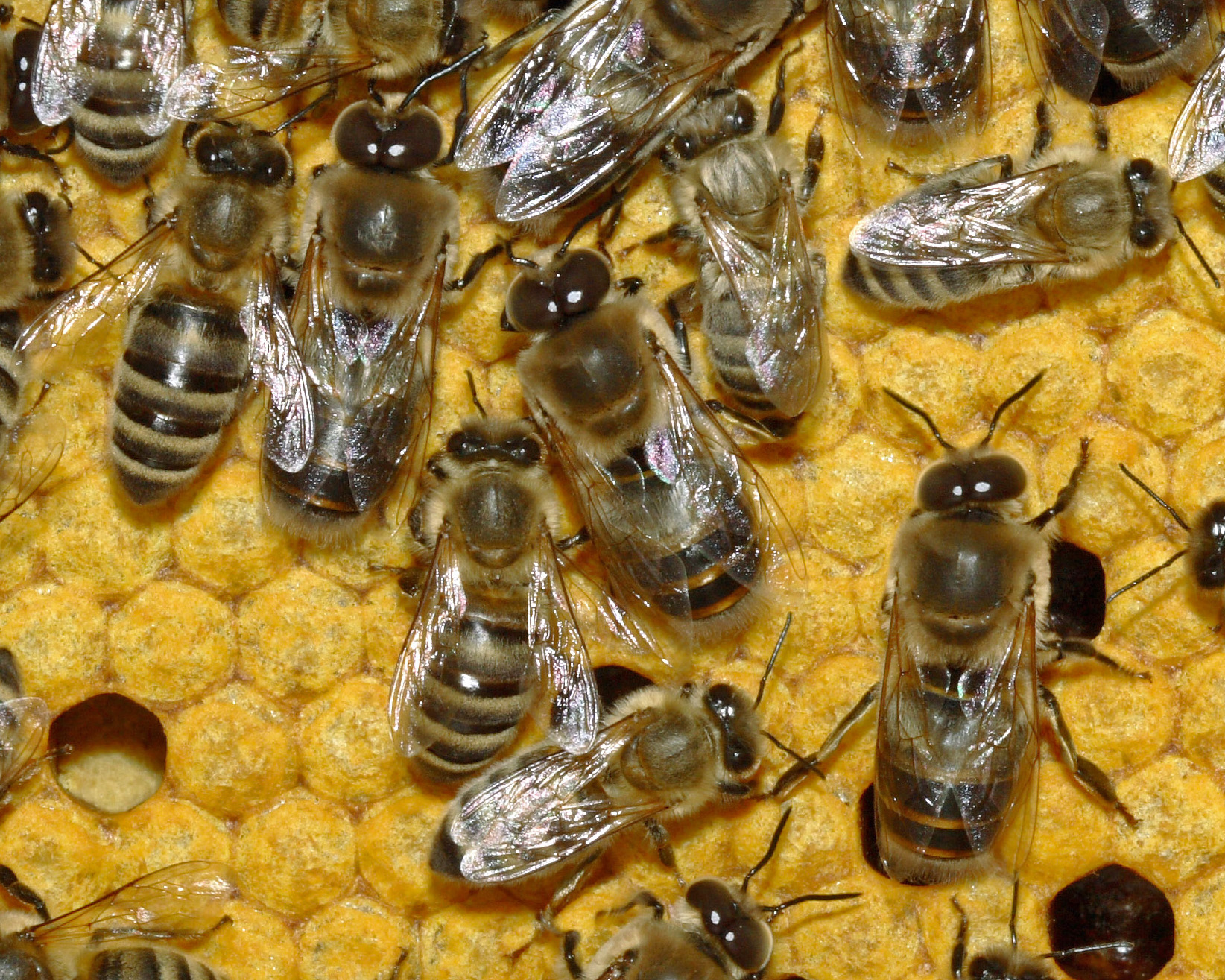
Zangão de corpo grande comparado a uma pequena abelha operária

Os zangões são as maiores abelhas na colmeia (exceto pela rainha), é quase duas vezes o tamanho de uma abelha operária. Eles não trabalham, não coletam pólen ou néctar, são incapazes de ferroar e não têm outra função conhecida além de acasalar com novas rainhas e fertilizá-las em seus voos de acasalamento. Uma colônia de abelhas geralmente começa a criar zangões algumas semanas antes de construir células de rainha de forma que possam nascer antes das rainhas ou para prepararem-se para enxameamento. Quando a temporada de criação de rainhas acabou, abelhas em climas mais frios, expulsão os zangões para fora da colmeia para morrer, mordendo e rasgando suas pernas e asas.

### Diferentes estágios de desenvolvimento
| Estágio de desenvolvimento | Rainha  | Operária | Zangão  |
| -------------------------- | ------- | -------- | ------- |
| Ovo                        | 3 dias  | 3 dias   | 3 dias  |
| Larva                      | 8 dias  | 10 dias  | 13 dias |
| Célula coberta             | dia 8   | dia 8    | dia 10  |
| Pupa                       | 4 dias  | 8 dias   | 8 dias  |
| Total                      | 15 dias | 21 dias  | 24 dias |

### Estrutura de uma colônia de abelhas
Uma colônia de abelhas domesticadas é normalmente alojadas em uma colmeia feita de uma caixa retangular em que oito a dez caixilhos paralelos (no caso da colmeia Langstroth) que abrigam as placas verticais de favos que contêm os ovos, larvas, pupas e alimentos para a colônia. Se fôssemos cortar uma seção transversal vertical através da colmeia de lado a lado, o ninho ou a área de criação apareceria como uma bola oval medindo aproximadamente 5-8 caixilhos e os dois caixilhos externos em cada lado da colmeia tendem a ser utilizados exclusivamente para o armazenamento de longo prazo de mel e pólen.
Dentro da câmara de criação central, um único caixilho de favo tem, tipicamente, um disco central de ovos, larvas e células de cria seladas que podem estender-se quase até as extremidades do caixilho. Imediatamente acima da ninhada forma-se um arco de células preenchidas com pólen que se estende de um lado para outro, e mais acima um arco mais amplo de células cheias de mel estende até o topo do caixilho. O pólen é um alimento rico em proteínas para o desenvolvimento de larvas, enquanto que o mel também é alimento mas primariamente rico em energia em vez de proteína rica. As abelhas enfermeiras que cuidam da prole em desenvolvimento secretam um alimento especial chamado 'geleia real' depois de alimentar-se de mel e pólen. A quantidade de geleia real que uma larva é alimentada, determina se ela se desenvolve em uma abelha operária ou em uma rainha.
Além do mel armazenado dentro dos caixilhos de cria centrais, o mel excedente abelhas armazenam nos caixilhos acima do ninho de criação. Em colmeias modernas o apicultor coloca caixas separadas, chamadas "melgueiras", acima da caixa de ninho, em que é fornecida uma série de favos mais curtos para o armazenamento de mel. Isso permite ao apicultor remover algumas das melgueiras no final do verão, para extrair a colheita de mel excedente, sem danificar a colônia de abelhas e seu ninho de criação abaixo. Caso todo o mel for colhido, incluindo a quantidade de mel necessária para sobreviver no inverno, o apicultor deve substituir essas provisões, alimentando as abelhas com açúcar ou xarope de milho no outono.

### Ciclo anual de uma colônia de abelhas
O desenvolvimento de uma colônia de abelhas segue um ciclo anual de crescimento que começa na primavera com uma rápida expansão do ninho de criação, logo que o pólen está disponível para a alimentação das larvas. Alguns casos a produção de ninhada pode começar ainda no inverno, mesmo em um inverno frio, mas a reprodução acelera para um pico no final do outono, produzindo uma abundância de abelhas coletoras em sincronia com o maior disponibilidade de néctar na região. Cada raça de abelhas programa este ciclo de crescimento de maneira ligeiramente diferente, dependendo do pico de floração na flora de sua região original. Algumas regiões da Europa têm dois picos de disponibilidade de néctar: uma no final da primavera e outra no final de outono. Outras regiões têm apenas um único pico de néctar. A habilidade do apicultor reside em predizer quando o pico de néctar irá ocorrer em sua área e na tentativa de assegurar que suas colônias atinjam uma população máxima de colhedoras, exatamente no momento certo.
O fator chave neste processo é a prevenção ou gestão hábil do impulso de enxameamento. Caso uma colônia enxameie de forma inesperada e o apicultor não consegue capturar o enxame resultante, é provável que ele colha significativamente menos mel da colmeia que, por ela tenha perdido metade de suas abelhas operárias em um único golpe. No entanto, ele pode usar o impulso enxameamento para produzir uma nova rainha, mas manter todas as abelhas na colônia juntas, assim ele maximiza suas chances de uma boa colheita. Leva muitos anos de aprendizado e experiência para ser capaz de gerenciar todos estes aspectos com sucesso, embora devido a circunstâncias variáveis muitos iniciantes, muitas vezes conseguem uma boa colheita de mel.

## Formação de novas colônias

### Reprodução na colônia: enxameação e substituição

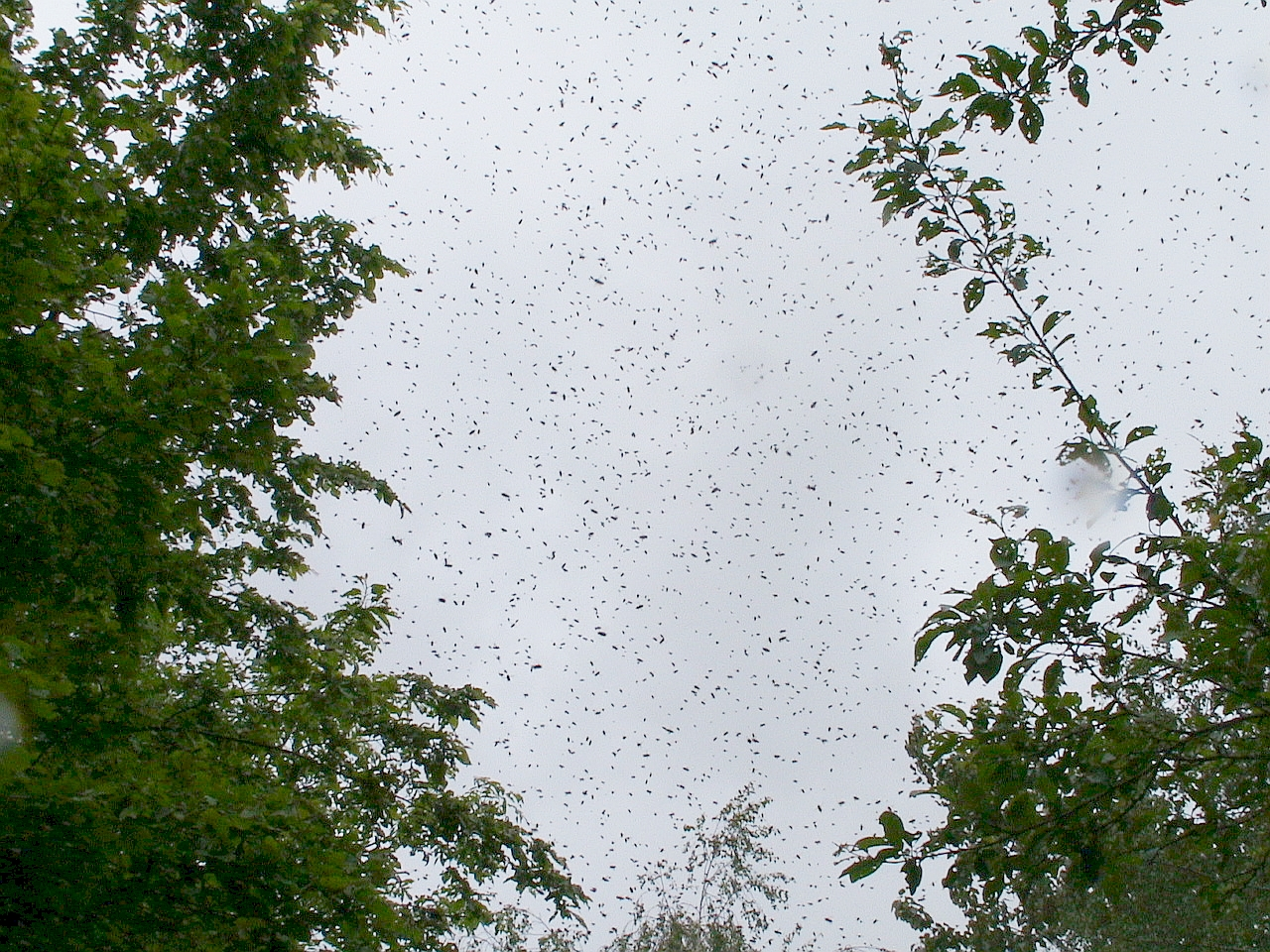
Um enxame preparando para pousar

Todas as colônias são totalmente dependentes de sua rainha, que é a única a por ovos. No entanto, mesmo as melhores rainhas vivem apenas alguns anos, normalmente um ou dois anos de longevidade. Uma rainha pode escolher se quer ou não para fertilizar um óvulo, enquanto ela coloca-o; se ela o fecunda se desenvolve em uma abelha operária fêmea; se ela põe um ovo não fertilizado este se torna um zangão do sexo masculino. Ela decide qual o tipo de ovo para que vai colocar dependendo do tamanho da células abertas que ela encontra no favo. Em uma pequena célula operária ela coloca um ovo fertilizado; Se ela encontra uma célula maior de zangão, ela põe um ovo não fertilizado zangão.
Por todo o tempo que a rainha é fértil e coloca ovos ela produz uma variedade de feromônios, que controlam o comportamento das abelhas na colmeia. Estes são comumente chamados de substâncias da  rainha, mas existem vários feromônios com diferentes funções. Com a idade, a rainha começa a acabar o esperma armazenado, e seus feromônios começam a falhar. Inevitavelmente, a rainha começa a enfraquecer, e as abelhas decidem substituí-la através da criação de uma nova rainha de um de seus ovos de abelhas operárias. Elas também podem fazer isso porque ela foi danificada (perdeu uma perna ou uma antena), porque ela não tem mais do esperma e não pode pôr ovos fertilizados (tornou-se uma rainha geradora de zangões) ou porque seus feromônios diminuíram ao ponto onde eles não podem controlar todas as abelhas na colmeia.
Nesta conjuntura, as abelhas produzem uma ou mais células de rainha, modificando células de operárias existentes que contêm um óvulo feminino normal. No entanto, as abelhas seguem dois comportamentos distintos:
1. Substituição: a substituição da rainha da colmeia sem a enxameação
2. Produção de células para enxameação: a divisão da colmeia em duas colônias por a enxameação

Diferentes subespécies de  Apis mellifera  exibem diferentes características de enxameação que refletem sua evolução em diferentes ecótopos do continente europeu. Em geral, as raças negras mais setentrionais são ditas que enxameiam menos e substituem mais, e que as variedades amarelas e cinzentas mais ao sul são ditas que enxameiam mais freqüentemente. A verdade é complicada por causa da prevalência de cruzamentos e hibridização das subespécies e algumas opiniões diferem disto.
A substituição é altamente valorizada como um traço comportamental por apicultores, porque uma colmeia que substitui a sua antiga rainha não enxameiam e assim nenhum estoque é perdido; ele apenas criam uma nova rainha e permite que a antiga enfraqueça e suma, ou alternativamente, ela é morta quando a nova rainha emerge. Quando substituindo uma rainha, as abelhas produzem apenas uma ou duas células de rainha, caracteristicamente, no centro da face de um favo de cria.
Na enxameação, por outro lado, um grande número de células reais são criadas, normalmente uma dúzia ou mais e estes estão localizados em torno das bordas de um favo de cria, na maioria das vezes nas laterais e no fundo.

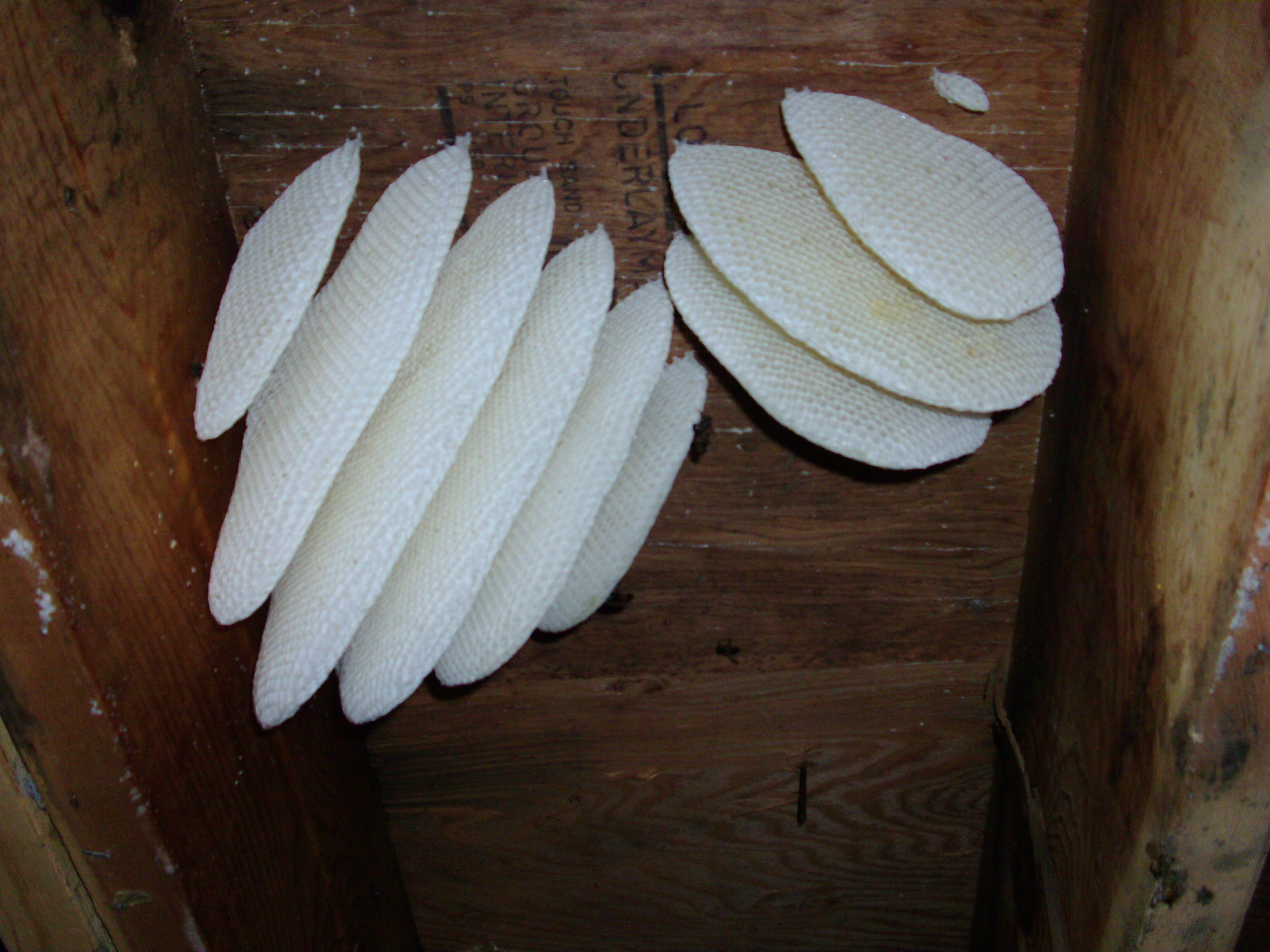
Favos de cera novos feito no assoalho de uma casa

Uma vez que ambos os processos já começaram, a velha rainha normalmente deixa a colmeia com a eclosão das primeiras células rainha. Ela deixa acompanhada por um grande número de abelhas, predominantemente jovens (secretoras de cera), que formam a base da nova colmeia. Abelhas batedoras são enviados a partir do enxame para encontrar um local adequado, árvores ocas ou fendas de rochas. Assim que um local é encontrado, todo enxame se move para ele. Em questão de horas, elas constroem novos favos de cera de cria, usando os estoques de mel que as abelhas jovens se alimentaram antes de deixar a velha colmeia. Somente abelhas jovens podem secretar cera dos segmentos abdominais especiais, sendo por isso que enxames tendem a conter as abelhas mais jovens. Muitas vezes, um número de rainhas virgens acompanham o primeiro enxame e a rainha velha é substituída assim sua filha rainha acasala e começa a postura. Caso contrário, ela é rapidamente substituída na nova casa.

### Fatores que desencadeiam o enxameamento

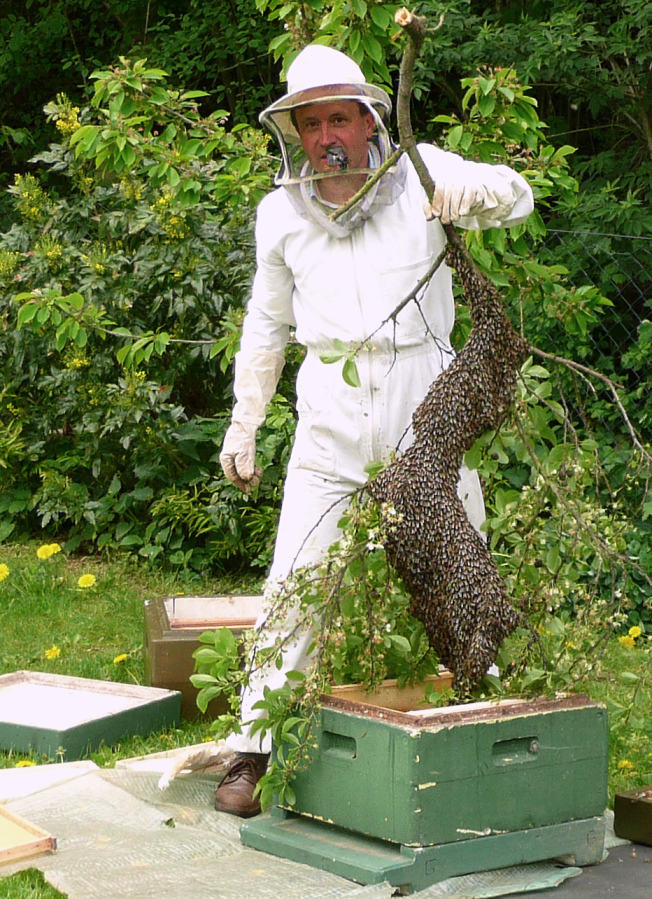
Apicultor colocando um enxame, então pousado em galho, em uma nova caixa

É geralmente aceito que uma colônia de abelhas não enxame até que tenham completado todos os seus favos de cria, ou seja, preenchido todo o espaço disponível com ovos, larvas, e ninhada. Isso geralmente ocorre no final da primavera num momento em que as outras áreas da colmeia estão rapidamente sendo preenchidas com estoques de mel. Um fator chave do instinto de enxameação é quando a rainha não tem mais espaço para colocar ovos e a população da colmeia está se tornando muito congestionada. Sob essas condições, um enxame primário pode ser emitido com a rainha, resultando em uma redução para a metade da população dentro da colmeia, deixando a antiga colônia com um grande número de abelhas para incubação. A rainha que deixa encontra-se em uma nova colmeia sem ovos e sem larvas mas muitas abelhas energéticas jovens que criam um novo conjunto de favos de cria do zero em um tempo muito curto.
Outro fator importante na enxameação é a idade da rainha. Aquelas com menos de um ano de idade é improvável que enxameiam a menos que a colmeia esteja extremamente lotada, enquanto rainhas mais velhas têm predisposição enxameação.
Apicultores monitoram suas colônias com cuidado na primavera e prestam atenção para o aparecimento de células rainha, que são um sinal dramático que a colônia está determinada a enxamear.
Quando uma colônia decidiu enxamear, as células rainha são produzidas em números variados de uma dúzia ou mais. Quando a primeira destas células rainha é selada após oito dias de alimentação larval, uma rainha virgem vira pupa e é esperado emergir sete dias mais tarde. Antes de sair, as abelhas operárias enchem seus estômagos com mel, em preparação para a criação de novos favos de mel em um novo lar. Esta carga de mel também faz um enxame de abelhas menos dispostos a ferroar. Um enxame recém emitido é visivelmente dócil por até 24 horas e muitas vezes é capaz de ser tratado por um apicultor sem luvas ou véu.

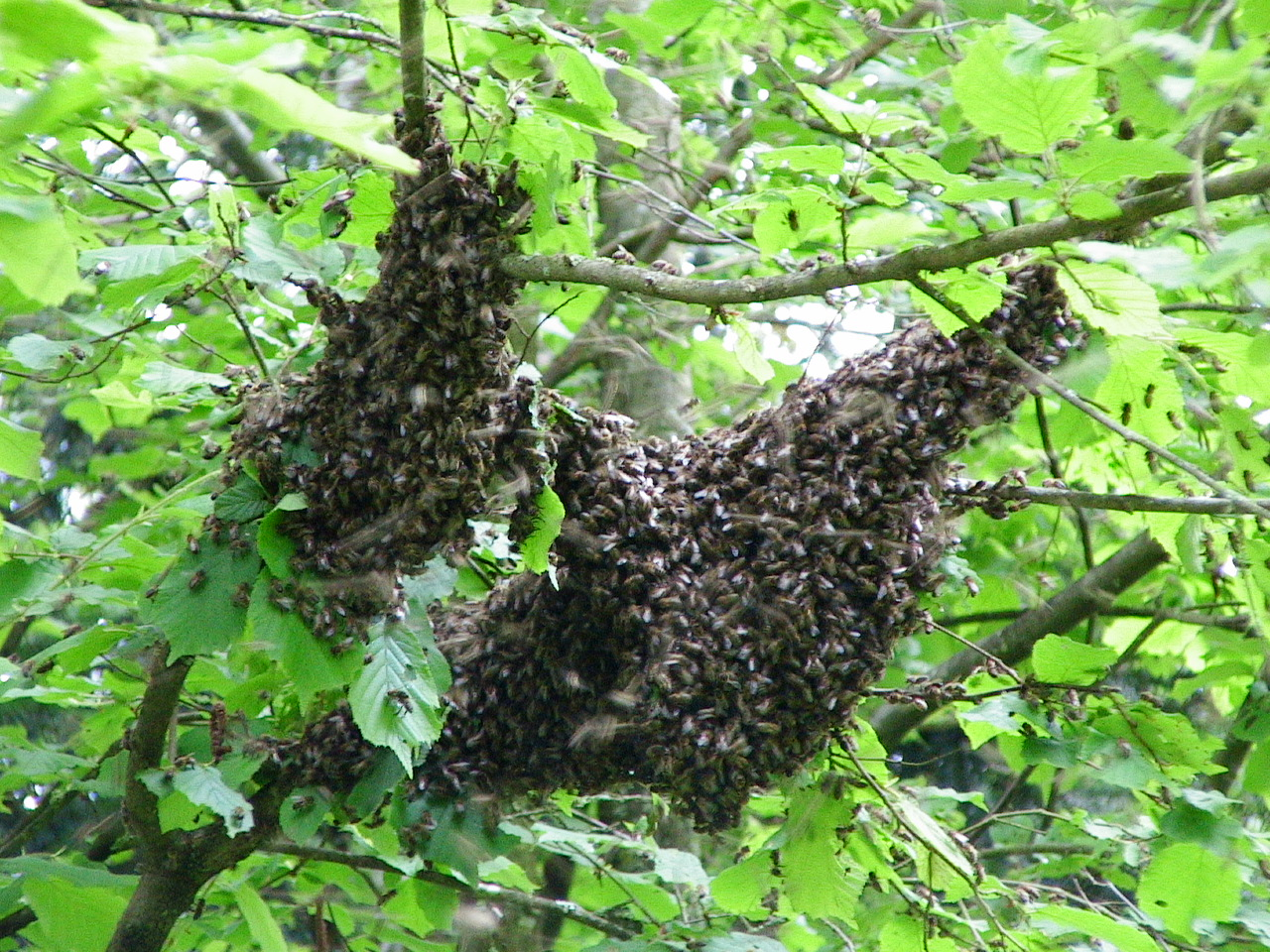
Um enxame pousado em ganho de árvore

Este enxame procura abrigo. Um apicultor pode capturá-lo e coloca-lo em uma nova da colmeia, ajudando atender a essa necessidade. Caso contrário, ele retorna a um estado selvagem, caso ele encontre um abrigo em uma árvore oca, um buraco nas rochas, uma chaminé abandonada, ou mesmo atrás de persianas.
De volta à da colmeia original, a primeira rainha virgem que sai da sua cela, imediatamente procura matar todas as suas rainhas rivais que ainda estão  a emergir. Normalmente, no entanto, as abelhas deliberadamente impedem-la de fazer isso, nesse caso, ela também leva um segundo enxamear da colmeia. Enxames sucessivos são chamados de 'pós-enxames' que podem ser muito pequenos, muitas vezes com apenas um milhar de abelhas-em oposição a um enxame primário que pode conter até dez a vinte mil abelhas.
Um pequeno pós-enxame tem menos chance de sobrevivência e pode ameaçar a sobrevivência da colmeia original, se o número de indivíduos que resta é insustentável. Quando uma colmeia enxameia apesar dos esforços de prevenção do apicultor, uma boa prática de gestão é dar a colmeia reduzida alguns quadros de ninhada aberta com ovos. Isto ajuda a repor a colmeia de forma mais rápida e dá uma segunda oportunidade para levantar uma rainha, se houver uma falha de acasalamento.
Cada raça ou subespécie de abelha melífera tem suas próprias características de enxameação. Abelhas italianas são muito prolíficas e inclinadas a enxamear; abelhas negras do norte da Europa têm uma forte tendência a substituir a sua velha rainha sem enxameação. Estas diferenças são o resultado de diferentes pressões evolutivas nas regiões onde cada subespécies evoluiu.

### Enxameamento artificial
Quando uma colônia perde acidentalmente sua rainha, que é chamada de "colmeia sem rainha". As abelhas operária percebem que a rainha está ausente depois de pouco tempo, que pode ser em menos de uma hora, enquanto seus feromônios desaparecem na colmeia. A colônia não pode sobreviver sem uma rainha fértil mantendo uma postura dos ovos para renovar a população, então as abelhas operárias selecionam células que contenham ovos com idade inferior a três dias e ampliam essas células drasticamente para formar "células de emergência". Estas são semelhantes a grandes estruturas na forma de amendoim com uma  polegadas de comprimento (25,4 mm) que fixam no centro ou do lado dos favos. A larva em uma célula de desenvolvimento de uma rainha é alimentada de forma diferente de uma abelha operária comum; além do mel normal e pólen, ela recebe uma grande quantidade de geléia real, um alimento especial segregado por abelhas enfermeira jovens nas glândulas hipofaríngeas. Este alimento especial modifica drasticamente o crescimento e desenvolvimento da larva de modo a que, após a metamorfose e pupa, emerge a partir da célula como uma abelha rainha. A rainha é a única abelha em uma colônia que tem ovários completamente desenvolvidos, e ela segrega um feromônio que suprime o desenvolvimento normal dos ovários em todas as abelhas operárias.
Apicultores usam a capacidade das abelhas para produzir novas rainhas para aumentar suas colônias em um procedimento chamado divisão de uma colônia. Para fazer isso, eles removem vários favos de uma colmeia saudável, tendo o cuidado de deixar a velha rainha para trás. Estes caixilhos devem conter ovos ou larvas com menos de três dias de idade e devem estar cobertos por jovens abelhas enfermeiras, que cuidam da ninhada e mantêm ela aquecida. Estes favos de cria e as abelhas enfermeiras assistentes são então colocados em uma pequena 'colmeia núcleo' com outros favos contendo mel e pólen. Assim que as abelhas enfermeiras encontrarem-se nesta nova colmeia e perceberem que têm nenhuma rainha, iniciam a construção de células de emergência usando os ovos ou larvas que têm nos favos do novo núcleo.

## Comunicação entre abelhas
Entre os insetos sociais a comunicação é particularmente importante: é em fator de coesão a coordenação das ações do grupo. As abelhas se comunicam por contato (através do contato das antenas), quimicamente (por meio da emissão de feromônio) e através das danças.

### Comunicação pelo contato da antena
Abelhas controlam aspectos importantes do seu comportamento social através da antena direita. Pesquisadores demonstraram que nas abelhas há um fenômeno lateralização do sistema nervoso relacionado ao comportamento social. Para testar a hipótese de que a lateralização dos centros nervosos das antenas também envolvem comportamentos sociais, os pesquisadores removeram uma das duas antenas em algumas abelhas, e então as reinseriram em seu ambiente e observaram o comportamento. Verificou-se que as abelhas que tinham permanecido com a antena direita poderiam entrar em contato com a outra mais rapidamente do que a que possuía apenas a antena do lado esquerdo, interagindo de um modo mais positivo, por exemplo, com a extensão tromba característica. Os insetos que haviam sido removidos a antena direita estavam mais propensos a apresentar um comportamento agressivo, muitas vezes mostrando o aguilhão e a mandíbula as outras abelhas, mesmo para aqueles de suas colmeias. Estas observações abriram a porta para estudos sobre a existência de uma lateralização também ligadas a outras formas de comportamento social das abelhas, por exemplo, a dança da comunicação, o que poderia beneficiar deste fenómeno.

### Comunicação pelo feromônio
A glândula Nasanoff está localizada na superfície dorsal do abdómen das abelhas, e produz um feromônio com múltiplas funções. É usado para marcar a entrada da colmeia, ou um lugar interessante como fonte de néctar, ou água, ou um lugar de interrupção temporária da enxameação. Para espalhar o feromônio, abelhas expôem seu abdômen e o movem no ar ao seu entrono, junto com o bater das asas. O cheiro do feromônio orienta outras trabalhadoras.
Tendo um papel chave na vida da colônia, a rainha emite quantidades consideráveis de feromônio, de vários tipos. Eles distinguem os produzidos pelas glândulas mandibulares, a partir das glândulas abdominais e aqueles emitidos a partir da extremidade das pernas. O feromônio mandibular é composto por 5 compostos que são ativos apenas quando juntos. O feromônio mandibular está espalhado por todo o corpo da rainha em contato com os trabalhadores. É rapidamente difundida na colmeia através da troca de alimentação, o contato entre indivíduos e devido à sua volatilidade. A principal função deste feromônio é inibir a criação de rainhas. Quando a rainha envelhece sua produção de feromônio mandibular diminui, e quando ele morre aos trabalhadores construir as células reais, tendo em vista a sua substituição.

### Comunicação pela dança das abelhas

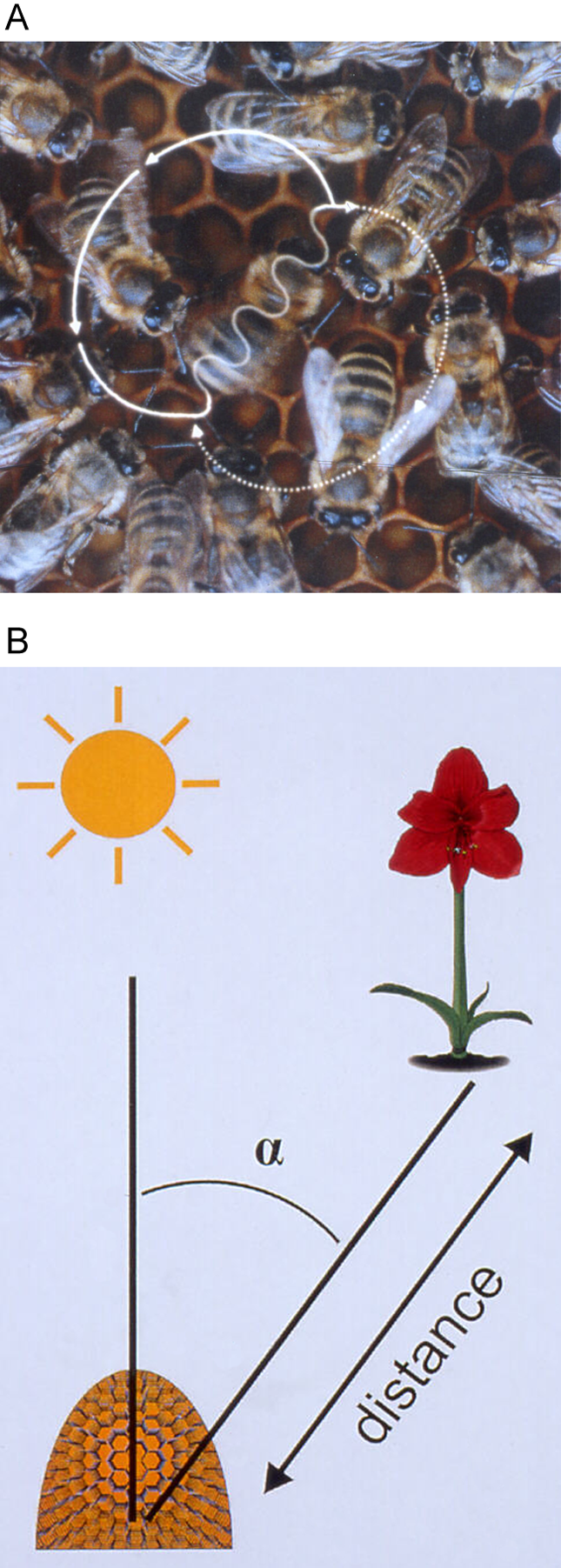
Figura da dança em forma de oito da abelha (Apis mellifera). Um trecho da dança orientado 45 ° à direita da linha vertical do favo (A) indica uma fonte de alimento a 45 ° à direita da direção do sol fora da colmeia (B). O abdômen da dançarina aparece borrado por causa do movimento rápido de um lado para o outro

A abelha comunica a localização, extensão e natureza das fontes de néctar através de uma dança em forma de 8 (oito), realizado com taxas diferentes, dependendo da distância e direção da fonte de alimento da colmeia.
- Dança para uma fonte dentro de 100 metros

Uma abelha coletora retornando para a colmeia de uma área de coleta onde acaba de descobrir, a 60 ° na direção do sol,  sobre os favos de mel ela empurra os trabalhadores, levando-os a provar seu néctar e sentir o cheiro da qual ela mesma é impregnado. Então ela começa a descrever círculos concêntricos em torno de uma célula do favo. Agora, sabendo o gosto e o cheiro de néctar, a partir desta apresentação, sabem também que ele está localizado a menos de 100 metros de distância, outras abelhas operárias coletoras vão encontrar rapidamente a fonte, apesar de não ter qualquer indicação de direção.
- Dança para uma fonte distante

Neste caso, a abelha é orientada em relação à direção do sol. Além dos dois olhos compostos, a abelha tem, no topo da cabeça, os outros três ocelos, olhos simples sensíveis à luz polarizada, o que lhe permitirá encontrar o sol através das nuvens. Como no outro caso, a abelha operária coletora inicia uma dança, sobre os favos de mel, mas faz uma dança diferente.
Começa com um semicírculo, em seguida, ele se dirige em direção ao seu ponto de partida ao longo de uma linha reta; de volta para ponto de partida a inicia um outro semicírculo, mas no sentido oposto, ao completa-lo volta em uma linha reta  ao ponto de partida e recomeça com o primeiro semicírculo e assim por diante. Ela descreve desta forma um 8 (oito), com um circuito a esquerda e outro a direita,  que é um movimento de dança completo. Ao longo da linha da dança reta ela agita o abdômen para a direita e para a esquerda e golpeia as companheiras. A direção desta reta indica a direção da fonte de alimento.
A direção e a duração dos ciclos de dança estão estreitamente correlacionadas com a direção e a distância do recurso que está sendo anunciado pela abelha que dança. O recurso pode incluir a localização de uma fonte de alimento ou um local de nidificação potencial, para abelhas que se desenvolvem em cavidades, como Apis mellifera ou Apis nigrocincta. As flores que estão localizados diretamente em linha com o sol são representados por danças no sentido ascendente sobre os favos verticais, e qualquer ângulo para a direita ou para a esquerda do sol é codificada por um ângulo correspondente à direita ou à esquerda do sentido ascendente . A distância entre a colmeia e o alvo é codificada na duração dos ciclos da dança. Quanto mais longe o alvo mais longo e o ciclo da dança.
Imagine que uma abelha inicia uma dança em um determinado ponto sobre um favo que está na vertical na colmeia, e que a linha vertical que passa por este ponto em direção ao teto da colmeia  sempre representa a posição atual do sol para as abelhas durante esta dança.
O trecho reto da dança da abelha onde ela onde a abelha volta ao ponto inicial e reinicia no semicírculo oposto, representa a direção da fonte de alimento com relação ao sol que está na linha vertical:
Se a fonte de alimento está na direção do sol, a abelha passa de baixo para cima numa linha reta;
Se a fonte de alimento está localizado a 30 ° a direita, em relação à direção do sol, a abelha vai descrever uma linha reta inclinada de 30 ° para a direita em relação à vertical, atravessado de baixo para cima;
Se a fonte de alimentação é no sentido oposto ao do sol, a trajetória da abelha será a partir de cima para baixo.
A distância é indicada pela velocidade da dança: quanto mais rápido é, mais próximo está a fonte.
Então, em 15 segundos a abelha irá realizar 9 ou 10 danças em forma de “8” (oito) para indicar um recurso localizado dentro de um raio de cerca de 100 m, neste mesmo tempo ela executa 6 danças para uma distância de 500 m, e apenas 2 danças para uma fonte a 5000 m.

## Doenças, parasitas e infestações e envenenamento das abelhas
Os agentes comuns de doenças que afetam as abelhas adultas incluem fungos, bactérias, protozoários, viroses, parasitas, e venenos. Os sintomas visíveis exibidos por abelhas adultas afetadas são muito semelhantes, qualquer que seja a causa, o que torna difícil para o apicultor, em muitos casos, determinar as causas dos problemas, sem identificação microscópica de microrganismos ou análise química dos venenos. Desde 2006 perdas de colônias pela síndrome de colapso das colônias aumentou em todo o mundo, embora as causas da síndrome são, até agora, desconhecidas. Nos EUA, os apicultores comerciais tem aumentado o número de colmeias para compensar as maiores taxas de perdas.

### Parasitas

#### Ectoparasitas (parasitas externos)
- Varroa destructor, ácaro que parasita a abelha Apis mellifera.
- Tropilaelapsose, ácaro que parasita diversas espécies de abelhas:
  - Tropilaelaps clareae, ataca as abelhas Apis mellifera, Apis cerana, Apis florea e Apis laboriosa
  - Tropilaelaps koenigerum, ataca as abelhas Apis laboriosa e Apis dorsata.
- Piolho da abelha, causado pelo  Braula coeca que ataca a abelha Apis mellifera.
- Acarapis dorsalis, (Ácaro dorsal das abelhas) é um parasita externo das abelhas, infectando o sulco dorsal do tórax de uma abelha.
- Acarapis externus, (Ácaro externo das abelhas) é um parasita externo das abelhas, infectando a região do pescoço de abelhas.

#### Endoparasitas (parasitas internos)
- Ácaro traqueal, ataca a traqueia das abelhas, ácaro Acarapis woodi.

### Infestação por insetos
- Pequeno besouro da colmeia, larvas do besouro Aethina tumida que infestam a colmeia e destroem os favos.
- Traça da cera, infestação de larvas que destroem os favos das colmeias, é  causada principalmente por dois gêneros de traças, conhecidas como traça pequena da cera (Achroia grisella) e a traça grande da cera (Galleria mellonella) que são genericamente chamadas de  pelos apicultores como traça da cera.

### Doenças fúngicas
- Nosemose, doença causada pelo fungo Nosema apis que infecciona o intestino das abelhas Apis mellifera.
- Ascoferiose ou cria giz, doença causada pelo fungo Ascosphaera apis que infecciona o intestino das larvas das abelhas.
- Aspergilose apícola ou cria pedra, doença causada pelo fungo do gênero Aspergillus que infecciona o intestino das larvas das abelhas, mumificando-as.

### Doenças bacteriológicas
- Cria Pútrida Americana ou Loque Americana, doença altamente infecciosa e destrutiva, causada pelo bacilo Paenibacillus larvae que infecciona as larvas das abelhas com até 3 dias.
- Cria Pútrida Europeia ou Loque Europeia, doença infecciosa e mas não muito destrutiva, causada pelo bacilo Melissococcus pluton que infecciona as larvas e pupas das abelhas.
- Wolbachia é uma bactéria que infecta os insetos em geral, e pode atacar as abelhas melíferas. Não a indícios de perdas significativas em abelhas.

### Doenças virais

#### Grupo Cripaviridae
- Vírus da paralisia crônica das abelhas

Síndrome 1 Tremores anormais das asas e do corpo ocorrem. As abelhas não podem voar, e muitas vezes rastejar no chão e até hastes da planta. Em alguns casos, as abelhas rastejantes podem ser encontradas em grandes números (1000 +). As abelhas se juntam no topo do cacho ou nas barras superiores da colmeia. Eles podem ter abdômen inchado devido à distensão do saco de mel. As asas estão parcialmente espalhadas ou deslocadas.
Síndrome 2 As abelhas afetadas são capazes de voar, mas são quase sem pelos. Eles aparecem escuros ou pretos e parecem menores. Têm um abdômen relativamente largo. Eles são muitas vezes mordiscados por abelhas mais velhas na colônia e isso pode ser a causa da falta de pelos. Eles são impedidos na entrada para a colmeia pelas abelhas guardas. Poucos dias após a infecção, começa a tremer. Eles então ficam sem voo e logo morrem. Em 2008, o vírus da paralisia crônica das abelhas foi relatado pela primeira vez em Formica rufa e outra espécie de formiga, Camponotus vagus.

#### Grupo Dicistroviridae
- Vírus da paralisia aguda das abelhas

O vírus da paralisia aguda das abelhas é considerado um agente infeccioso comum das abelhas. Pertence à família Dicistroviridae, assim como o vírus da paralisia aguda de Israel, vírus da abelha de Caxemira e o vírus da rainha negra. É freqüentemente detectado em colônias aparentemente saudáveis. Aparentemente, este vírus desempenha um papel nos casos de distúrbio do colapso da colônias de abelhas infestadas com o parasita Varroa destructor.
- Vírus da paralisia aguda israelense

Um vírus descrito em 2004 é conhecido como o vírus de paralisia aguda israelense (sigla em inglês IAPV). O vírus é nomeado devido ao local onde foi identificado pela primeira vez , o seu local de origem real é desconhecido. O vírus de paralisia aguda israelense tem sido sugerido como marcador associado ao distúrbio do colapso da colônias.
- Vírus da abelha de Caxemira

Vírus da abelha de Caxemira está relacionada com os vírus anteriores. Recentemente descoberto, atualmente é identificável positivamente apenas por um teste de laboratório. Pouco se sabe sobre isso ainda.
- Vírus da rainha negra

O vírus da rainha negra faz com que a larva da rainha se torne negra e morra. Acredita-se que esteja associada a Nosemose.
- Vírus da asa nublada

O vírus da asa nublada é um pequeno vírus icosaédrico comumente encontrado em abelhas, especialmente em colônias em colapso infestadas por Varroa destructor, fornecendo evidência circunstancial de que o ácaro pode atuar como um vetor.
- Cria ensacada, doença causa pelo vírus Morator aetatulas do tipo picornavírus que afeta as larvas das abelhas, levando a morte.

#### Grupo Iflaviridae
- Vírus da asa deformada

O vírus da asa deformada (VAD) é o agente causador das deformidades das asas e outras malformações corporais tipicamente observadas em colônias de abelhas que são fortemente infestadas com o ácaro parasítico Varroa destructor. O VAD faz parte de um complexo de estirpes/espécies de vírus estreitamente relacionadas que também inclui o vírus Kakugo, Varroa destructor vírus 1 e o vírus da abelha do Egito. Esta deformidade pode ser claramente vista nas asas da abelha melífera na imagem. As deformidades são produzidas quase exclusivamente devido à transmissão VAD por Varroa destructor quando parasita pupas. As abelhas adultas infectadas permanecem sem sintomas, embora exibam mudanças comportamentais e reduzam a expectativa de vida. As abelhas deformadas são rapidamente expelidas da colônia, levando a uma perda gradual de abelhas adultas para manutenção de colônias. Se essa perda for excessiva e não puder mais ser compensada pela emergência de abelhas saudáveis, a colônia diminui rapidamente e morre.
- Vírus Kakugo

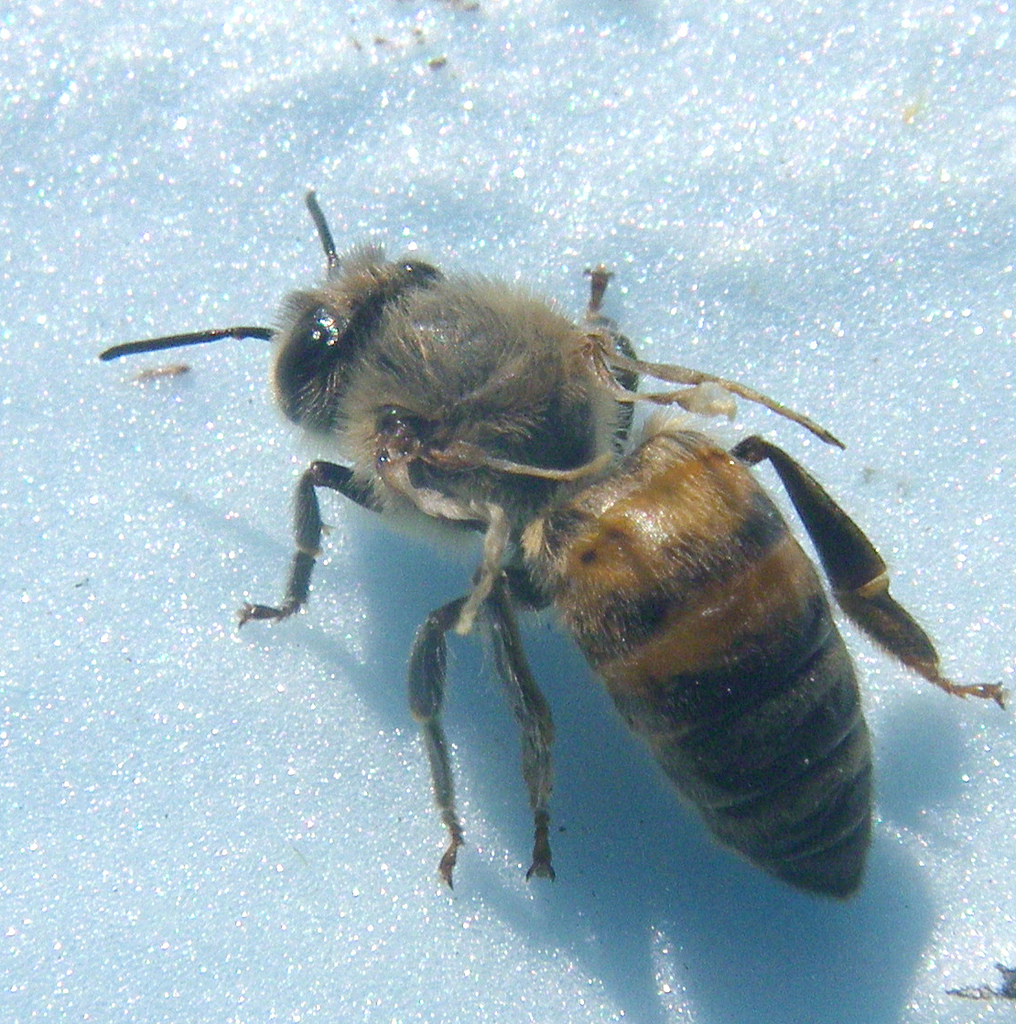
Abelha melífera com as asas deformadas

O vírus Kakugo é um iflavirus infectando abelhas; o ácaro Varroa destructor pode mediar sua prevalência.

#### GrupoIridoviridae
- Vírus iridescente invertebrado tipo 6

Aplicando ferramentas de rastreamento de patógenos baseadas em proteômica em 2010, os pesquisadores anunciaram que haviam identificado uma co-infecção de um iridovírus; especificamente o vírus invertebrado iridescente tipo 6 (IIV-6) e Nosema ceranae em todas as colonias com distúrbio do colapso das colonias amostradas. Com base nessa pesquisa, o New York Times reportou que o mistério do colapso das colonias foi resolvido, citando pesquisador Dr. Bromenshenk, um co-autor do estudo, "O  vírus e o fungo estão ambos presentes em todas estas colonias colapsadas." Evidência para esta associação, entretanto, permanece mínima E vários autores têm contestado a metodologia original usada para associar a distúrbio do colapso das colonias com IIV-6.

#### Grupo Secoviridae
- Vírus da mancha anelar do tabaco

O RNA do vírus da mancha anelar do tabaco, é principalmente um patógeno vegetal, mas pode infectar abelhas através de pólen infectado.
- Vírus do Lago Sinai

Os genomas do vírus do Lago Sinai (VLS ou do inglês LSV) foram montados e foram descobertos três domínios principais: Orf1, RNA-polimerase RNA-dependente e sequências de proteínas da cápside. O LSV1, LSV2, LSV3, LSV4, LSV5 e LSV6 são descritos. O LSV é detectado em abelhas, ácaros e pólen, apenas replica ativamente em abelhas melíferas e abelhas do gênro Osmia (Osmia cornuta) e não no ácaro Varroa destructor.

## Normalização na apicultura
Nos últimos anos várias normas foram publicadas no Brasil pela ABNT(Associação Brasileira de Normas Técnicas) com o objetivo de padronização, de aumentar a produtividade e a qualidade da apicultura e seus produtos. Segue a lista das normas publicadas (em Junho/2016):

### Normas relativas a criação de abelhas

#### No Brasil
- ABNT NBR 15654:2009 - Apicultura - Mel - Sistema de rastreabilidade

Esta Norma apresenta os princípios e especifica os requisitos básicos para planejar e implementar um sistema de rastreabilidade para a produção de mel no campo, beneficiamento na unidade de extração e processamento no entreposto. Pode ser aplicada por organizações que atuem em qualquer etapa da cadeia produtiva apícola para a produção de mel.
- ABNT NBR 15585:2008 - Apicultura - Mel - Sistema de produção no campo

Esta Norma especifica os requisitos para instalação e manejo do apiário, coleta e transporte dos favos e extração do mel.
- ABNT NBR 15713:2009 - Apicultura - Equipamentos - Colmeia tipo Langstroth

Esta Norma especifica os requisitos para fabricação de colmeia do tipo Langstroth.
- ABNT NBR 16168:2013 - Apicultura — Própolis — Sistema de produção no campo

Esta Norma especifica os requisitos para instalação do apiário, manejo das colmeias, coleta, acondicionamento, transporte e armazenamento da própolis.

### Normas relativas a avaliação de qualidade do mel

#### No Brasil
- ABNT NBR 15654:2009 - Apicultura - Mel - Sistema de rastreabilidade

Esta norma estabelece critérios para rastreabilidade de origem do mel.
- ABNT NBR 15714-1:2009 - Apicultura - Mel - Parte 1: Preparo de amostra para análises físico-químicas.

Esta parte da ABNT NBR 15714 especifica o preparo de amostra para as determinações físico-químicas em mel.
- ABNT NBR 15714-2:2009 - Apicultura – Mel - Parte 2: Determinação da umidade pelo método refratométrico.

Esta parte da ABNT NBR 15714 especifica o método refratométrico para determinação do conteúdo de umidade em mel.
- ABNT NBR 15714-3:2009 - Apicultura – Mel - Parte 3: Determinação de cinzas.

Esta parte da ABNT NBR 15714 especifica um método para determinação do teor de cinzas em mel.
- ABNT NBR 15714-4:2016 - Apicultura — Mel - Parte 4: Determinação da condutividade elétrica.

Esta Parte da ABNT NBR 15714 especifica um método para determinação do valor da condutividade elétrica do mel.
- ABNT NBR 15714-5:2009 - Apicultura – Mel - Parte 5: Determinação de sólidos insolúveis.

Esta parte da ABNT NBR 15714 especifica um método gravimétrico para determinação de sólidos insolúveis no mel.
- ABNT NBR 15714-6:2016 - Apicultura — Mel - Parte 6: Determinação do pH, acidez livre, lactônica e total.

Esta parte da ABNT NBR 15714 especifica um método para determinação do pH e acidez livre, acidez lactônica e acidez total em mel.
- ABNT NBR 15714-7:2016 - Apicultura – Mel - Parte 7: Determinação da atividade diastásica.

Esta Norma especifica um método para determinação da atividade diastásica em mel.
- ABNT NBR 15714-8:2016 - Apicultura — Mel - Parte 8: Determinação do conteúdo de hidroximetilfurfural por cromatografia de alta eficiência.

Esta Parte da ABNT NBR 15714 especifica a determinação do teor de hidroximetilfurfural (HMF) pelo método de cromatografia líquida de alta eficiência (HPLC) em mel.
- ABNT NBR 15714-9:2016 - Apicultura — Mel - Parte 9: Determinação do conteúdo de hidroximetilfurfural por espectrofotometria no UV-Vis.

Esta parte da ABNT NBR 15714 especifica o método espectrofotométrico para determinação do teor de hidroximetilfurfural (HMF) em mel.
- ABNT NBR 15714-10:2016 - Apicultura — Mel - Parte 10: Determinação de açúcares redutores e sacarose aparente.

Esta Norma especifica um método para determinação do teor de açúcares redutores e sacarose aparente em mel.

## Apicultura no mundo
Segundo a U.N. FAO data, a quantidade de colmeias no mundo aumentou aproximadamente de 50 milhões em 1961 para aproximadamente 83 milhões em 2014, o que resulta em uma taxa de crescimento de 1,3% na média anual de crescimento. A média anual de crescimento acelerou para 1,9% desde 2009.

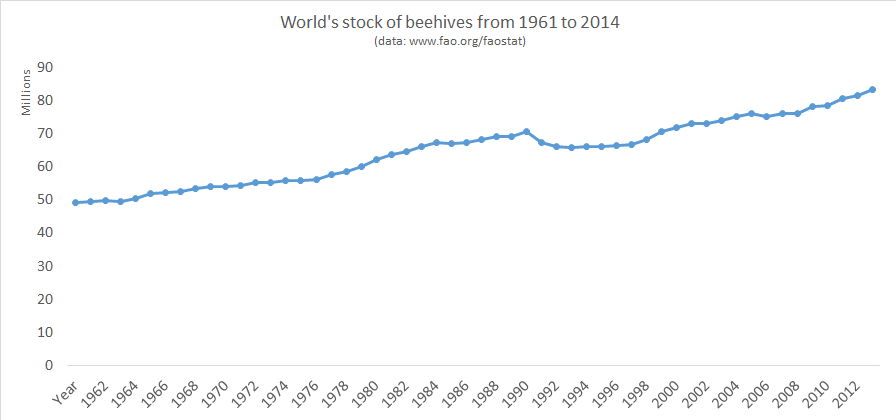
Quantidade de colmeias no mundo de 1961 até 2014

| Pais                                                           | Produção (1000 toneladas métricas) | Consumo (1000 toneladas métricas) | Número de apicultores          | Número de colmeias |
| Europa e Rússia                                                | Europa e Rússia                    | Europa e Rússia                   | Europa e Rússia                | Europa e Rússia    |
| -------------------------------------------------------------- | ---------------------------------- | --------------------------------- | ------------------------------ | ------------------ |
| Ucrânia                                                        | 71,46                              | 52                                |                                |                    |
| Rússia                                                         | 52,13                              | 54                                |                                |                    |
| Espanha                                                        | 37,00                              | 40                                |                                |                    |
| Alemanha (*2008)                                               | 21,23                              | 89                                | 90.000*                        | 1.000.000*         |
| Hungria                                                        | 19,71                              | 4                                 |                                |                    |
| Romênia                                                        | 19,20                              | 10                                |                                |                    |
| Grécia                                                         | 16,27                              | 16                                |                                |                    |
| França                                                         | 15,45                              | 30                                |                                |                    |
| Bulgária                                                       | 11,22                              | 2                                 |                                |                    |
| Servia                                                         | 3 a 5                              | 6,3                               | 30.000                         | 430.000            |
| Dinamarca (*1996)                                              | 2,5                                | 5                                 | *4.000                         | *150.000           |
| Portugal (*2010)(**2014)                                       | *11                                |                                   | *17.000                        | **650.000          |
| América do Norte                                               |                                    |                                   |                                |                    |
| Estados Unidos (*2006, **2002)                                 | 70,306*                            | 158,75*                           | 12.029** (210,000 apicultores) | 2.400.000*         |
| Canadá                                                         | 45 (2006); 28 (2007)               | 29                                | 13.000                         | 500.000            |
| Latin America                                                  |                                    |                                   |                                |                    |
| Argentina                                                      | 93,42 (média 84)                   | 3                                 |                                |                    |
| México                                                         | 50,63                              | 31                                |                                |                    |
| Brasil                                                         | 33,75                              | 2                                 |                                |                    |
| Uruguai                                                        | 11,87                              | 1                                 |                                |                    |
| Oceânia                                                        |                                    |                                   |                                |                    |
| Australia                                                      | 18,46                              | 16                                | 12.000                         | 520.000            |
| Nova Zelandia                                                  | 9,69                               | 8                                 | 2.602                          | 313.399            |
| Asia                                                           |                                    |                                   |                                |                    |
| China                                                          | 299,33 (média 245)                 | 238                               |                                | 7.200.000          |
| Turquia                                                        | 82,34 (média 70)                   | 66                                |                                | 4.500.000          |
| Irã                                                            |                                    |                                   |                                | 3.500.000          |
| Índia                                                          | 52,23                              | 45                                |                                | 9.800.000          |
| Predefinição:ROKb Coreia do Sul                                | 23,82                              | 27                                |                                |                    |
| Vietnam                                                        | 13,59                              | 0                                 |                                |                    |
| Turquemenistão                                                 | 10,46                              | 10                                |                                |                    |
| África                                                         |                                    |                                   |                                |                    |
| Etiópia                                                        | 41,23                              | 40                                |                                | 4.400.000          |
| Tanzânia                                                       | 28,68                              | 28                                |                                |                    |
| Angola                                                         | 23,77                              | 23                                |                                |                    |
| Quênia                                                         | 22,00                              | 21                                |                                |                    |
| Egito (*1997)                                                  | 16*                                |                                   | 200.000*                       | 2.000.000*         |
| República Centro-Africana                                      | 14,23                              | 14                                |                                |                    |
| Marrocos (*1997)                                               | 4,5*                               |                                   | 27.000*                        | 400.000*           |
| África do Sul (*2008)                                          | ~2,5*                              | ~1,5*                             | ~1.790*                        | ~92.000*           |
| Fonte: Food and Agriculture Organization of the United Nations |                                    |                                   |                                |                    |

Outras fontes:
- Servia[83]

### Portugal
Em 2010, existiam Portugal cerca de 17 mil apicultores, 38 mil apiários e 562 mil colmeias. Com o declínio na população de abelhas e o crescente valor económico da actividade, tornou-se comum registarem-se roubos de colmeias.

## Imagens das atividades de apicultura

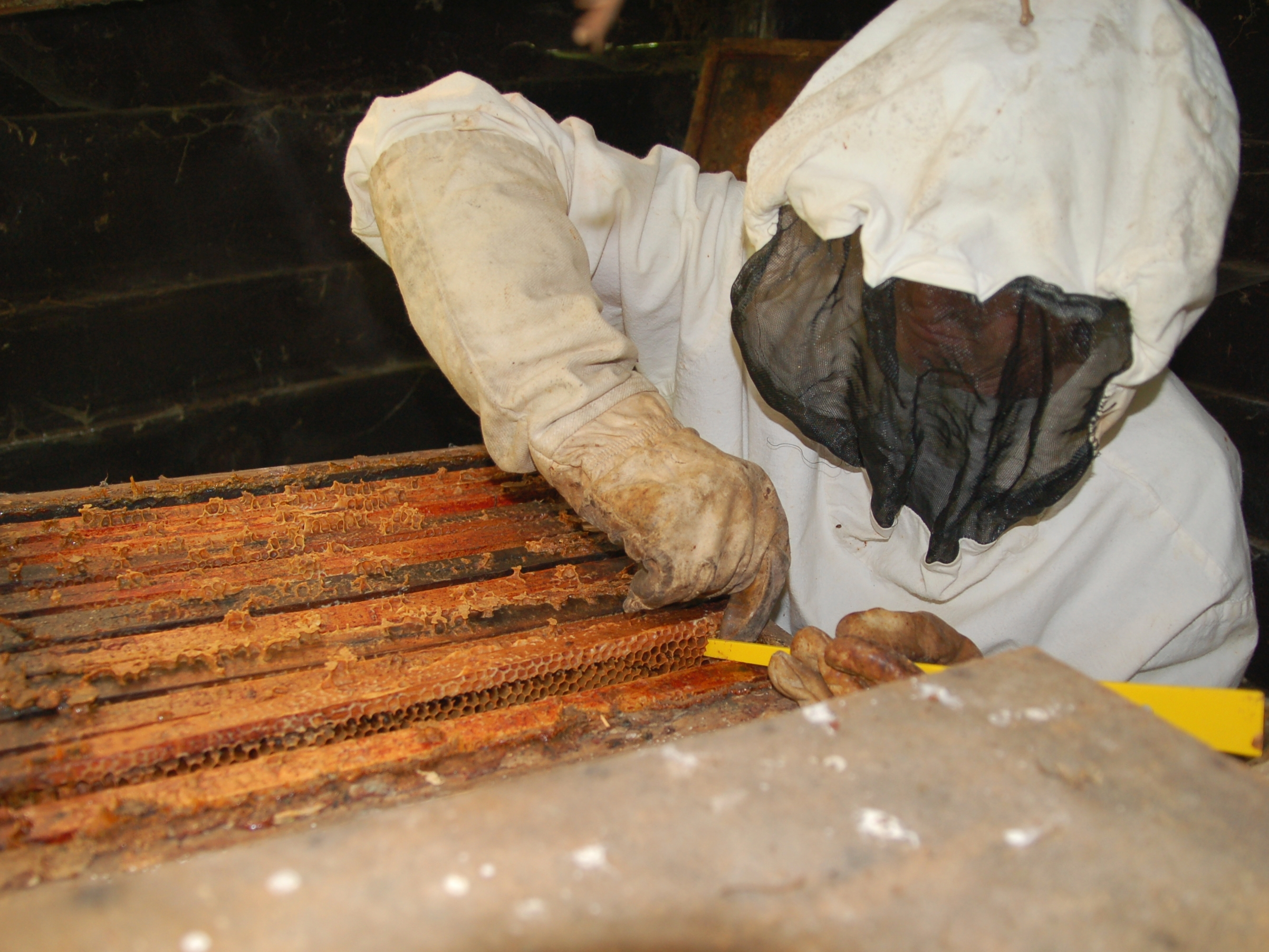
Apicultor remove caixilhos de uma colmeia
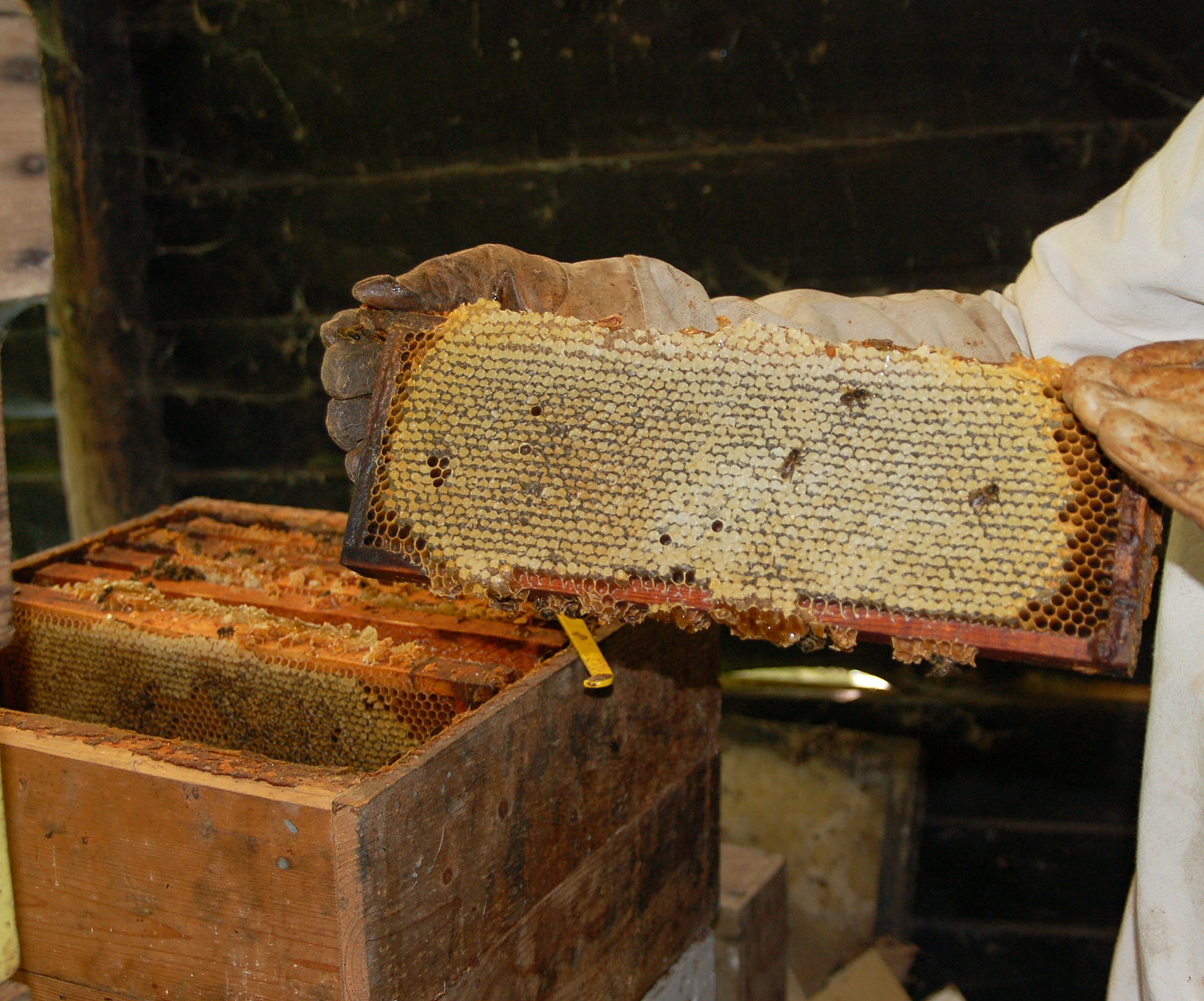
Caixilho Langstroth
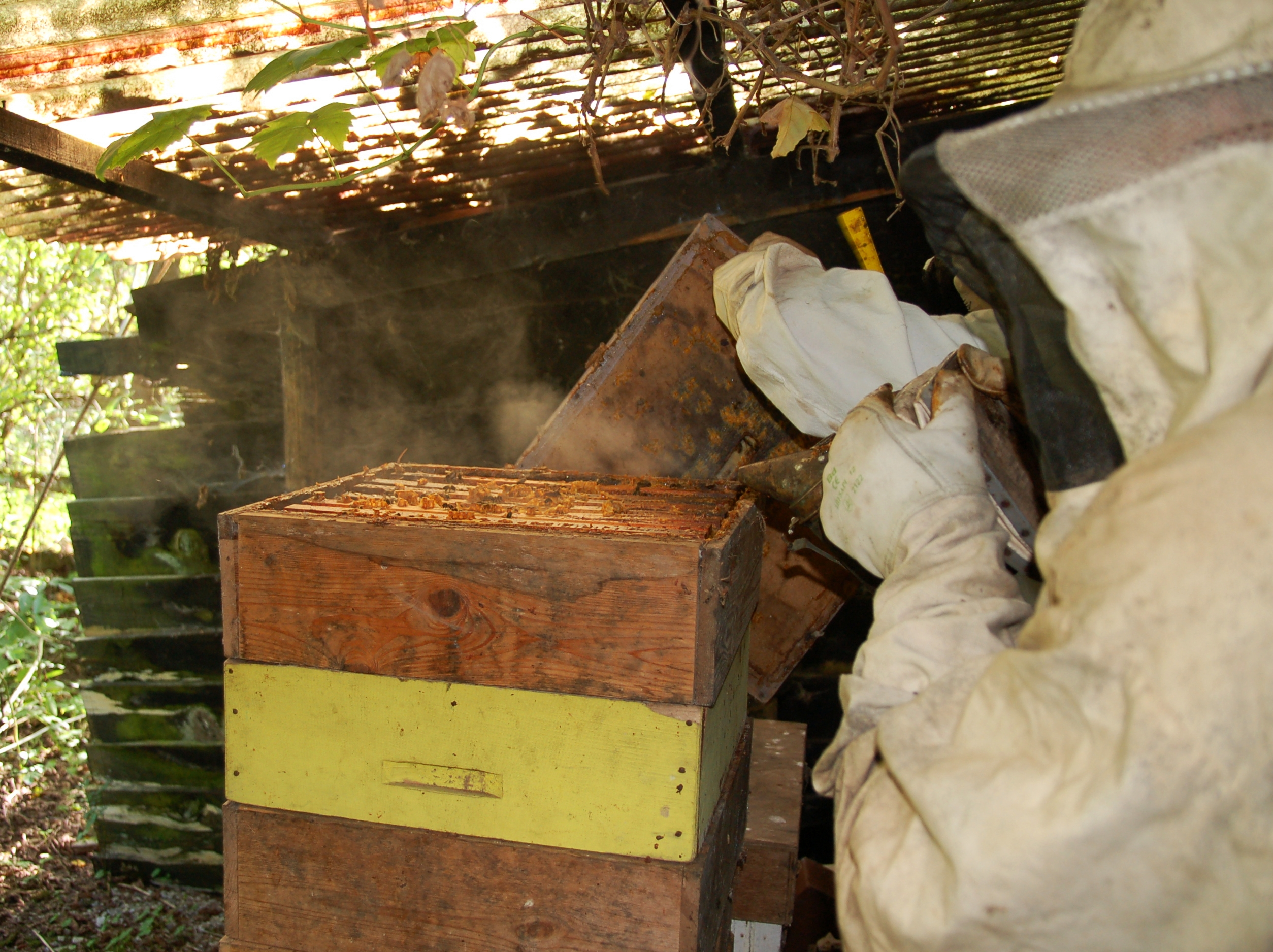
Aplicando fumaça a uma colmeia
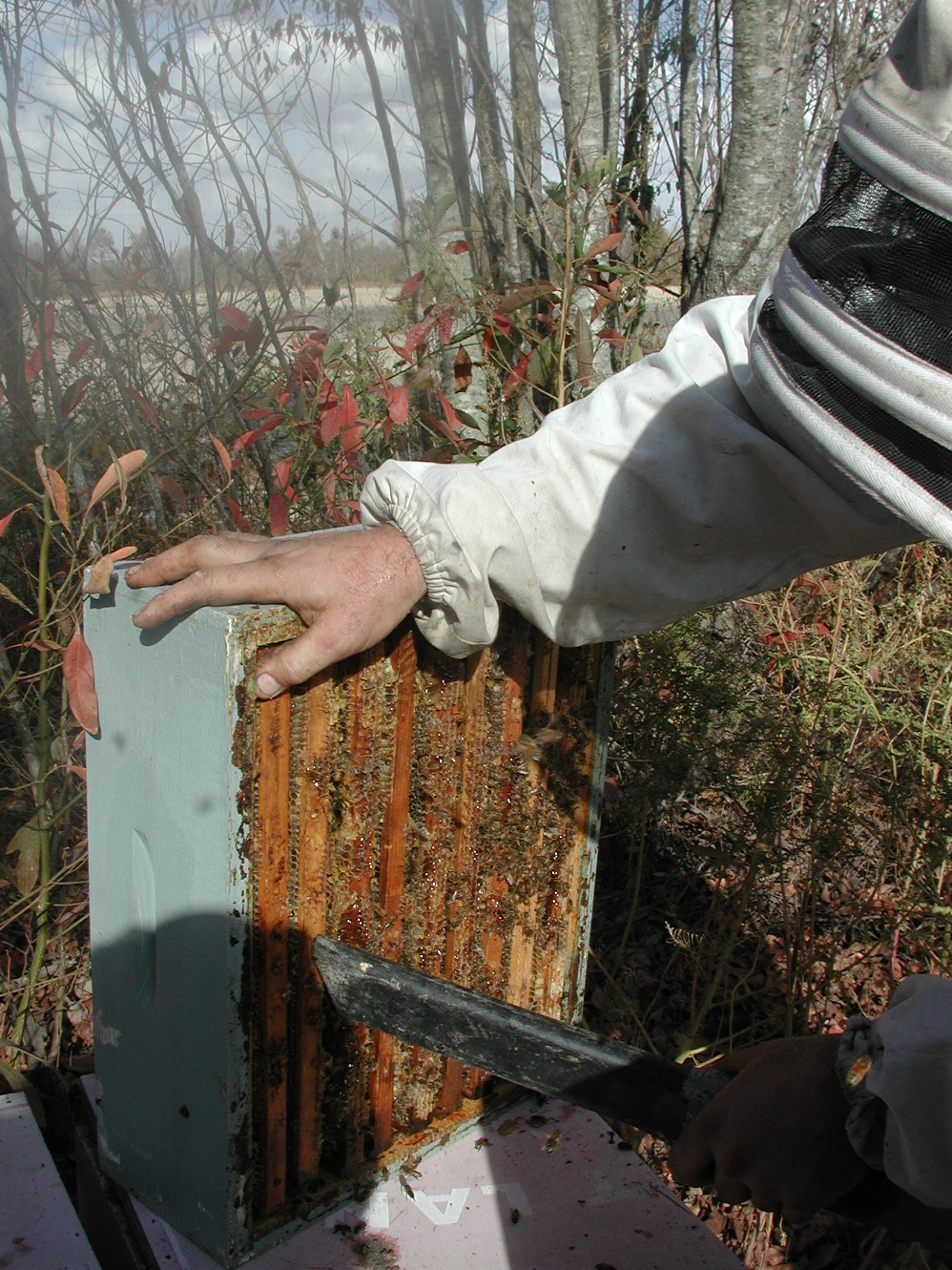
Usando uma soprador para remover abelhas nos caixilhos
- Desoperculando favos com faca manual
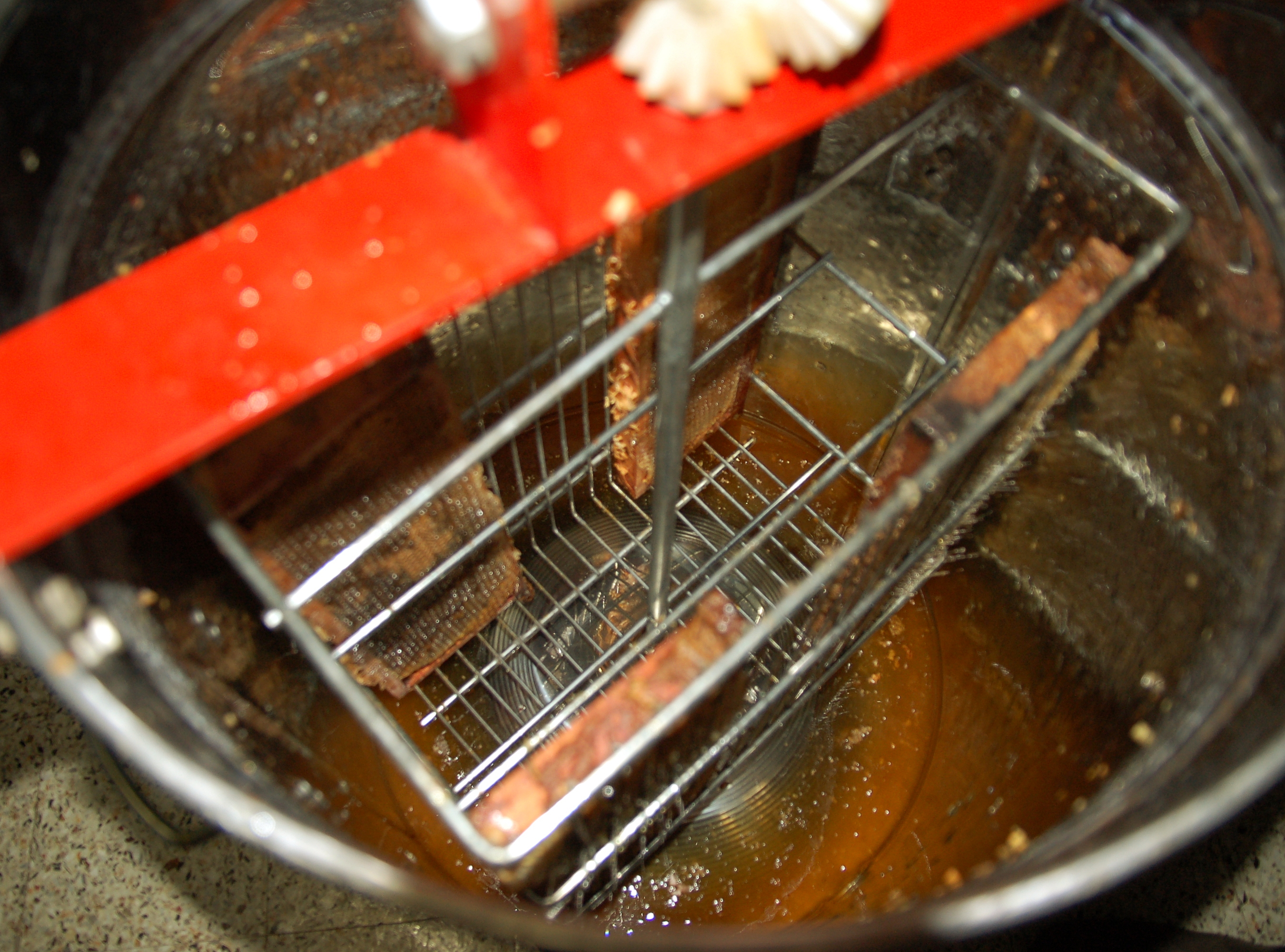
Extraindo o mel
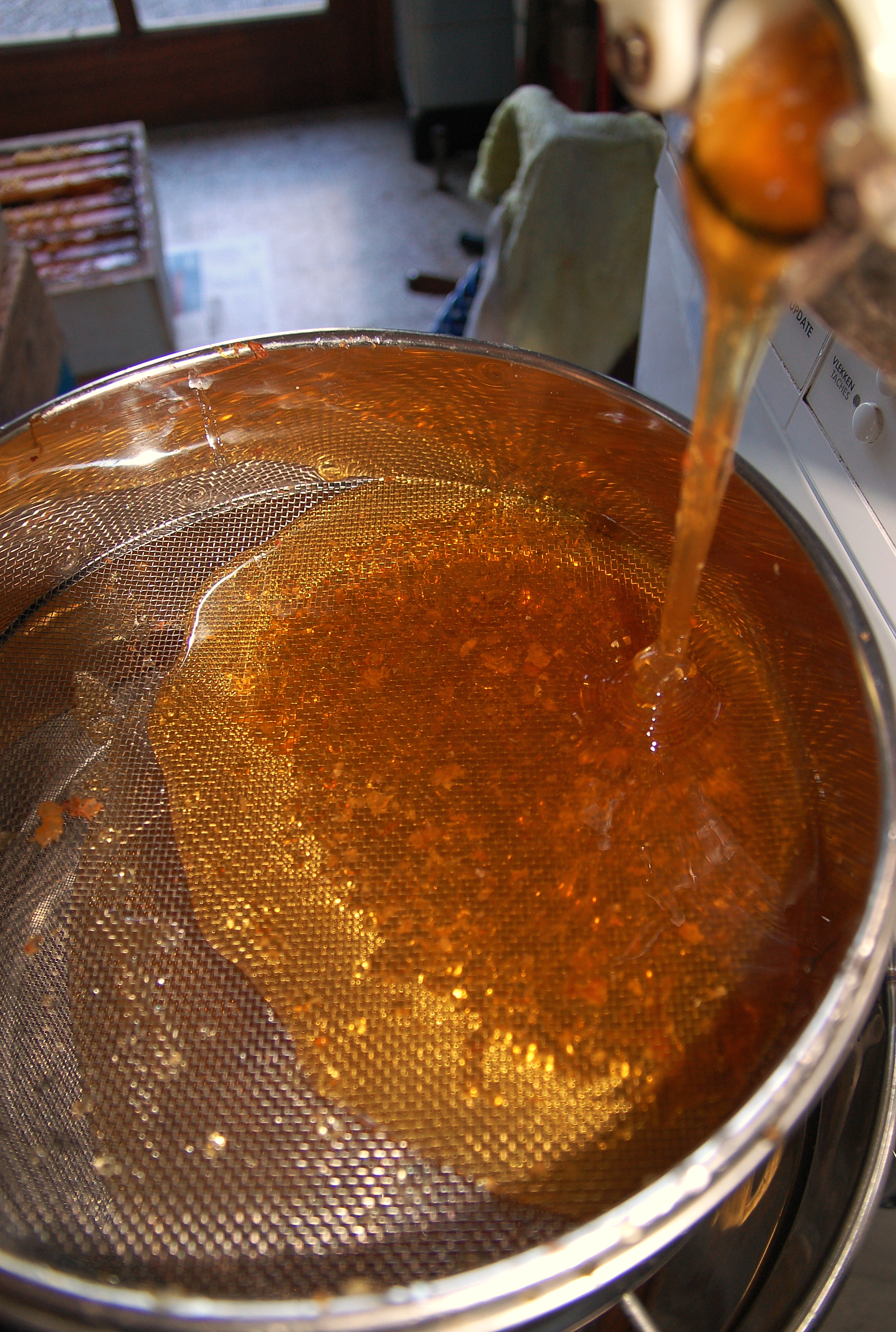
Filtrando o mel
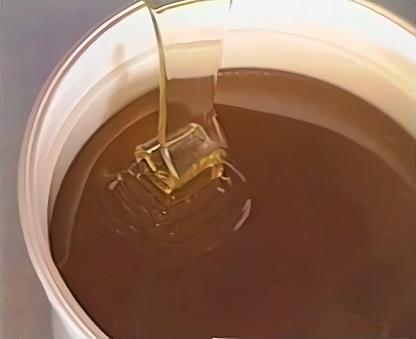
Envasando o mel(após maturação)
- Apicultura na Sérbia